# Őcsény
Őcsény község Tolna vármegye Szekszárdi járásában, a megyeszékhely központjától mintegy 6 km-es távolságra. Nagy múltú és népi emlékekben gazdag település, melyet fekvése miatt a Sárköz kapujának is neveznek. Területe 72,61 km2, amivel a vármegye legnagyobb közigazgatási területű községe; lakosainak száma 2022-ben 2148 fő volt. A településen található a megye egyetlen reptere, az őcsényi repülőtér, emellett a négy falu alkotta Őcsényi Közös Önkormányzati Hivatal székhelyeként is szolgál.
A település a Sárköz északi felében, a Duna, a Sió és a Szekszárdi-dombság által közrefogott síksági területen helyezkedik el. A vizekben rendkívül gazdag vidék legnagyobb ármentes platójára települt a falu, ahonnan csak a 19. századi ármentesítést követően kezdett el jelentősen terjeszkedni. A belterület döntően hosszú, egyenes utcák hálózatából épül fel, amelyet a kanyargós Szekszárd-Bátai-főcsatorna szel ketté. A közigazgatási terület nagyobbik részét viszonylag sík szántóföldek teszik ki, míg a keleti, fokozottan védett erdős fele, a Gemenc a Duna–Dráva Nemzeti Parkhoz tartozik. A település közlekedésföldrajzi helyzete kedvezőnek számít, az M6-os autópálya két lehajtója is hozzá tartozik, nyugati határán érinti az 56-os főút is. A községnek saját vasúti megállóhelye van a Sárbogárd–Bátaszék-vasútvonalon, emellett a külterületén halad a Gemenci Állami Erdei Vasút hosszabb szakasza is. Repülőtere országos és nemzetközi szinten ismert és kedvelt a hőlégballonosok és a vitorlázórepülők körében. A Duna és a Sió helyi szakaszán nincs jelentősebb létesítmény, de a közvetlen közelben található az M9-es autóút és a Szent László híd is.
Őcsénynek régi időkre visszanyúló és gazdag történelme van. Területe az ősi, mocsaras ártéri vidéken a kevés lakható helyek egyike volt. A Római Birodalom határának védelmét szolgálta az itt felépített Alisca, valamint az őrtornyok és töltésutak hálózata. Évszázadokkal később a honfoglaló magyarok több települést is létrehoztak a környéken. A falu már a középkorban templommal rendelkezett, az akkori oklevelek szerint apátsági birtok volt. A törökök által elfoglalt országrész többi tájához hasonlóan a népessége erősen lecsökkent, de a mocsarak közé menekült magyarság túlélte a megpróbáltatásokat, később pedig áttért a kálvinista hitre. A falu egyike volt a néhány falunak, amelyek megmaradtak a háborúk és fosztogatások után. A régóta szegény vidék aranykorát a 19. század második fele hozta el, a folyószabályozásnak hála a frissen szerzett hatalmas területű szántóföldek jólétet és virágzást hoztak. Ebből az időszakból származnak a klasszikus sárközi népdalok, építészeti emlékek és a Magyarországon egyedülállóan pompás sárközi népviselet. Az egykézés azonban társadalmi átalakulást hozott, majd a második világháborút követően alakult ki a jelenlegi kevert népesség. A rendszerváltást követően részben alvó település lett, a helyiek döntően a szomszédos Szekszárdra ingáznak, a falu gazdasága főképpen a mezőgazdaságra, a közepes iparra, a vállalkozásokra és a repülőtérre épül. Őcsény infrastruktúrája fejlett, határában több települést ellátó modern szennyvíztisztító telep áll, a közvilágítást 2020-ban korszerűsítették. Rendelkezik polgármesteri hivatallal, művelődési házzal, közösségi konyhával, teleházzal és könyvtárral, ATM-mel, postával, gyermek-, felnőtt- és fogorvosi rendelővel, valamint gyógyszertárral. A község működtette bölcsőde mellett a református egyház is fenntart egyet, az Őcsényi Tarkabarka Óvoda szintén a faluhoz tartozik. A korábban önkormányzati Perczel Mór Általános Iskola alsó és felső tagozata, valamint a tornaterem 2013 óta állami fenntartásban működik. A kereskedelmet két Coop és egy CBA üzlet, két Nemzeti Dohánybolt, és négy vendéglátóipari egység mellett több kisbolt bonyolítja le. A községen található emellett több autószerelő műhely, autómosó és benzinkút is.
A falu és környéke látnivalókban gazdag. A természetkedvelők a közeli Gemencben vagy a szomszédos dombvidéken számos túraútvonalat találhatnak, emellett sétarepüléssel vagy kisvasúttal is megismerhetik a tájat. A néphagyományok kedvelői is megcsodálhatják az egykori gazdag lakosok jellegzetes házait, a felújított barokk református templomot, a gazdagon berendezett tájházat, valamint számos hagyományőrző rendezvényen is részt vehetnek. A repülés szerelmesei ellátogathatnak a repülőnapokra, a nemzetközi vitorlázórepülő és hőlégballonos találkozókra, vagy megtekinthetik az ország első hőlégballon múzeumát és kiállítását.

## Fekvése
Őcsény Tolna vármegye délkeleti peremén a Gemenc és a Szekszárdi-dombság között helyezkedik el, a Sárköz legészakibb települése. Északról a Sió, keletről a Duna alkotja természetes határát. Közigazgatási határait tekintve délről Decs, nyugatról és északról a megyeszékhely Szekszárd, északkeletről Bogyiszló, keletről pedig a már Bács-Kiskun vármegyéhez tartozó Fajsz, Sükösd és Érsekcsanád határolja.

### Megközelítése
- Közúton az M6-os autópályáról az Őcsény-Szekszárd Kelet vagy Őcsény-Decs-Szekszárd Dél leágazásánál kell lehajtani. A falu az 5113-as és 5114-es mellékúton közelíthető meg, amelyek az 56-os főútról érhetőek el. Autóbusszal a Népligettől induló buszjárattal Szekszárdig, onnan a Volánbusz helyközi járataival lehet eljutni Őcsénybe.
- Vonattal a MÁV 46-os számú (Sárbogárd–Szekszárd–Bátaszék) vasútvonalán érhető el. A megállóhely Szekszárd és Decs között található. A falu a fővárosból több közvetlen járattal is elérhető volt, amelyek a Déli pályaudvarról indultak. Ez a lehetőség 2021. április 11-től megszűnt, mivel a Gemenc InterRégió járatok ettől kezdve Baja és Székesfehérvár között járnak,így a fővárosba való eljutáshoz szükséges egy sárbogárdi átszállás.[10][11]
- A Gemenci Állami Erdei Vasút egyes megállóhelyei Őcsény külterületén találhatóak, de innen nem közelíthető meg közvetlenül a falu.
- Az Alföldi Kéktúra 1. szakasza (Szekszárd–Baja) áthalad a település külterületén, de kikerüli a falu belterületét.[12]

### Környező települések
Az Őcsényhez legközelebbi falvak Decs (3,5 km) és Sárpilis (7,3 km), a legközelebbi városok: Szekszárd (9 km), Tolna (12,7 km) és Bátaszék (14,2 km). A közúton mért távolságok erősen eltérnek a légvonalbeliektől, mivel a hidak hiánya és a fizetős M6 jelentős kerülőket okoznak, így Decs 4,4 km-re, Sárpilis 9,2 km-re, Szekszárd pedig 10 km-re fekszik. Fizetős utak nélkül Bátaszék központja 19,3, Tolnáé 20,7 km-re van, míg ugyanez a táv autópályával 18,5 és 16,6 km.

## Földrajza

### Domborzat
Őcsény két nagytáj, az Alföld és a Dunántúli-dombság találkozásánál fekszik. A falu domborzata tipikusan alföldi, habár közel sem jelent ez vízszintes terepet. Az Alföld nagytáj Duna menti síkság középtájának, azon belül is a Sárköznek, más néven Tolnai-Sárköznek az északi végén helyezkedik el. A pannon időszak végétől a pleisztocén időszak végéig egy északi-déli irányú törésvonal mentén, az eredeti felszín magasságáról lépcsős vetődéssel 100-150 méterre süllyedt le a terület. A pleisztocén végére kialakult az Ős-Duna, amely először kavicsos, majd homokos és finom iszapos üledékkel töltötte fel a mély süllyedéket. Erre a vastag üledékes rétegsorra végül a pleisztocén utolsó szakaszában jelentős vastagságú lösz rakódott le, ami a nedves felszínen vályogos üledékké alakult. A területen a folyóvízi agyag, aleurit, homok, valamint kavicsos kőzetösszetétel jellemző. A környéken döntően a réti öntéstalajok a jellemzők, ám a magasabb térszíneken feketeföldek, réti csernozjomok is előfordulnak, amelyeknek igen jó a termőképessége.
A Duna a lassú meanderező folyása miatt gyakran változtatta a medrét, számos mellékágat alakított ki, amelyek közt alacsony hátakként észak-déli lefutású ármentes teraszok, majd szigetek alakultak ki. A szigetek környezetükhöz képest egykor a mainál magasabbak voltak, de részben a Duna eróziója, részben pedig a Sárvíz és a környező Szekszárdi-dombság patakjai által végzett feltöltőmunka mérsékelte ezeket a relatív szintkülönbségeket, így alakítva lassan a területet közel tökéletes síksággá. A Duna szabályozása folytán a Sárköz lefolyástalan területté vált, így vízhálózatát jelentősen módosították a 19. és a 20. század során.
A Duna-völgy a település mentén több mint 20 km széles, amelynek mintegy háromnegyede a dunántúli részre esik. A Sárközt viszonylag meredeken leszakadó dombsor szegélyezi, ám a közigazgatási határok megváltoztatása miatt ezen területeit elveszítette a falu, így a mintegy 200-230 méteres dombsági területek nélkül a tengerszint feletti magassága mindössze 86-96 méter között alakul.

### Vízrajz

#### Folyók
Őcsény a Dunántúl két jelentős folyójának, a Dunának és a Siónak a találkozásánál fekszik. A Sió 5,2 km hosszan alkotja 2 külön szakaszon a település határát, maga a folyótorkolat déli fele is a falu közigazgatási területére esik, míg a folyó legkisebb távolsága a község belterületétől mintegy 5,2 km. A Duna a település és Tolna vármegye keleti határaként szolgál, az 1489,5–1497,12 folyamkilométerek közötti szakasz tartozik a községhez. A folyókon a közelben található jelentősebb objektumok máshová tartoznak, így sem az árvízkapu, sem a Szent László híd nem érinti a falut.

#### Belvízcsatornák

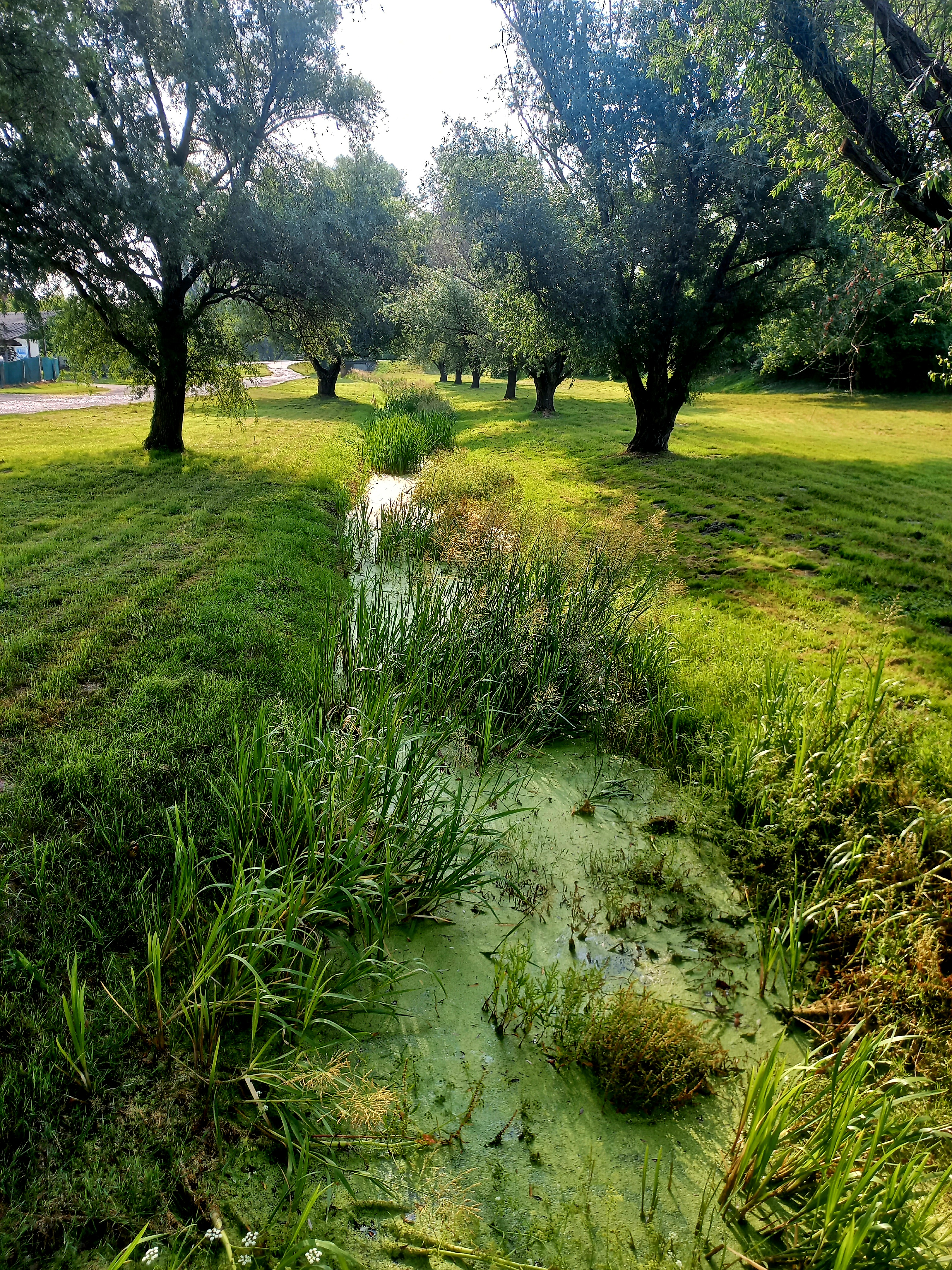
A Szekszárd-Bátai-főcsatorna a part menti fűzfaligettel

A folyószabályozások után a Sárközt gátakkal vágták el a Dunától, így az árvízveszély ugyan megszűnt, de a vizek lefolyását is meggátolták, ezáltal a Sárközben komoly belvízlevezető csatornahálózatot kellett kiépíteni. Ennek legjelentősebb eleme a Szekszárd-Bátai-főcsatorna. A Sárvíz egykori medrét is felhasználó csatorna a KÖDUVÍZIG kezelésében áll, Őcsény közigazgatási területére eső hossza 8,93 km, amelynek egy szakasza kettévágja a falut, elválasztva egymástól a magasabb fekvésű ófalut az alacsonyabb újteleptől. A faluban 2 közúti és 2 gyalogos híd keresztezi a vízfolyást, amelyet széles füves-fűzfás liget szegélyez, további egy híd található a szőlőhegyi úton nem sokkal a vasúti átjáró után.
A falu második legjelentősebb csatornája a Kis-Duna, vagy teljes nevén Lankóci-Kis-Duna-csatorna, amely a Szekszárd-Paksi Vízi Társulat kezelésben áll. Őcsény közigazgatási területére eső hossza 7,85 km, amely a településtől keletre, a közigazgatási határ közepén hatalmas kanyart ír le. Vizét a Sárköz többségével ellentétben nem a bátai, hanem a Decs határában lévő lankóci szivattyútelep emeli át a töltésen. A falu területén mindössze egyetlen híd található rajta, amelyet döntően mezőgazdasági és erdészeti járművek használnak.
A Baksatói árok 2,88 km hosszan halad át a falun, majd annak nyugati végén, a vasútállomás mellett röviden keresztezi a lakott területet. Helyi nevén Büdösvíznek is hívják, amelyet egyrészt a lassú folyása miatt tartósan a házak között bomló növények szaga okoz, másrészt a szekszárdi cégek által beleengedett anyagok. Többször vált a víz elszíneződötté és habzóvá, de a hatóságok nem állapították meg az okozók személyét. Többek között a szekszárdi strand és a város csapadékvizének egy részét is a Baksatói árok vezeti le, amely aztán a falu déli határában egyesül a Szekszárd-Bátai-főcsatornával. A 2011-es mederkotrások során a jelentősebb Őcsényhez kötődő belvízcsatornák mederkotrására is sor került, ezek közül a Baksatói árok mintegy 7 km-es megtisztítása volt a legjelentősebb munka.

#### Patakok
A község legjelentősebb patakja a Szekszárdi-Séd, amely a szomszédos megyeszékhelyről érkezik, majd az M6-os Sárközi pihenőhelye mellett torkollik bele a Szekszárd-Bátai-főcsatornába Decsnél. A falut érintő szakasz 3+090– 7+270-es szelvények közötti hossza 4,180 km, kezelője a KÖDUVÍZIG. A külterületen 2 híd vezet át rajta, az egyik a szőlőhegyi úté, a másik az Árpád sor és Szekszárd közötti földúté. A patak emellett több belvízcsatorna vizét gyűjti össze és vezeti le.
Az egykori szőlőhegytől délre eső terület vizét gyűjti össze és vezeti le a Tóth-völgyi árok, ebből mintegy fele, 1,88 km tartozik a faluhoz, amelynek nyugati felén aztán a Szekszárdi-Sédbe torkollik. A szabályozott mederbe terelt patak a Szekszárd-Paksi Vízi Társulat hatáskörébe tartozik. A meder az Őcsény és Szekszárd közötti szőlőhegyi út déli oldalán halad egészen a torkolatig, az 56-os főút vízfolyást keresztező hídja pedig a két település közigazgatási határán áll.

#### Tavak
Őcsény területén igen sok állóvíz található, ám ezekből sok a belvíz által ideiglenesen elborított terület, vagy az ártérben hosszabb-rövidebb időre megtelő mélyedések. Rendes, állandó tóból több is található a településen, ezek döntően két nagy csoportba sorolhatóak.
A természetes tavak nagy részét a lefűződött vagy levágott mederszakaszok, a morotvák teszik ki. A Duna egykori medrei ma már igen gazdag állatvilágnak adnak otthont. Nemzeti parki területen található a falu legnagyobb, mintegy 17 hektár területű tava, a Sáros. A Sió mentén elterülő tó magasabb vízállásnál összefüggő vízfelületet képez a Holt-Sióval. A sekély, mindössze 50–80 cm mély, közel 1 km hosszú, 50–200 m szélességű, alakját és felszínét erősen változtató víz számtalan hal-és madárfajnak, valamint egy hódvárnak is otthont ad. A holtág végében áll a Sáros-alja madármegfigyelő torony.
Szintén a Sió mentén található morotva a Borrév-tó, amelynek mintegy 13 hektáros területének legalább kétharmadát már a náddal és sással benőtt részek foglalják el. Magasabb vízállás esetén vízutánpótlását a Sió felől kapja. A tiszta vizű, ám lassan feltöltődő holtág sok vízimadárnak szolgál élőhelyül, emiatt a Sároshoz hasonlóan védett, és kiemelten értékes egyedi tájértéknek minősül.
A Forgó-tó a Duna-part közelében fekszik. Mintegy 700 m hosszú, 400 m széles, területe 3 és 27 hektár közt képes változni. 87 méteres tengerszint feletti magasságával a nem messze folyó Duna partjánál több mint 3 méterrel van alacsonyabban, de a Grébeci-Duna is 2 méterrel magasabban fekszik nála. Régebben egy fok kötötte össze a Dunával az északi vége felé, emellett a déli oldalán is volt két bevezető foka, az egyik a Sudár-fok, a másik a Grébeci-Dunához kapcsolódó Forgó-fok. A tó a nevét valószínűleg arról kapta, hogy a magasabb vízálláskor beömlő víz örvénylésbe, forgásba hozta a tó vizét. Mivel a Forgó-tó fokozottan védett, így nem látogatható szabadon, a tanösvény a Gemenci Erdei Vasút járataival április 2. és október 30. között érhető el. A Gemenc-Dunapart megállóhelyről induló tanösvény a közeli vízparthoz vezet, amelynek különlegessége a víz fölé nyúló pallósor, ahol a látogató egy álcázott lesfal mögé bújva gyönyörködhet a ragadozó- és vízimadarakban, valamint az erdő híres vadállományában.
A település tavainak másik nagy csoportját a mesterséges tavak alkotják. A faluban több halastó is kialakításra került, ezek közül a legnagyobb a reptér területén létesített egyesületi horgásztó. Az 1961-ben alapított Őcsényi Horgász Egyesület kezelésében álló tó a tagok és a fizetővendégek számára nyitva áll. Két további magántulajdonban lévő halastó van még a községben, a nagyobbik a reptér közelében, a kisebbik pedig a futballpálya déli végében.
Külön említést érdemel a közvetlenül a szekszárdi határ mellett működő homokbánya. A cégre gyakran tévesen szekszárdi bányaként hivatkoznak, pedig a létesítmény túlnyomó többsége őcsényi területen létesült. A kitermelés folyamán létrejött bányatóban régen sokan fürödtek nyáron, ám egy halálos balesetet követően ez azóta szigorúan tilos. A meder hirtelen mélyül, így fokozottan balesetveszélyes, ráadásul a vízminőség is kérdéses. A bányató jelenleg elkerített és őrzött telken fekszik, így illegális megközelítése szinte lehetetlen.

### Éghajlat
Magyarország éghajlata nedves kontinentális, így a településen is ennek jellegzetességei figyelhetők meg. Mivel a falu az Alföld és a Dunántúli-dombság határán helyezkedik el, ezért a meteorológiai adatai a többi alföldi tájhoz képest némileg mérsékeltebbek. Az utolsó mért évben, 2013-ban a napsütéses órák száma 2100-2200 közt alakult, az azóta ennek a helyére került globálsugárzás 2019-ben 475-500 kJ/cm2 értékű volt. Az évi középhőmérséklet 2019-ben 12-13 Celsius-fok volt, míg az éves csapadékmennyiség abban az évben 600–650 mm között alakult. A KSH kutatásai szerint Őcsényt és a Szekszárdi járást közepes mértékben fogják érinteni az éghajlatváltozás hatásai, és az ehhez való alkalmazkodóképesség is az országos átlagba esik.
| Hónap                         | Jan. | Feb. | Már. | Ápr. | Máj. | Jún. | Júl. | Aug. | Szep. | Okt. | Nov. | Dec. | Év   |
| ----------------------------- | ---- | ---- | ---- | ---- | ---- | ---- | ---- | ---- | ----- | ---- | ---- | ---- | ---- |
| Átlagos max. hőmérséklet (°C) | 2,2  | 5,2  | 11,1 | 17,3 | 22,2 | 25,3 | 27,6 | 27,1 | 23,6  | 17,6 | 9,3  | 3,9  | 16,1 |
| Átlaghőmérséklet (°C)         | −0,7 | 1,8  | 6,4  | 11,9 | 16,5 | 19,7 | 21,6 | 21,0 | 17,6  | 12,3 | 5,9  | 1,3  | 11,3 |
| Átlagos min. hőmérséklet (°C) | −3,5 | −1,6 | 1,7  | 6,5  | 10,9 | 14,2 | 15,6 | 15,0 | 11,6  | 7,0  | 2,6  | −1,3 | 6,6  |
| Átl. csapadékmennyiség (mm)   | 37   | 36   | 35   | 47   | 59   | 75   | 54   | 53   | 46    | 38   | 56   | 48   | 584  |
| Forrás: Climate-data.org      |      |      |      |      |      |      |      |      |       |      |      |      |      |

### Természetvédelem

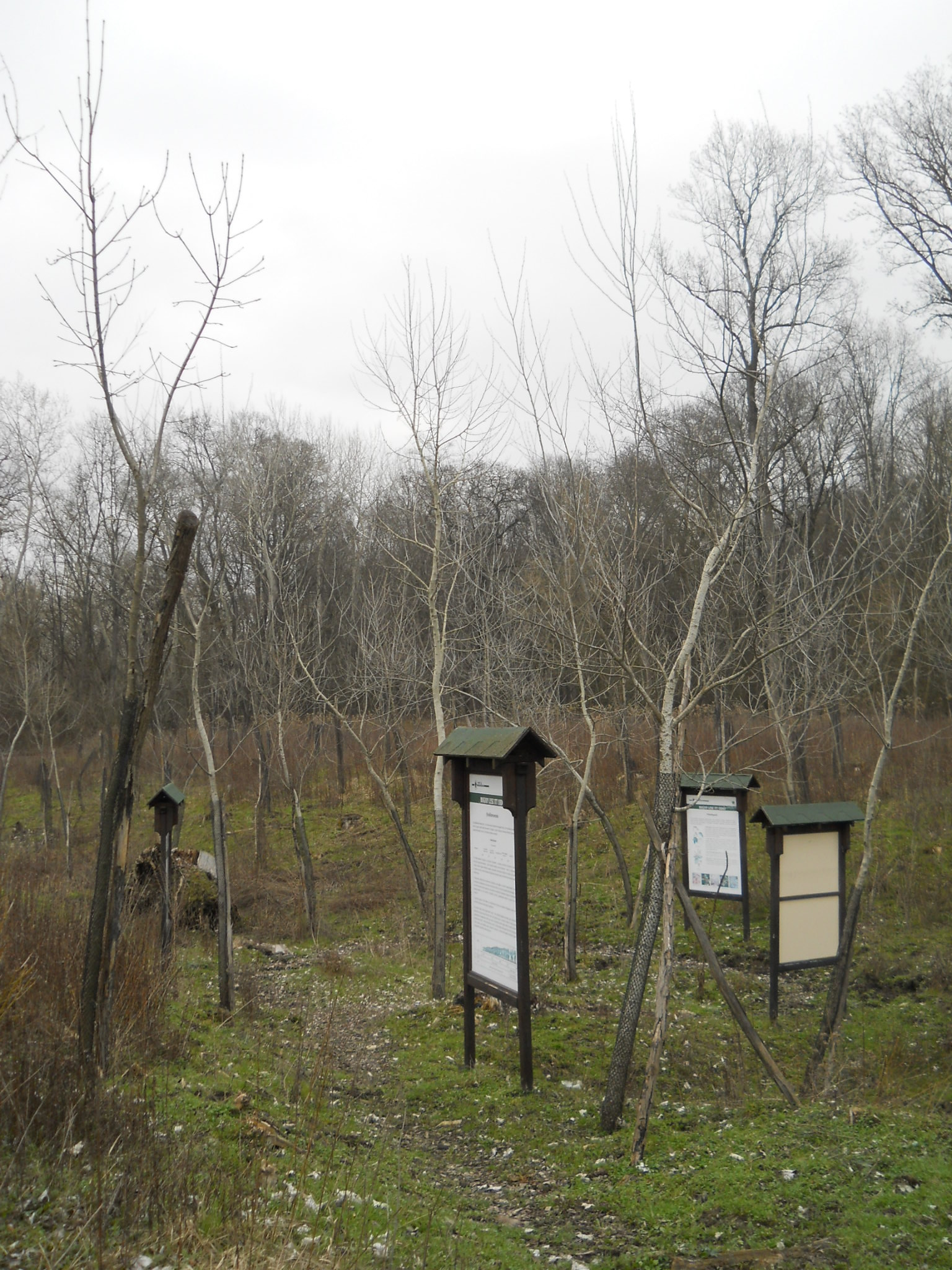
Erdőgazdálkodási tanösvény Keselyűs határában, de már Őcsény területén

A község területe két alapvetően eltérő részből áll, így ez az élővilágra is nagy hatással van. Az intenzív szántóföldi művelés miatt a közigazgatási terület nyugati és középső fele szegényes élővilággal rendelkezik. Kisebb kivételt csupán az árokparti és út menti erdős szegélyek és fás ligetek jelentenek, valamint egy nagyobb vizes élőhely, amelyet azonban kettévág az M6-os autópálya. A Szekszárd-Bátai-főcsatorna és a Lankóci-Kis-Duna a part menti területükkel, valamint az előző nedves élőhely az Országos Ökológiai Hálózat és a Natura 2000 program védett területei közé tartoznak. A szántóföldek közé ékelődve található meg az ex lege védettséget élvező orgoványi földvár is.
A közigazgatási terület keleti oldala és északi nyúlványa, melyek az árvízvédelmi töltésen túl fekszenek, országos viszonylatban is kiemelkedő természetvédelmi jelentőséggel bírnak, és mintegy 2300 hektárt tesznek ki. A Duna árterületén található Gemenc Közép-Európa legnagyobb ártéri erdeje, amely gazdag állatvilágnak nyújt otthont. A helyszín jelentőségét mutatja, hogy Natura 2000 különleges természetmegőrzési terület és különleges madárvédelmi terület, illetve rámszari terület minősítéssel bír, valamint emiatt Őcsény teljes területét UNESCO bioszféra-rezervátummá nyilvánították. A faluhoz tartozó erdőségek 1977-től a Gemenci Tájvédelmi Körzet, 1996-tól pedig a Duna–Dráva Nemzeti Park részét képezik.

### Közlekedésföldrajz
A község elhelyezkedéséből adódóan kedvező közlekedésföldrajzi helyzetben van. Területén autópálya, főútvonal, széles és keskeny nyomtávú vasút, valamint repülőtér is található, Duna-partján azonban nincs kikötő. Őcsény a Duna és a Szekszárdi-dombság közötti területre ékelődött be, így keleti irányban teljesen el van választva a szomszédos térségtől, habár két átkelési lehetőség is van a közelben. A természeti adottságok miatt a legfőbb közlekedési tengely az észak-déli, így a környék úthálózatának gerincét az ilyen irányú utak teszik ki, amelyeket kisebb, rájuk merőleges összekötőutak kapcsolnak össze.

#### Úthálózat
Az alsóbbrendű utak közül az 5113-as a legfontosabb, amely Szekszárd és Decs felé teszi lehetővé a haladást, és a Fő utcán és Őcsény központján is áthalad. Innen ágazik le az 5114-es út, amelyen Szekszárd déli részét és a szőlőhegyet lehet elérni. Az út eredetileg a központból ágazott ki, szűk és kanyargós utcákon áthaladva, de egy átépítés óta délről elkerüli a falut, és annak határában csatlakozik az 5113-ashoz. A belterületen az 51 371-es számú mellékút az országos közúthálózatot és a vasútállomást köti össze, így az Árpád sor északi fele már nem az önkormányzat kezelésében áll. A Szekszárd és Keselyűs közötti 51 369-es út hosszú szakaszon, de több megszakítással a község közigazgatási határát alkotja. Érinti még a község határszélét délnyugaton a Szálkát kiszolgáló 5601-es út is.
A belterületen található, nem magántulajdonban álló úthálózat hossza, az egykori Állami Gazdaság területét nem számolva közel 18,4 kilométert tesz ki. Ennek a döntő többsége, mintegy 72,9%-a aszfaltborítással rendelkezik. 15,2%-ot tesz ki a betonburkolatú utak aránya, amelyekhez főleg a Rákóczi utca és az Árpád sor közötti utcák tartoznak. Szórt köves, valamint makadámút már alig található a faluban, mivel ezek döntő többségét az előző két útburkolat valamelyikére cserélték, így az arányuk mindössze 3,3%. A földutak főleg a település szélén húzódnak, hosszuk a köves utak kétszerese. A valaha még átjárható hidakból a 3 gyalogoshíd és a Rákóczi utca két vége a járműforgalom elől már elzárt terület, legtöbbjükön már nem is lenne lehetséges az újabb, keskenyebb hidak miatt autóval áthaladni. Ezek az úthálózat mintegy 2%-át teszik ki.
A falunak 3 buszmegállója van, amelyek az 5113-as út mentén helyezkednek el. Az Őcsény, újtelep megálló a Bethlen utca és az Árpád sor találkozásánál található, a két eltérő irányú megállóhely között viszonylag nagy, mintegy 170 m a távolság, mindkét megállóhoz külön kiépített járda vezet, és 2010 körül új és modern várakozókat is kialakítottak. A település központjában álló Őcsény, községháza megállóhely a Fő utca két oldalán szemközt, a katolikus és református templom előtt áll, ám fedett várakozóhely csak az előbbi, Szekszárd irányába tartó megállóhelyen van. Korábban szorosan a református templom törül fordultak meg az autóbuszok, ám a szűk hely és statikai problémák miatt ezt a fordulót felszámolták és áthelyezték. A Fő utca déli végén álló Őcsény, forduló megállóhoz tartozik a párhuzamos utcán elvezetett és a helyi benzinkút körül kialakított buszforduló, amelyet 1980-ban adtak át az előző, központban lévő, ám felszámolt forduló helyett. Az átadásról a Tolna Megyei Népújság is beszámolt.

#### Vasút
A vasúti forgalom 1897-ben indult meg a faluban, miután elkészült az 1883-ban befejezett Rétszilas–Szekszárd vasútvonal és Bátaszék közötti 19 km-es szakasz. Az így létrejövő 46-os vasútvonalon Őcsény saját állomást kapott a falu központjától mintegy 1 km-re nyugatra. A pálya c-rendszerű, 34 kg/folyóméteres sínekből épült, kiépítési sebessége 60 kilométer per óra volt. Az évtizedek során a vonalat elhanyagolták, állapota jelentősen leromlott, később már 20 km/órára kellett korlátozni a szerelvények sebességét. Az 1980 óta tartó felújítási munkálatok Szekszárdnál több évre megrekedtek, ráadásul a 2008-as válság miatti átszervezés súlyosan érintette a vonalat, a ritkítás mellett eltűntek a Csörgő (M41) vontatta szerelvények, Őcsényben pedig megszűnt a forgalmi szolgálat, bezárt a jegykassza és a váróterem.
A felújítások végül 2010-ben folytatódtak, elsőként az Őcsény–Decs szakasz sínjeit cserélték ki más vonalakból bontott 54 kg/folyóméteresekre. A Szekszárd-Bátai-főcsatorna keresztezésénél egy új vasbeton teknőhidat is kiépítettek. A következő évben befejezték a helyi munkálatokat az Őcsény–Szekszárd szakasz modernizálásával és átépítésével. Az Árpád sor végi kézi meghajtású csapórudas sorompót fénysorompóra cserélték, a hegyi úti átjárót pedig fénysorompóval biztosított félsorompókkal látták el. Az állomásból ugyan megállóhely lett, és az iparvágányt is felszedték, de kialakítottak egy új peront.
Újabb jelentős változás, hogy több mint egy évtizedes szolgálat után az Uzsgyi (Bpmot) szerelvényeket 2020. november 9-től véglegesen kivonták a vonalról, azokat immár kizárólag a modern Desiro motorvonatok helyettesítik, a kisebb Bzmotok egyelőre még megmaradtak.

## Történelme

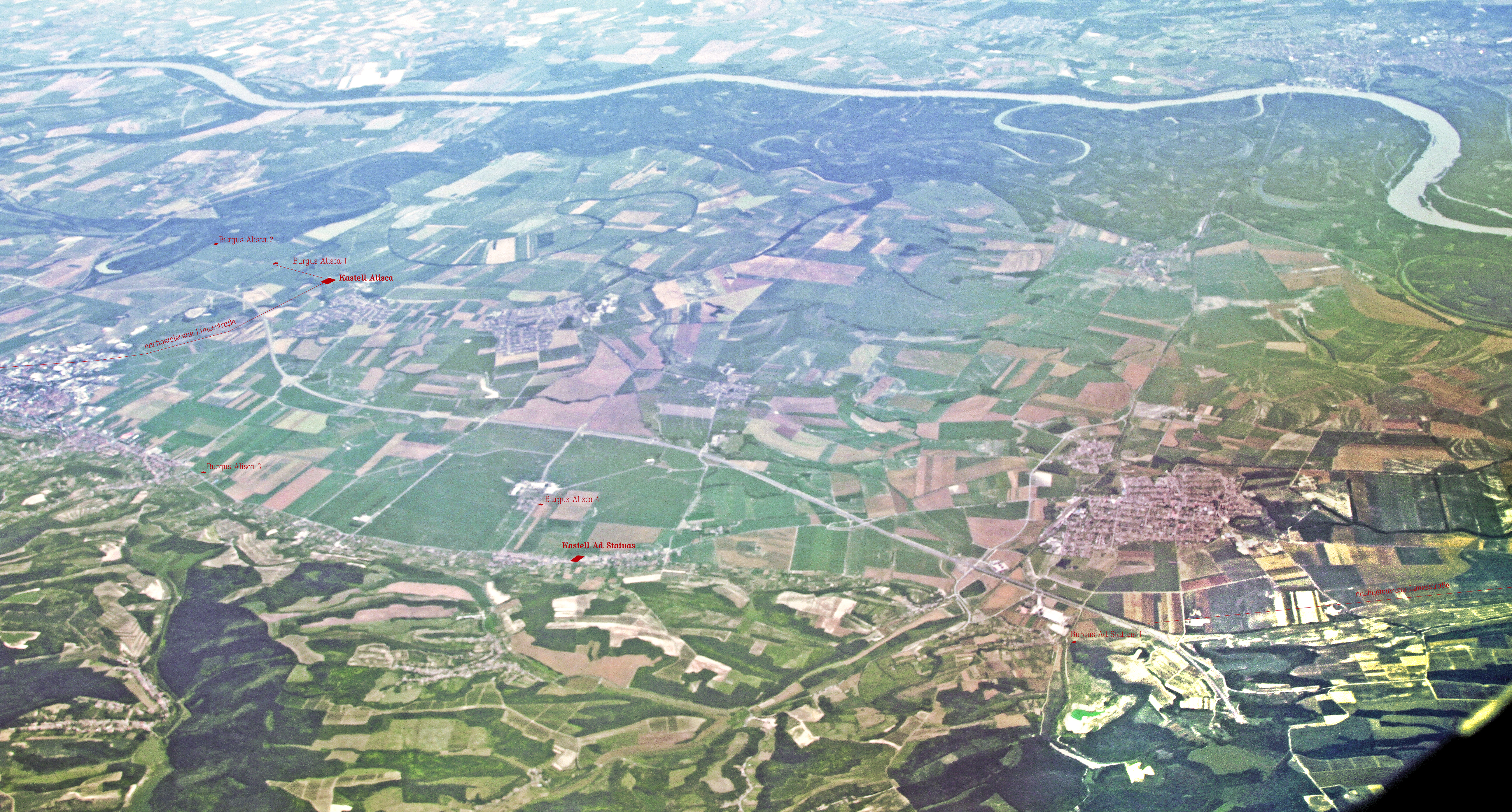
A Sárköz légi felvétele, rajta jelölve Alisca lelőhelyei, Ad Statuas, illetve a hadiutak

### Az ókortól a honfoglalásig
Őcsény mai területe a Római Birodalom határán helyezkedett el, emiatt fontos szerepet látott el a határvédelemben. Az ekkoriban a maitól jóval nyugatabbra folyó Duna mentén húzódó mocsaras területen Alta Ripa és Ad Statuas között a rómaiak kis erődítést hoztak létre az ármentes hátság északi végében, ez volt Alisca. Az egykori erődítmény mérete az aránylag jól kirajzolódó körvonalak ellenére sem határozható meg pontosan, mivel mind keleten, mind pedig délen nem tekinthetők biztosnak a légi felvételeken látható körvonalak. Becslések szerinti hossza mintegy 200-250 méter, szélessége pedig 160 méter lehetett. Az erődöt körülvevő árok szélessége a rá utaló sötét sáv szélessége alapján közel 30 méteres volt, ami vagy kettős árokra, vagy pedig a 4. századi átépítés során a faltól távolabb kialakított új árokra utal. Az erőd körvonala a nyugati és az északi oldalon még ma is markánsan kirajzolódik a terepen. Mindkét oldalon többméteres szintkülönbséggel emelkedik ki az egykori erőd tömbje a környezetből, míg a másik két oldalon fokozatosan simul bele a szántóföldekbe. Sajnos jellemző a komolyabb műemlékvédelem hiányára, hogy 1976 nyarán a helyi termelőszövetkezet a megyei múzeum tudta és beleegyezése nélkül egy emésztőaknát alakított ki a római erőd keleti részén a vallum vonalában.
A dombság peremén haladó római hadiút és az erődítmény között töltésutat építettek, így Alisca a limes szerves része lett. A falu melletti egykori castellum alapjai még évszázadokkal később is láthatóak voltak, a feltöltött útját a nép Ördögvettetésnek nevezte. Az úthoz több monda is társult, a helyiek az építését eleinte tévesen a későbbi török megszállókhoz kapcsolták.
Vagyon az említett Györkei templom mellett a Báta vize partyán egy emberi kéz és munka által készült magos dombotska is, melyet  a lakosok Török Lakásnak neveznek, és szintén a dombtól kezdve Szekszárd felé mintegy 200 őlnyi  hosszaságra még most is kitetsző, és tsak egy oldalról felhányt széles sántzolás is, melyet hihető a  Szexárdi Bégnek keménysége miatt, ki ezt az említett mulató helyéről a szabados járás kedvéért sartz  alatt tsináltatt, Ördög vettetésnek neveznek a lakosok.

Az erődítménytől egy másik út indult északi irányba egy őrtoronyhoz, az egykori úttöltések még a jelenlegi műholdfelvételeken is jól megfigyelhetőek. Sajnos a régészek megállapították, hogy az 1953-as légi felvételekhez képest az intenzív gépesített mezőgazdaság jelentős pusztítást okozott a töltésútban. A területen a neves régész és múzeumalapító Wosinsky Mór is végzett ásatásokat. Az egykori tulajdonosa után elnevezett Szigeth-pusztai lelőhelyről került elő az úgynevezett „Duna-vidéki lovasisten” számára felajánlott ólom fogadalmi tábla. A különleges, 3. századból származó lelet sajnos elpusztult a második világháború során.

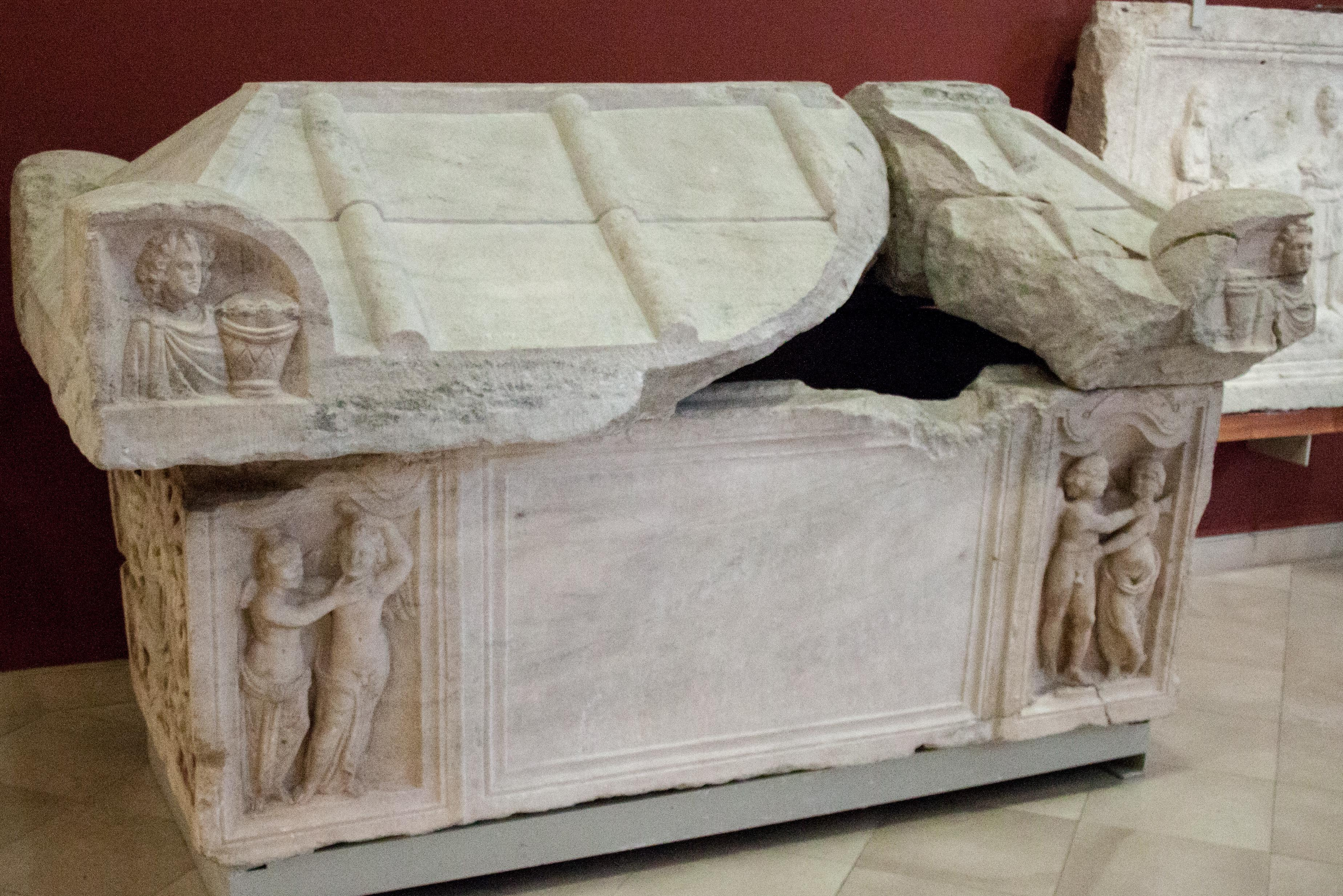
A szomszédos Szekszárdról származó római márványszarkofág a Magyar Nemzeti Múzeum kőtárából

Az Őcsény-Szigeth-pusztai castrum északi kapujától északkelet felé vezető, szinte merőlegesen egyenesen futó ősi útvonal a Sió déli partján emelkedő Alisca 2-lelőhelynél (a mai Szekszárd-Bárányfok közelében) végződött. Ezt a ma már nem látható toronyhelyet 1968-ban fedezték fel egy légi felmérés során. A becslések szerint Diocletianus császár (284-305) kora körül keletkezhetett, és 39 × 47 méteres oldalakkal rendelkező, rombusz alakú védőárokkal rendelkezett. A korábban feltáratlan építmény terepi felmérései nem hoztak eredményt, és a légi felvételekből sem lehetett meghatározni a tényleges alaprajzát. A mai topográfia miatt nehéz értelmezni a vár jelentését ezen a ponton, mivel a Duna ma már jóval keletebbre folyik. A római őrhely azonban, mint a még ma is látható régi vizei mutatják, egykor a Sió torkolatához közel állhatott, és így felügyelhette a két folyó hajóforgalmát. A hajók a Sión keresztül gyorsan elérhették Pannonia belső területeit, amit a rómaiak munkája is elősegített, mivel a folyót össze akarták kötni a mintegy 100 kilométerre lévő Lacus Pelsoval (Balaton), többek között azért, hogy a környező mocsarakat lecsapolhassák.
Alisca területéhez kapcsolódóan összesen 3 lelőhelyet tártak fel eddig a település területén, egy negyedik pedig a Sárpilis és Várdomb határán álló egykori termelőszövetkezet mellett található Ad Statuas közelében. Ezek közül utolsóként feltárt Alisca 3 lelőhelyen megyei múzeum munkatársai 1992 és 1994 között évente egy-egy 2 hetes ásatást végeztek a mai 56-os főút mentén, itt egy római őrtorony maradványait tárták fel a régészek. A pénz és idő hiánya miatt nem volt lehetséges a teljes feltárás, így két feltáróárokkal próbálták meg feltérképezni a tájból minimálisan kiemelkedő területet. Végül sikeresen megtalálták az egykori őrtorony 4 sarkának talapzatát, ezek kötőanyaga sóderes habarcs volt, méretük pedig 200–230 cm közötti. A kialakításuk alapján eredetileg egy egy faszerkezetű tornyot építhettek rájuk. A romokon kívül számos használati tárgy, egy újabb Lovasisten-biléta, 44 érme, valamint több tucat egyéb lelet, köztük egy kutya csontváza és a vele eltemetett biléta is előkerült.
Az i. sz. 5. századtól kezdve rövid időközökben különféle nomád népek követték egymást: a sárközi mocsárvilágban legeltettek és halásztak, és a Sárközre nyíló völgyekben temették el halottaikat. A temetkezési helyekről került elő néhány hun kori sírlelet, többek között egy mesterségesen torzított koponya, és találtak néhány feltűnően nagy, néha több száz sírból álló avar kori temetőt is. A honfoglaló magyarok feltehetően egy szláv és avar elemekből álló nép által már aránylag sűrűn lakott területet hódítottak meg itt, maga a sárközi mocsárvilág azonban lakatlan volt.

### Őcsény történelme a török hódoltság végéig
Őcsény neve bizonytalan eredetű, többen a fejedelmi családdal hozzák kapcsolatba. Sárköz területén a korai századokban a térítő (bencés) apátságok kaptak szántót, halászó helyet és erdőt, a terület valószínűleg ekkoriban az I. Béla király által alapított szekszárdi bencés apátság birtoka volt. A személynévi eredetet valószínűsítheti a honfoglalás kori Eüzen személynév, amelyet Őszénynek ejtettek, és a bencés szerzetesek is lejegyezték használatát, valamint patrónust és névnapot választottak neki. Más források és kutatások több mai -n / -ny végű településnevet, így ezt is személynévből eredeztetik.
A mai település határában állt a középkorban Györke vára, amely egy kis méretű erődítmény volt. A várról 1446-ban tesznek először említést, akkori tulajdonosa Kiss Kelemen Tolna vármegyei alispán volt. Valószínűleg a török hódoltság idején pusztult el, akár már a mohácsi csata után Budára vonuló hadak is elpusztíthatták.
A település középkori társadalmáról, gazdasági és kulturális viszonyairól nagyon keveset tudunk. A korai századokban a társadalom rendkívül tagozott volt: legfelül a királynak adózó szabad magyarok; a katonai szolgálattal tartozó várjobbágyok, az egyháznak adományozott szabad fegyveresek és a lovas kísérők voltak. Ez a több-kevesebb szabadságot élvező réteg a középkor derekán már félszabad libertinusokból és praediális (egyházi) nemesekből állott, akikből még később a számbelileg is igen jelentékeny sárközi köznemesség alakult ki; e nemesek a fajszi keretén belül önálló területi önkormányzatot építettek ki.
A középkori Őcsényben a halászat volt a legfontosabb termelési ág. Mivel a Duna akkor még nem volt szabályozva, így elég közel volt a faluhoz, ezért igen mocsaras volt a terület. Az ásatag leletek között minden időszakban az égetett agyagból vagy lólábszárcsontból készült hálónehezék a legtöbb, a konyhahulladékok között pedig a tömérdek halcsont. Fejlett volt a vadászat is.
Egy 1398-ban kelt oklevél maradt fenn arról, hogy a szekszárdi apátság Őcsényt cserével szerezte meg a pécsváradi apátságtól. Egy későbbi iratban, az esztergomi káptalan 1514. évi jegyzőkönyvében a szekszárdi apátság birtokai közé tartozó 18 falu közt találjuk a települést. A mai település területén több egykori falu osztozkodott, ilyen volt pl. Egyházasőcsény, Kisőcsény, vagy Nagyőcsény.
Egy 1403-ban kelt pápai oklevél szerint a Szent Kelemen tiszteletére szentelt egyházaljai plébánia plébánosának a saját faluja lakóinak kiszolgálása mellett Decs, valamint további öt, mára már nem ismert települést is el kellett látnia. Az egyházaljai plébánia anyaegyház voltát az is bizonyítja, hogy a pápa külön meghagyta a pécsi püspöknek: akadályozza meg Decsen a falut birtokló váci káptalannak egy évvel korábban adott plébánia-alapítási engedélyt, amennyiben ez az őcsényi plébánia jogait sértené. Ezen oklevél az egyetlen adat a középkori Tolna vármegyéből arra vonatkozólag, hogy egy plébánia joghatósága alá hány település tartozott. 1435-ben az említett falu Egyházasőcsény néven is felbukkant. Györkén szintén állt egy templom a középkorban, ennek romjait azonban 1781-ben elhordták a mai református templom építéséhez.
A település lakosai a környező falvakhoz hasonlóan viszonylag hamar áttértek a protestáns, azon belül is a református hitre, amiben nagy szerepe volt az ekkoriban Tolna vármegyében térítő Sztárai Mihálynak.
Őcsény a védett, mocsaras környéknek köszönhetően a sok sanyargattatás közepette is a török korban mindvégig lakott helyként szerepelt az összeírásokban. Az 1561. évi szigetvári urbárium feljegyzéseiben szerepel Szigetvár tisztjei között Szekcsői Máté, aki a feljegyzések szerint akkoriban Györke és Őcsény földesura volt, a birtokokat nem sokkal később, 1568-tól Martonfalvay Imre szerezte meg, és aztán hosszabb időre a családja birtokában is maradt.
1572-ből származik a szekszárdi szandzsák 1572/73. évi dzsizje deftere (azaz adóösszeírása). Ebben több környékbeli településsel együtt fennmaradtak az ekkoriban itt élő, és adófizetésre kényszerített családok nevei is. Több azonos nevű lakos is volt, ezzel összesen 54 házról és az azokban élő családról tudunk, amelyek az alábbiak voltak: Ági, Ágoston (3 azonos nevű család), Balázs, Baracsi, Bodri, Bodoni, Borgas, Borcsók, Cseh, Csonka, Filep, Farkas, Fehér, Garai, Garábi, Hadari, Imre, Józsa, Kis, Kun, Keresztős (2 család), Másik, Nagy (5 család), Öcséni (4), Óboja, Sárközi, Siket, Somogyi, Sós, Szabó, Szegi (2), Tavas, Tót (8), Varga, és Vég (2).
Bár a terület török uralom állt, a tizenöt éves háború után ismét megjelentek a magyar adószedők  a területen. A török és a magyar földesurak általában felvették egymással a kapcsolatot, és megegyeztek az adók beszedéséről és mértékéről, fennmaradtak például a szekszárdi Izmail bég és a Martonfalvy György közötti levelezések és megállapodások. A magyar és török földesuraknak való kettős adóztatás viszont megviselte a lakosokat, így több település is panaszlevelet írt ezügyben. Egy 1652. szeptember 8-án, Győrben kelt zálogoslevél szerint Tolnay András veszprémi katona zálogba vette Martonfalvay Ádám Tolna megyei jószágait, név szerint Szentmiklóst, Nyámádot, Ságot, Icsét, Györkét, Fejérvízt és Őcsény felét mindennemű hasznával együtt. A túlzott adók miatt az őcsényi lakosok levelet írtak, amelyben a terheik mérséklését kérték:
```
„ ...ez itt való török változó uraink miatt oly ínségben és nyomorúságban fizetésben vagyunk (...) amint ennek előtte is, de azon könyörög a szegénység, hogy esztendőként az summa 12 Ft legyen.”
```

A törökök Magyarországról való kiűzésének idején sok környékbeli férfi csatlakozott a Veszprém végvárában állomásozó őrséghez. A paraszti lakosság harciasságát és elszánt törökellenességét tanúsítja egy 1682-ben, Őcsényben történt eset. Sörös András fia Buda visszafoglalása előtt fegyvert fogott, ám kétszer is hadifogságba került. Édesapja kénytelen volt váltságdíjat fizetnie a fia szabadulásáért cserébe. Amikor – kétszeri kiváltása után – harmadszor is egy fegyveres portyája során ugyanannak az Ibrahim szekszárdi bégnek a rabságába került súlyos sérülésekkel. Az atyja a szekszárdi béggel 123 imperiális tallér sarcban állapodott meg, amely sarcnak a Veszprémből való megérkezéséig kezesként a teljes őcsényi lakosság melléállt, és összeadták a szükséges összeget. Sörös András mindenét eladta a fia váltságdíjáért, hogy visszakaphassa őt, ezután a fiú ismét fegyvert fogott a törökök ellen.
1690 körül Őcsény a „Bat vize mellett” 95 lakost számlál, van három háromkerekes malma. A felszabadító háborúk során a település lakóit ismét minden oldalról sarcolták:
```
„Az fel s alá járó Budai és Egyebünnen lévő sajkásoknak, Felséges Császári Tiszteknek adtunk kenyeret… bort és amivel leltünk kedvességét fejünknek.”
```

Az egykori több tucat sárközi faluból alig néhány maradt meg, Őcsény is köztük volt. Valószínűleg a védett fekvésnek köszönhető a falu túlélése, mivel például a jóval nagyobb Ete mezővárosa a török korban teljesen elpusztult, és később sem települt újjá. Az elnéptelenedett települések határát a megmaradók kapták meg, így Őcsény is jelentős területeket szerzett, ám azok tekintélyes része még nem volt megművelhető.

### A 18. századtól a folyószabályozásig

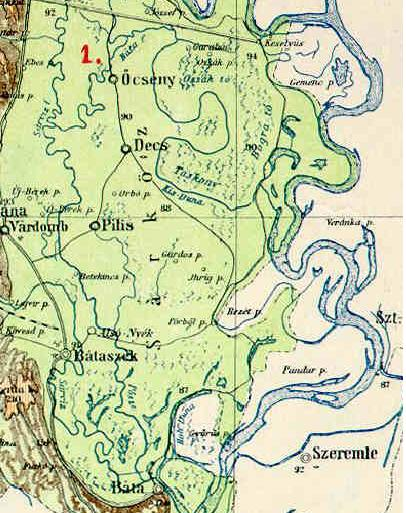
A Sárköz térképe a folyószabályozás előtti időkből

Őcsény az úrbéri elkülönözéskor bőven kapott földet, legalábbis a telkekre, a volt zsellérek rosszabbul jártak, például az uradalmi tulajdonba került erdőkben való legeltetést és gyümölcstermesztést lehetetlenné tették. Ennek végrehajtása nagyjából megegyezett a decsivel. 1715-ben a település lakóinak sikerült egyezséget kötniük a földbirtokos szekszárdi apátságot vezető Mérey apáttal, hogy a szőlőikre elkerüljék a kettős dézsmát, így nem kellett az egyháznak és a földesúrnak járó dézsmát beadniuk, mivel a kettő megegyezett.
Egy 1768-ból fennmaradt szerződés szerint az őcsényieknek kellett karban tartani a palánki Sárvíz-hidat, amiért használhatták az erdőket, és elengedték nekik a hídvámot. Az eredeti megfogalmazás szerint
```
„… a lakosok akármely dolgaikban szabadon a Palánki vámhídon járhassanak az egész helység 70 napszámot azaz hetven napi munkát esztendőnként azon hídhoz tétetni köteles lészen.”
[
65
]
```

A községet már többször is érte tűzvész, főként az Égett utcát, a mai Széchenyi utcát. Nevét onnan kapta, hogy már többször is leégett és ezzel majdnem az egész falu vesztét okozta. Mivel a házak teteje akkor még nádból készült, könnyen terjedt a tűz, amit a rendkívül sűrű beépítés csak rontott, de szerencsére el tudták oltani. Maga Őcsény egészen az emlékezetes 1817-es nagy tűzvészig rendezetlen halmazfalu maradt. A település formájáról és építkezéséről Kovách Aladár leírása adott az egész Sárközre is érvényes képet. A település magját több magasabban fekvő terület adta, az utcák ekkor még görbék voltak, de már közel a mai helyzetükben álltak. A 2. katonai felmérés szerint már szinte a mai formájában létezett a Fő utca, a Széchenyi utca, és az ezeket a református temetővel összekötő kisebb utcák. Az egyenlő nagyságú telkek, a szabályos felépítésű, derékszögű utcahálózat mérnöki felosztást feltételeznek.
Tolna vármegye 1775-ben összeírást rendelt el a Duna-parti települések fokjairól. Őcsény ekkoriban 11 fokot írt össze, melyek az alábbiak voltak: a „Borréi fok, szilágy Foka, szilágy fokán alul 3 fok, Péter házán levő Fok, Pösöje Fokja Borju olak zátonya (fok), Kozma Fokja, Kis Duna Fokja, Pityo Gerendi Fokja.” A már ekkoriban gazdagabb földművesek ellenérzésüket fejezték ki a fokgazgálkodással szemben, mivel a rajtuk beömlő Duna vize komoly károkat tett a kertekben és a szántóföldekben. Ez a hozzáállás is előrevetítette a hagyományos ártéri gazdálkodás végét és a folyószabályozások iránti igényt.
Rodt Ferenc Konrád bíboros, szekszárdi apát halála után (1775) Mária Terézia nem nevezett ki új javadalmas apátot, hanem a birtokokat a magyar tudományos egyetemnek adományozta. Ezzel Őcsény földesura 1777-től a Magyar Királyi Helytartótanács által igazgatott Fundus Studiorum, a későbbi Tanulmányi Alap szekszárdi uradalma lett, melyet a többi dunántúli alapítványi uradalommal együtt Pécsváradról irányítottak. A szekszárdi közalapítványi tiszttartósága 1848-as megszűnéséig látta el a birtokigazgatás feladatait. A  szekszárdi uradalomhoz Szekszárd, Sióagárd, Grábóc, Mözs, és Őcsény tartozott. A többi sárközi település viszont már a bátaszéki uradalom igazgatása alá esett, amely a Vallásalap tulajdona volt. Ez a tulajdoni viszony egészen a második világháború utánig fennmaradt.
1779 júniusában vették használatba a jelenleg is használt református temetőt. Az akkori faragott fejfák jellegzetes sárközi díszítéssel rendelkeztek, emellett gyakran rövidebb versekkel emlékeztek meg az elhunytról. Később ezeket 19. század közepétől, a folyószabályozás okozta gazdagodással párhuzamosan felváltották a homokkőből, majd a süttői mészkőből készült sírkövek. Az 1880-as évektől a gazdagok márványból és gránitból készült obeliszk alakú sírköveket készíttettek, de nagyon sokáig ezzel párhuzamosan megmaradt a fejfák használata is. A verses feliratok alkalmazása is megmaradt még egy ideig a sírköveken, ezeket később Bocskár Ferenc kántortanító Utolsó órák című művében gyűjtötte össze. A régi fejfák, illetve azok másolatai és fennmaradt feliratai a korabeli sárközi élet jellegzetes kordokumentumai, így többet közülük múzeumban őriznek.
Ebben az időben, 1782-ben épült meg a község jelenlegi református temploma Eötvös Ráczkevi János esperes-lelkész idejében. A keleti tájolású templom neobarokk stílusban épült, eredetileg bádog tetővel, tornya csak az 1800-as évek elején készült el. 1811. február 3-án Őcsényben falugyűlést tartottak a községházán, amelyen megállapodtak egy toronyóra készítéséről. A költségeket a megállapodás szerint nem a parókia, hanem a falu állta, ezt a hívek adakozásából és a lakosságra kivetett borhozzájárulás árából tervezték finanszírozni. A fertályos órát Joseph Hilbinger budai mester készítette, akinek az volt az utolsó alkotása, mivel az átadás után alig egy hónappal az év májusában meghalt. Az óra az anyagköltségek, a mester és az inasa, valamint az ácsok és a kőművesek fizetségével együtt 2464 rénes (más néven rajnai) forintba és 20 krajcárba került. Ennek csak egy kisebbik része, 720 rénes forint és 32 krajcár jött össze 209 őcsényi hívő adományából. 820 rénes forint annak köszönhető, hogy Pozner Bernát, a szekszárdi uradalom tiszttartója engedélyezte az őcsényi egyháztagok borainak megadóztatását, így 44 akó bor gyűlt össze, és azt akónként 20 rénes forintos áron adták el. A fennmaradó 938 rénes forint és 48 krajcár hiányt  az egyházközség pótolta ki.
A faluhoz tartozó vizek halászati jogát általában a tolnai halászok bérelték, és a helyi lakosokkal együtt végezték a halászatot és a hal elszállítását, erről több szerződés is fennmaradt az 1810-es évekből. Duna felsőbb szakaszainak szabályozása, a gátak építése együtt járt az alsóbb szakaszokon az árvízszint megemelkedésével. Egy 1815-ből fennmaradt leírás szerint akkora volt az áradás, hogy csónakból kellett learatni a gabonát:
```
„
Ugyanannyira kijött a Duna Árvíze, hogy az Ötsényi Szőllőhegy ajjai búza földektől fogva sehol semmi száraz nem találhatott az Öreg Dunáig. Ez az árvíz a Külső földeken felette sok kárt tett a búzákban, de mégis kiaratták a vízből csónakról...ugyan ez év augusztusában új áradás jött, mely még a legmagasabb göröngyöket sem kímélte...az ötsényi templom oldalán némely házak vízben voltak...”
[
75
]
```

1848 őszén Őcsényben is megindult a honvédtoborzás. A magyar vereséggel végződő móri csata után az egész Dunántúl osztrák kézre került. Tolna vármegye első osztrák megszállására február 9-én került sor. Azonban a tavaszi hadjáratban a magyar seregek nagy sikereket értek el, aminek eredményeként a vármegye és vele együtt Őcsény május 6-án felszabadult. I. Miklós cár nyilatkozatának értelmében 1849. júniusában megindultak az orosz seregek a szabadságharc leverésére. A magyar hadak nem tudták feltartóztatni a Habsburgok megsegítésére érkező orosz csapatokat. Tolna megye augusztus 6-án másodszor is osztrák megszállás alá került. Az 1848–49-es szabadságharc során 33 őcsényi honvéd adta életét az ország függetlenségéért.

### A folyószabályozástól a 20. századig
A település életében a legnagyobb változást kétségtelenül a folyószabályozások hozták el. A 19. században megépültek a gátak, a Sárköz folyóját, a Sárvizet pedig elterelték, így az Sióagárdnál a Sióval együtt egy mesterséges csatornán át a Dunába lett terelve.
A török korban visszavadult vizek súlyos károkat okoztak: a Sárvíz áradásakor mintegy 76 254 holdat, a Duna kisvíznél 17 000, nagyobbnál 60 000 holdnyi földet öntött el. A lakosság nagy része ragaszkodott ősi életformájához, ennek ellenére mégis elkezdték a Sió párhuzamos medrének, egy félreszorító csatornának kiépítését, de magát a mederrendezést csak 1811-1835 között fejezték be. A mellékfolyók szabályozása után került sor a Nagy-Duna mederrendezésére: 1854-ben átvágták a talpasi Duna-ágat, emellett a Sárvíz torkolatát Bátáról Szekszárd fölé helyezték át, ezzel a Sárköz területe árvízmentes lett, ám egyben lefolyástalanná is vált. A Bogyiszló és Báta közti többi Duna-kanyarulat átvágása, a lecsapoló csatornák, valamint az árvízvédelmi töltések létesítése a Szekszárd-Báttai Dunavédgát-társulat feladata lett. Az 1873-as gazdasági válság okozta akadályok ellenére a védművek 1876-ra sorra elkészültek.
Immáron sem a Duna áradásai, sem a Sárvíz okozta belvíz nem tette mocsarassá a földeket, így a mocsarak lecsapolásával hatalmas mennyiségű, kiváló minőségű termőterülethez jutottak a sárközi emberek, így az őcsényiek is, akik összességében 8421 katasztrális hold termőföldhöz és 362 hold egyéb területhez jutottak. Ezzel Decs után a második legtöbb, arányában pedig a legtöbb ármentesített szántóhoz jutott sárközi település lett. Az egykoron csak legeltetésre alkalmas területek szántóföldként jóval nagyobb hasznot hoztak, mint korábban. Az ekkoriban még a faluhoz tartozó őcsényi szőlőhegyen szinte minden helyinek volt egy tanyája, így a borkereskedelem is komoly bevételt jelentett a filoxéravész előttig. A bevételek és az egykézés következtében nagyon gazdag lakosság látványos és pompás életvitelt folytatott. A világhírű sárközi népviselet is ebből az időből származik, de a nagy méretű házak, a református templom bronzra cserélt tetőszerkezete, a kazettás mennyezete és a 200 marha árába kerülő toronyóra is mind erről árulkodik. Egy mondás szerint ha egy sárközi menyecske felöltözött, akkor egy hold föld árát öltötte magára. Voltak asszonyok, akik minden vasárnap más ünneplő ruhában mentek templomba.
A helyi cigányokról pontosan nem tudni, hogy mikor érkeztek jelenlegi lakóhelyükre. Származásukat tekintve a helyiek túlnyomó többsége a beásokhoz tartozott. Egy 1893-as összeírás szerint Paks és Báta után Tolna vármegyében itt élt ekkoriban a harmadik legtöbb cigány, a lakosság arányát tekintve pedig a legmagasabb, 27,85% volt az arányuk. Lakóhelyük ekkoriban döntően a határban álló szállásokon és pusztákon volt, csak később kezdtek el beköltözni a faluba. Az idők folyamán legtöbbjük asszimilálódott vagy elköltözött, így arányuk azóta lecsökkent.
1895-ben létrehozták az Őcsényi Önkéntes Tűzoltó Egyesületet. 1897-ben nyílt meg a Bátaszék–Szekszárd vasútvonal, így Őcsénynek saját vasútállomása lett. A falu ekkor kezdett a Bátán túlra növekedni, aminek a tengelyét a Rákóczi utca és az Árpád sor adta.

### A 20. századtól napjainkig

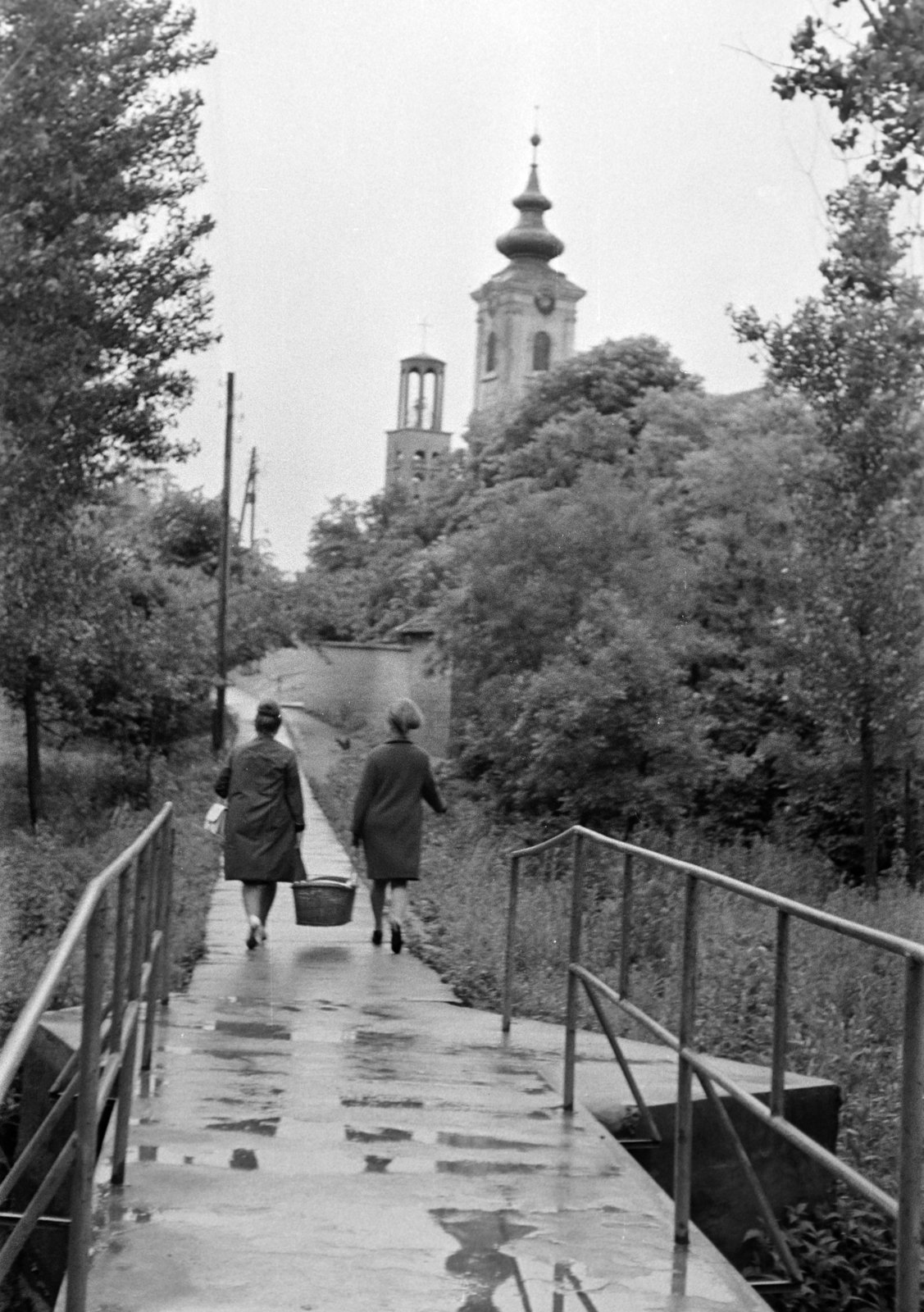
A templomtornyok a Szekszárd-Bátai-főcsatorna feletti hídról 1969-ben

Az első világháborúban 117 őcsényi esett el, az ő tiszteletükre készítették a település központjában lévő Árpád-szobrot, amire az elesettek nevét is felvésték. A második világháború után további 74 őcsényi nevét véstek fel az emlékműre.
1922. március 7-én a község jelenlegi közigazgatási területének határában süllyedt el a Grébeci–Duna-ágban a 120 tonnás Radvány oldalkerekes gőzhajó. A jégzajláskor fellépő hirtelen áradás kidöntötte a kitámasztófákat és elszakította a kábeleket, és kitolta a mederből a telelő hajót. A jégtáblák megakadályozták, hogy a gőzhajó a hirtelen 2 métert apadó folyót követhesse. A részben a partra felült hajót minden igyekezet ellenére sem sikerült visszajuttatni, végül az áradás miatt átázott part leomlott, és a hajó a több irányban megdőlve a vízbe csúszott és elsüllyedt. Kimentése hosszadalmas és költséges folyamatnak bizonyult, mivel a hajó parttal párhuzamos és vízszintes helyzetbe állításához jelentős földmunkákat kellett végezni, és számos cölöpöt is le kellett verni. Végül csörlők és a G. D. 6 nevű uszály segítségével sikerült kiemelni, majd kiszivattyúzni belőle a felgyűlt vizet és iszapot. A rossz idő és az elzárt hely miatt elhúzódó mentés végül 77 napba és 7 100 000 koronába került. Az emiatt kiszélesített meder és a tereprendezés nyomai a mai napig láthatók.
1938-ban megállapították az Őcsény SK-t, így a falunak saját labdarúgó csapata lett. A csapat története során háromszor nyerte meg a Tolna megyei bajnokságot, legutóbb a Megyei I. osztályt 2008-ban. Ezen kívül nyolcszor végzett második és tizenegyszer a harmadik helyen a tabellán.
Az egykézés következtében azonban az őshonos református lakosság aránya erősen elkezdett csökkenni, mivel időközben mások is elkezdtek a faluba költözni. Mivel a katolikusok lélekszáma is megnőtt, így ők is templomépítésbe kezdtek. Az épületet eredetileg az előd nyomán Szent Kelemennek ajánlották volna, ám az alapkőletétel 1938. augusztus 8-án történt, emiatt a templomot Szent Istvánról nevezték el, mivel ebben a hónapban emlékeztek meg országszerte az első király halálának 900. évfordulójáról. A templomot 1939. november 16-án szentelték fel, a torony, a külső munkálatok és a harangok viszont csak 1942-ig készültek el. Szintén nagy esemény volt ekkoriban, hogy az 1938-as Budapesten megrendezett 34. Eucharisztikus Világkongresszus alkalmából egy országos pályázaton győzve teljes miseruha-felszerelést készítettek ajándékba az egyházközség asszonyai XI. Piusz pápának.  A kazula díjnyertes terveit a helyi református tanító felesége, Nagy Lászlóné Császár Mária készítette, majd háromhetes reggeltől késő estig tartó munkával hímezte ki ifj. Lovas Bálintné Héjjós Éva, Dorkó Éva, Papp Mária, Fülöp Istvánné Mózes Erzsébet és Molnár Sára.
A második világháborúban a német haderő megszállta Őcsényt is, ahol egy katonai repülőteret alakítottak ki. A falu határában lőtték le a Brit Királyi Légierő (RAF) egyik B-24D Liberator típusú bombázóját. Az egyetlen túlélőt a helyi lakosok mentették meg a felkoncolástól. 1944 novemberében a németek és a magyarok a falu határában, illetve a Duna mentén alakítottak ki védelmi állásokat. A Waffen-SS részéről a 79. SS önkéntes gránátosezred és a 78/I. SS gránátos zászlóalj egyes részei, valamint kisebb magyar csapatok tartották az állásokat, de nem érte közvetlen támadás őket, a szovjetek déli átkelése miatt viszont a bekerítés veszélye miatt feladták pozícióikat, és visszavonultak. A lövészárkok nyomai a mai napig láthatóak a Gemencben. Nem sokkal a németek után a Vörös Hadsereg 3. Ukrán Frontja 1944. november 29-én elfoglalta a települést. A repülőtér ezután a szovjetek használatában volt, a háború végeztével fenntartója a Honvédség lett.
A második világháború után Sárköz életében is jelentős változások következtek be. Az őcsényiek sok, mintegy 40-50 környékbeli sváb családot fogadtak be, akiket ki akartak telepíteni vagy elvették a házukat, ők a falu határában álló szállásokon leltek menedékre. Később beilleszkedtek a faluba, és annak szerves részévé váltak. 1945-ben először itt is a legjelentősebb nagybirtokokat – többek között a Mária Terézia által adományozott Vallásalap földjeit – osztották fel. 1950-ben a falu szőlőhegyét a szomszédos Szekszárdhoz csatolták, az új határt a mai 56-os főút mentén húzták meg. E térségen belül a régi paraszti életforma leginkább Őcsényben maradt fenn, mivel a mintegy 12 000 holdnyi határából még 1959-ben is mindössze 190 holdon folyt társas gazdálkodás.
Az 1954. május 30-án történt balatoni hajóbalesetben, amikor a Pajtás gőzhajó felborult, legalább 1 őcsényi lakos életét vesztette. Mivel a halottak számát és személyét szándékosan eltussolták, így akár több helyi áldozata is lehetett a szerencsétlenségnek. Az eseményről a Tolnai Napló csak a szűkszavú MTI írást jelentette meg
1961-ben alapították meg az Őcsényi Horgász Egyesületet. Az egyesület által kezelt mesterségesen kialakított horgásztó közvetlenül a reptér mellett található.
1977-ben lebontották az úgynevezett Lovas-házat, amelyet aztán elszállítottak, majd újjáépítettek a szentendrei Szabadtéri Néprajzi Múzeum területén, mint a tipikus sárközi házak mintapéldáját. Emellett felépítésre került az egykor Őcsényhez tartozó Bogár-tanya is, valamint a kialakított temetőbe is kerültek a faluból származó sírkövek. Az őcsényi hagyományőrzők máig visszajárnak a házakhoz, és a skanzen rendezvényein is gyakran részt vesznek.
1992-ben Őcsény területén kutatott a világhírű Jacques-Yves Cousteau, aki a település repülőterén is megfordult a helikopterével, mialatt a Dunáról forgattak dokumentumfilmet. A látogatásáról több képes beszámoló készült, többek között a Tolnai Népújság is tudósított a híresség környékbeli tartózkodásáról.
A rendszerváltás óta sok minden megváltozott a település életében. A termelőszövetkezet feloszlatása után ismét több nagybirtokos gazdálkodik a földeken, a falu területének keleti fele a Duna–Dráva Nemzeti Park része lett, és 2010-ben átadták az M6-os autópálya Dunaújváros és Bóly közötti szakaszát, így Őcsény azon kevés település egyike lett, amelyeknek két autópálya-lehajtó is található a közigazgatási területén.
A kulturális élet is új lendületet kapott. 2004-ben alakult meg a Sárközi Gabóca Kézműveskör. A repülőtéren országos hírű repülőnapokat tartottak, amelyek a 2006. május 13-án történt 2 halálos áldozatot követelő repülőgépmodell-baleset után több évig elmaradtak. A baleset nagy sajtóvisszhangot kapott, ám a végzetes rádió interferenciát okozó felelőst 2 hónapos nyomozás után sem találták meg. Több év kihagyás után 2014-ben Országos Vitorlázórepülő Bajnokságot tartottak, míg 2015-ben Vitorlázórepülő Európa-bajnokságot rendezhetett a falu. A hőlégballonosok között is nemzetközi hírű az őcsényi találkozó, amelyet már több évtizede rendeznek meg a faluban kora ősszel, 2019-ben már a 30. Őcsényi Nemzetközi Szakmai Ballontalálkozó került megrendezésre.
2017 szeptemberének végén országos figyelmet keltett, hogy a helyi képviselő-testület állást foglalt az ellen, hogy egy panziótulajdonos néhány Magyarországon menedékjogot kapott személyt itt üdültessen. A helyi jelentőségű ügyet néhányan saját politikai céljukra akarták felhasználni, ezzel felnagyítva és elmérgesítve a későbbi eseményeket. Az ügy elfajulása és a különböző politikai beállítottságú médiumok erőteljes támadása, valamint az ellenséges képviselő-testület miatt a település polgármestere lemondott. A külföldi sajtóban is reagáltak az eseményekre. Orbán Viktor miniszterelnök a helybéliek tiltakozását (amelyben a panzióst életveszélyesen megfenyegették) helyénvalónak nevezte. Később kiderült, hogy a szekszárdi Jobbik néhány tagja részt vett a falugyűlésen, és a menekültek ellen hangot adtak. Továbbá a falugyűlésen becslések szerint 80-100 fő, tehát a választói névjegyzékben szereplők kevesebb, mint 5 százaléka jelent meg. A sajtóhírek szerint az ott megjelentek egyharmada nem volt elutasító a menekültekkel szemben, 5-10 fő volt a szekszárdi Jobbik által beszervezett hangadó, illetve a más településekről ide érkezett Fidesz-szimpatizáns idegen, akiket még sosem láttak korábban a faluban. Emiatt a helyi nyilvánosság e fórumán az őcsényi politikai közösség maximum 3-4 százaléka foglalt állást a menekültek nyaraltatása ellen, míg a média szerint az egész falu volt ilyen agresszív és xenofób. Az őcsényiek idegenellenességének ellentmond az, hogy a közelmúltban sok szekszárdi költözött a településre, valamint a kitelepített svábokat a helyiek befogadták, ők és leszármazottaik pedig teljesen beilleszkedtek Őcsény életébe. Emellett a falu a média híreivel ellentétben nem a menekülteket, hanem az orvoshiányt és a szociális problémákat tartja a legfontosabbnak.
2020-ban jelentős építkezések zajlottak a falu központjában, többek között a református templom és a református gyülekezeti ház teljes felújítására, valamint az önkormányzat épületének hőszigetelésére is sor került. Ezek mellett az önkormányzat az Agrárminisztérium Településfásítási Programjának keretében Tolna megyében a legtöbbet, 30 fát nyert, amelyekkel a központ és a posta környékét tették zöldebbé.
A 15. Nemzeti Vágtát, melyet a Hősök terén tartottak 2022. október 2-án, az Őcsény színeiben induló Németh János nyerte meg Galaxy nevű lovával 102.73-as futamidővel, ezzel Őcsény lett az első Tolna vármegyei település, amelyik megnyerte a lovasversenyt. Szintén a vármegyében először itt tartották meg a vágta egyik előfutamát. Az Őcsényi Vágta győztese Vörös József lett, aki Csetény képviseletében Shaafi Szikra hátán ért célba, a Kishuszár vágtán pedig az Őcsényt képviselő Szerencsés Szandra győzött.

## Népesség

### Lakosságszám
Őcsény lakónépessége 2011. január 1-jén 2 408 fő volt, ami Tolna vármegye össznépességének az 1,04%-át, a Sárköznek pedig 25,53%-át tette ki. Abban az évben az egy km²-en lakók száma, átlagosan 31,8 fő volt. 2019-ben a férfiaknál 72,4, a nőknél 78,5 év volt a születéskor várható átlagos élettartam. A lakások száma 944 darab, a népességet figyelembe véve ez 2,6 fő per lakás.
1486-ban Kis-Őcsény, Kis-Decs, Pörböly, Bogra, Ózsák, Asszonyfalva, Gyürke és Nyámád falvakon 265 családfőt jegyeztek fel. Ezek szerint a családtagokkal együtt körülbelül 200 főnyi lehetett egy-egy falu, így Őcsény népessége is 200 főre tehető. 1690 körül Őcsény a „Bat vize mellett” 95 lakost számlál. A 19. században és a 20. század első felében Őcsény lakossága viharos gyorsasággal növekedett. 1829-hez képest a lakosság száma 1949-re megduplázódott. Az 1890 és 1900 közötti kisebb mértékű csökkenést a keselyűsi téli hajóállomás beszüntetése és a dohánytermelés csökkenése okozta az 1910-es népszámlálás lábjegyzete szerint. Őcsény népessége 1949-ben érte el a csúcspontját, ekkor 4028-an laktak összesen a község határain belül, ebből 1828-an a falu külterületén éltek. 1910-ben például 366-an laktak Ózsákpusztán, 121-en Józsefpusztán, 541-en az Őcsényi szőlőhegyen és 116-an a szállásokon. Azonban az 1960-as népszámlálás adatai alapján külterületi változások történtek Szekszárd javára, aminek köszönhetően az össznépesség 2674-re, a külterületi lakosság száma 334-re csökkent. A népesség a lakott területek elcsatolása és a Szekszárdra való erőteljes beköltözési hullám miatti drámai visszaesés után a Rákosi-korszak és a Kádár-korszak alatt szinte mindvégig egy helyben maradt. Ez a stagnálás a rendszerváltás után is megmaradt, és minimális ingadozással máig ez jellemzi Őcsény lakosságszámának alakulását.

### Etnikai összetétel
A 2001-es népszámlálási adatok szerint a község lakossága 2530 fő volt, ebből a válaszadók száma 2548 fő volt (a kettős identitások miatt a végösszeg nagyobb lehet 100%-nál). 2431 fő magyarnak, míg 46 fő cigánynak vallotta magát, azonban meg kell jegyezni, hogy a magyarországi cigányok aránya a népszámlálásokban szereplőnél magasabb lehet. 66 fő német, 3 fő horvát, 1 fő ukrán és 1 fő szerb etnikumúnak vallotta magát.
A 2011-es népszámlálási adatok szerint a falu lakossága 2408 fő volt, ebből a válaszadók száma 2269 fő volt. 2113 fő vallotta magát magyarnak, így az adatokból az derül ki, hogy a magyarnak vallók száma jelentősen csökkent tíz év alatt, ennek egyik fő oka, hogy többen nem válaszoltak. Németnek 82 fő, cigánynak 74 fő vallotta magát, tehát a kisebbségek száma kismértékben nőtt az elmúlt tíz év alatt.
A 2022-es népszámlálási adatok szerint a település lakossága 2170 fő volt, ebből a válaszadók száma 2115 fő volt. 1978 fő vallotta magát magyarnak, vagyis a magukat magyarnak vallók száma kis mértékben csökkent, azonban az arányuk ugyanannyi maradt. Németnek 69, cigánynak 31, románnak pedig 5 fő vallotta magát, vagyis a kisebségek száma enyhén csökkent 2011-hez képest.

### Vallás
Őcsény vallási összetétele 2022-ben
A 19. és a 20. században jelentős változások történtek a vallást tekintve is. Ugyanis az egykézés következtében az őshonos református lakosság aránya erősen elkezdett csökkenni, mivel időközben mások is elkezdtek a faluba költözni, így a római katolikusok száma jelentősen nőtt. Míg 1870-ben a népesség 89,4%-a reformátusnak, és csak 8,9%-a vallotta magát római katolikusnak, addig ez az arány 1949-re 33,9% – 63,8%-ra változott a katolikusok javára.
A 2001-es népszámlálási adatok alapján Őcsényben a lakosság 70%-a kötődött valamelyik vallási felekezethez. A legnagyobb vallás a községben a kereszténység, melynek legelterjedtebb formája a katolicizmus (49,2%). A katolikus egyházon belül a római katolikusok száma 1246 fő, míg a görögkatolikusok 8 fő volt. A községben népes protestáns közösségek is élnek, túlnyomórészt reformátusok (506 fő) és evangélikusok (15 fő). Jelentős a száma a faluban azoknak, akik vallási hovatartozásukat illetően nem kívántak válaszolni (7,9%). 2001-ben felekezeten kívülinek Őcsény lakosságának 21,5%-a vallotta magát.
A 2011-es népszámlálás adatai alapján Őcsényben a lakosság kicsivel több, mint a fele (51,5%) kötődik valamelyik vallási felekezethez. Az elmúlt tíz év alatt a falusi lakosság vallási felekezethez tartozása jelentősen csökkent, ennek egyik oka, hogy sokan nem válaszoltak. A legnagyobb vallás a kereszténység, amelynek legelterjedtebb formája a katolicizmus (36%). Az elmúlt tíz év alatt, a katolikus valláshoz tartozók száma mintegy 400 fővel esett vissza. A katolikus egyházon belül a római katolikusok száma 866 fő, míg a görögkatolikusok 6 fő. A reformátusok száma 345 fő, az evangélikusoké 8 fő. Összességében elmondható, hogy az elmúlt tíz év során minden egyházi felekezetekhez tartozók száma jelentősen csökkent. Jelentős a száma azoknak, akik vallási hovatartozásukat illetően nem kívántak válaszolni (27%), tehát tíz év alatt a triplájára nőtt a számuk. 2011-ben felekezeten kívülinek Őcsény lakosságának 21,5%-a vallotta magát.
A 2022-es népszámlálás adatai alapján Őcsényben a lakosság mindössze egyharmada tartozik valamelyik vallási felekezethez, ami történelmileg a legalacsonyabbnak számít. Az elmúlt tíz év alatt a falusi lakosság vallási felekezethez tartozása további jelentős csökkenést mutat. A legnagyobb vallás a kereszténység, amelynek legelterjedtebb formája a katolicizmus, ami a település 23,2%-ának a vallása. Az elmúlt tíz év alatt, a katolikus valláshoz tartozók száma mintegy 350 fővel esett vissza. A reformátusok száma 234 fő, az evangélikusoké 10 fő. A település nagyjából 11%-a vallotta magát reformátusnak. Jelentős a száma azoknak, akik vallási hovatartozásukat illetően nem kívántak válaszolni (38,4%), tehát tíz év alatt 10%-kal nőtt a számuk. 2022-ben felekezeten kívülinek Őcsény lakosságának 26,3%-a, vagyis 561 fő vallotta magát.

## Gazdaság és infrastruktúra
Őcsény gazdasági élete nem kifejezetten kiemelkedő, ennek ellenére a NAV statisztikái szerint 2013-ban az 1 főre jutó adózott jövedelem alapján Magyarország leggazdagabb települése volt, a lakosonkénti átlagjövedelem meghaladta a havi 545 000 forintot, amivel az évek óta rekorder, de akkor második helyre csúszó Telkire is 150 000 forintot vert. A kiugró eredményt valószínűleg a helyi nagygazdák sikeres éve, és a faluba bejegyzett valamelyik cég kiemelkedően nagy adóbefizetése okozhatta.

### Mezőgazdaság

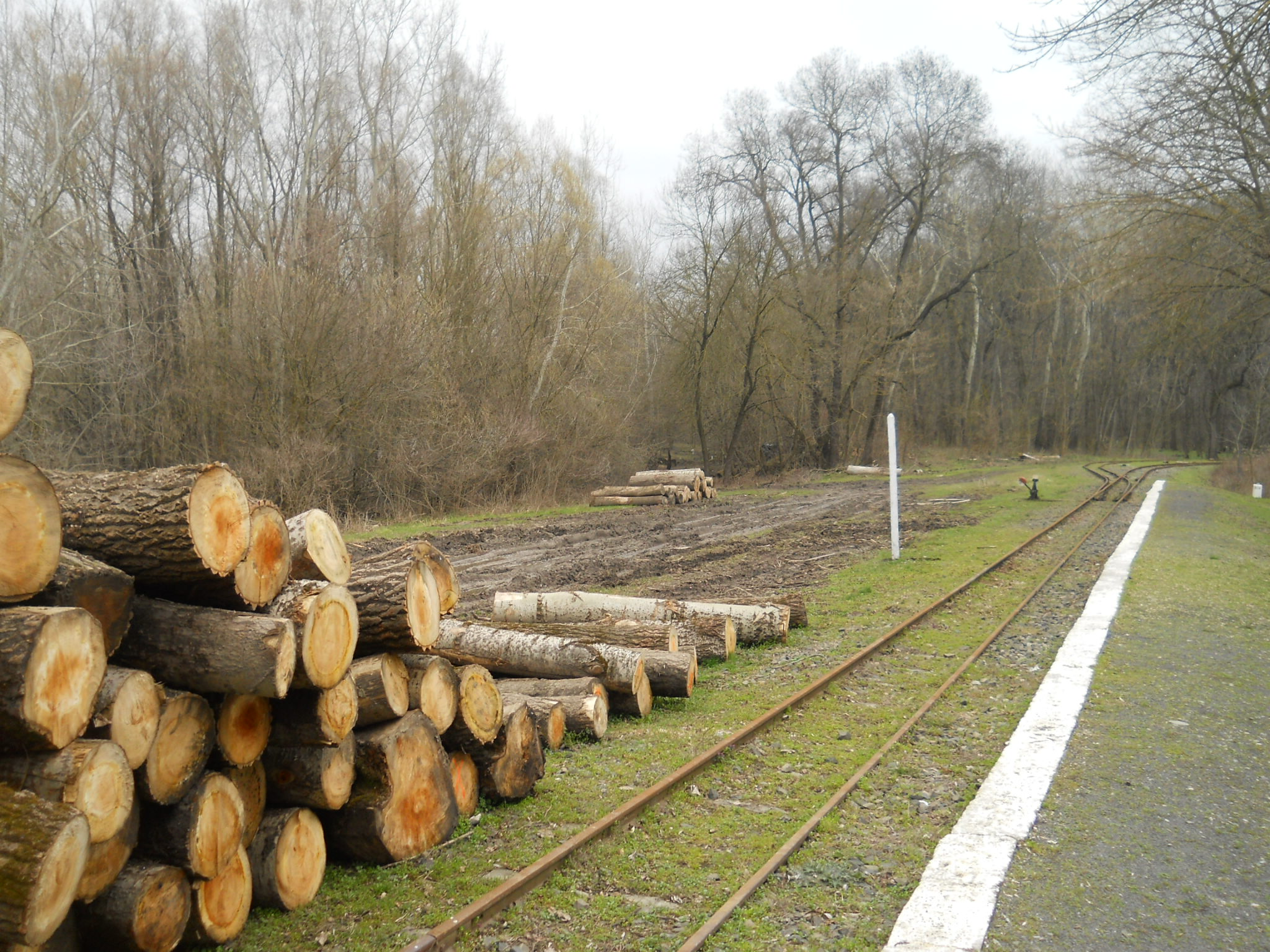
Szállításra váró farönkök a Gemenci Állami Erdei Vasút őcsényi szakaszán, Keselyűs határában

A falu gazdasági életében meghatározó szerepe van a mezőgazdaságnak. A településen napjainkban a növénytermesztés és a faipar az agrárszektor legmeghatározóbb területe, az állattenyésztés, a vadászat és halászat szerepe jelentősen csökkent. A keleti közigazgatási területeken zajló jelentős mértékű erdőgazdálkodást a Gemenc Zrt. végzi, ahol favágóként és vadászként több helybéli is dolgozik. A szántóföldi növénytermesztés egy viszonylag szűk, ám gazdag réteg kezében összpontosul, így az őcsényiek nagy része már nem a földművelésből él meg. A jó minőségű öntéstalajokon változatos gazdálkodás folyik, a búza, kukorica, árpa, napraforgó és repce termesztése egyaránt nagy területeken zajlik. A szőlőhegy elcsatolása óta a településhez elenyésző mennyiségű szőlős tartozik, így a helyiek tanyái és pincéi ma már Szekszárdon és Decsen találhatóak.
Az agráriumban érdekelt a község legnagyobb cégeinek többsége. A Goldkern Kft. a legjelentősebb Őcsényben bejegyzett cég, éves nettó árbevétele 2019-benmeghaladta a 7 milliárd forintot. Az egykori állami gazdaság területén található a cég telephelye, szárítóüzeme, silói és laboratóriuma. A további jelentős helyi agrárcégek közé tartozik az Őcsény-Sármező Kft., az Őcsény-Mag Mezőgazdasági Kft., valamint több helyi nagygazda vállalkozása, de ezek mellett még több kisebb családi vállalkozás foglalkozik földműveléssel és háztáji állattartással.

### Ipar
Őcsény iparát hátráltatja a Szekszárddal való szomszédság, mivel a legtöbb cég inkább a közelben lévő megyeszékhelyet választja a falu helyett. Ennek ellenére több közepes méretű ipari vállalkozás működik a község területén. Az egykori szekszárdi szeméttelep és az autópálya lehajtója közt működik a Dráva-Kavics és Beton Kft. tulajdonában lévő homokbánya. A területen még ma is zajlik a bányászat, ráadásul a mély és meredek bányató is életveszélyes, így kerítéssel és őrökkel védik a bányát. Helyi alapanyagokból dolgozik még a Horváth-Fa Kft., amely a szomszédos erdőségek fáiból parkettát, építési alapanyagokat és brikettet gyárt.
A településen található legnagyobb üzem a szekszárdi bejegyzésű Dömötör Kft. telephelye, amely egyben a falu egyik legjelentősebb munkaadója is, árbevétele 2019-ben meghaladta az egymilliárd forintot. A cég Magyarország egyik legnagyobb vécétartály gyártója, de emellett a víztakarékos öblítőrendszerek egyéb alkatrészeit, valamint fröccsöntött műanyag termékeket is előállítanak.

### Szolgáltatás
A faluban a megyeszékhely közelsége ellenére viszonylag sok üzlet található. A kereskedelmi üzletláncok közül a Coop 2, a CBA pedig 1 üzlettel rendelkezik. Az előbbi a közelmúltban az egyik kisboltját kénytelen volt bezárni, ahogy az egyik magántulajdonú zöldséges is. A központban található egy vas- és iparcikküzlet, valamint 2010-ben nyílt egy Heberling húsbolt, amely azóta már bezárt. A dohánytermékeket a helyiek 2 Nemzeti Dohányboltból szerezhetik be, míg a szórakozási lehetőségekről 4 kocsma, valamint 2 büfé és fagyizó biztosítja. Az önkormányzati fenntartású konyha látja el többek között a helyi óvodát és iskolát, de rendezvények lebonyolítására is van itt lehetőség, akárcsak a református gyülekezeti házban. A művelődési lehetőségeket egy könyvtár és teleház, valamint egy Integrált Közösségi Szolgáltató Tér biztosítja, emellett a konyha étkezője és a közösségi ház nagyterme összenyitható.
A faluban mindezek mellett több független autószerelő műhely, valamint egy autógumi-szerviz is működik. A Fő utca déli végén található az Androméda Kft. által üzemeltetett benzinkút. 2020 végén a benzinkúttal szemben nyílt meg a a község első önkiszolgáló autómosója.
Az egyik legkülönlegesebb helyi cég az Urbán Légi Növényvédelmi Kft., amely a kevés mezőgazdasági légi permetezést végző magyarországi vállalkozás egyike. A Kamov gyártmányú permetező helikopterek bázisa az őcsényi repülőtéren található.
A községben hosszú időn át működött a Hungária Takarék Takarékszövetkezet helyi fiókintézménye, amelynek épülete a központban, a közösségi ház és az óvoda között állt. A leromlott állagú épületből a fiók a szomszédos közösségi ház emeletére költözött, ám a Takarékbank létrejötte előtti fúziók során az intézmény komoly leépítési hullámba kezdett, melynek keretében az őcsényi takarékfiókot 2017. szeptember 30-án bezárták. A központban lévő bankautomatát is elszállították, de hosszas tárgyalás során 2020 áprilisában végül ismét visszahelyeztek egy ATM-et, amelyet az OTP Bank üzemeltet, így biztosítva a készpénzfelvételi lehetőséget a faluban.

### Közművek

#### Vízellátás
A település vízellátását a mintegy fél Tolna vármegyét magába foglaló E.R.Ö.V. Egyesült Regionális Önkormányzati Víziközmű Zrt. biztosítja. A falu délnyugati végében található az ivóvízbázis, ahol 2 kútból nyerik az ivóvizet kutankénti 400-500 liter/perces hozammal, amelyet aztán vastalanítást követően a 100 m3 térfogatú és 30 m magas hidroglóbusz tárol.
A szennyvíztisztítást az Őcsény és Decs között félúton lévő szennyvíztelepen végzik. Az eredetileg csak a két falu közös ellátására létesített telepet a környező falvak csatlakozása miatt bővíteni kellett, így egy 2017-es átépítést követően jelentősen megnövelték a kapacitását. A projekt mintegy 560 millió forintba került, ennek 95%-át támogatásként kapták meg.

#### Áramellátás
Őcsény villamosenergia-ellátását a szekszárdi transzformátor-alállomás biztosítja 3 db 22 kV-os gerincvezetéken keresztül. A 38. jsz. elektromos gerincvezeték Szekszárd és Bonyhád között húzódik, és az 56-os főút mentén halad, innen a falu keleti részét látják el. A 20. jsz. Szekszárd–Bátaszék–Bonyhád gerinc a Séd-patak mentén halad, leágazása a település középső részét és a Dömötör Kft. üzemét látja el. A 32. Szekszárd–Decs–Bátaszék-vonal a belterület középső és nyugati feléhez, az egykori szállásokhoz és a gemenci létesítmények felé továbbítja az áramot. A településen közel 20 transzformátor található, ezek egy része több utcát lát el, míg némelyiknek mindössze egy-egy üzemet vagy külterületi ingatlant kell ellátnia.
A település középületein, így az önkormányzat vagy a közösségi ház tetején uniós pályázatból napelemeket telepítettek. A közigazgatási terület legnyugatabbi pontján, a szálkai elágazással szembe egy jelentősebb, mintegy 2 hektáros napelempark épült, emellett tervben van a Szekszárddal közös egykori szeméttelep helyén is a napelemek telepítése.

#### Gázellátás
A falut ellátó nagyközépnyomású földgázvezeték Decsről az 5113. számú út mentén halad a község közigazgatási határáig, itt régebben egy nagy méretű földalatti helyiségből lehetett az Őcsénybe irányuló gázmennyiséget szabályozni, de 2017 nyarán az E.ON átépítette a szakaszt, és a betonbunkerre emlékeztető létesítményt kiváltotta egy egyszerű főelzáróra, a munkálatok idején a településeken a gázszolgáltatás szünetelt. Az úttal párhuzamosan futó vezeték Őcsény lakóterületének határában ágazik szét, és jut el a lakóházak túlnyomó többségéhez.
A község legsúlyosabb közüzemi balesete 2015. január 18-án történt. Vasárnap hajnalban az egyik 2 méter mélyen futó, 40 cm átmérőjű földgázvezeték felrobbant a Széchenyi utcában. A mellette lévő házban súlyos károk keletkeztek, az ott lakó életét az mentette meg, hogy éppen felkelt és átment egy hátsó szobába. A robbanástól a ház felgyulladt és leégett, de még az utca túloldalán lévő házak redőnyei is megolvadtak. A baleset miatt a faluban fél napig nem volt gáz. A katasztrófavédelem tájékoztatásával szemben a ház szinte teljesen kiégett, és nem sokkal később le is bontották. Az 1980-as évekből származó rozsdás vezetéket emiatt az utca teljes hosszában modern műanyagra cserélték, és több fejlesztést is végeztek, ezek közé tartozott a már említett 2017-es őcsényi gázfőelzáró cseréje is.

## Oktatás

### Iskola

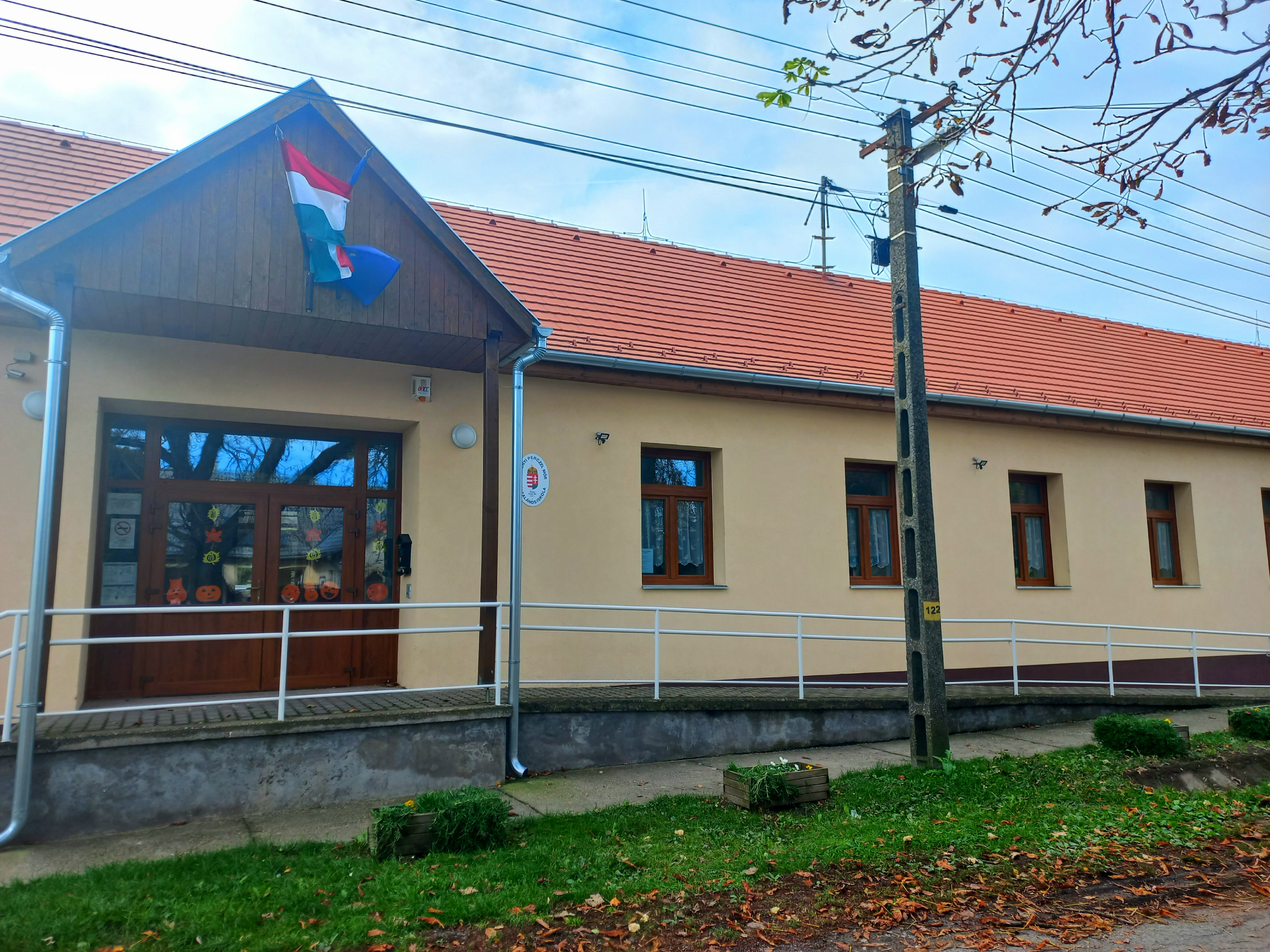
Az Őcsényi Perczel Mór Általános Iskola felső tagozatának épülete

A településen a második világháború előtt még külön iskolát tartott fenn a református és a katolikus egyház. Később az iskolákat összevonták, majd az egykori tanítói lakásokból és a már meglévő épületekből kialakították a mai iskola elődjét. Az alsó tagozat épülete a református templom mögött található, míg a felső tagozat, amely a főépület is, a katolikus templom mögött, a Perczel Mór utcában áll. Az iskola tornatermének használt épület a Fő utcán van, azonban leromlott állapota miatt évek óta felmerült egy új tornaterem építése. Miután az intézmény az ÁMK-tól állami fenntartásba került, felvette az Őcsényi Perczel Mór Általános Iskola nevet. A névadó születésének 120. évfordulóján emléktáblát is állítottak. 2008 nyarán került sor a felső tagozat akadálymentesítésére, melynek során többek között két akadálymentes rámpa, egy mozgáskorlátozottaknak fenntartott mosdó és egy lift is kiépítésre került.
Az intézményben közel 200 diák tanul, közülük sokan járnak be Decsről és Sárpilisről, ez utóbbi esetében települések közti egyezmény is született. Az intézmény hagyományosan eredményesnek számít a vidéki kis iskolák közül a tanulmányi versenyekben. A legnagyobb sikerek közt említhető a Magyar Olimpiai Bizottság és a Magyar Diáksport Szövetség által szervezett Mező Ferenc Szellemi Diákolimpián elért többszörös első hely és dobogós helyezések, valamint a Less Nándor Földrajzverseny kétszeri megnyerése is. Ezek mellett az iskola számos más sport- és tanulmányi versenyen volt már eredményes.

### Óvoda
Az Őcsényi Tarkabarka óvoda nagy múltra tekint vissza, elődjének alapítása 1898 októberére tehető, igaz akkor más épületben működött az intézmény. Az 1960-as évek óta található jelenlegi helyén az óvoda, de mai arculatát csak a folyamatos átépítések során nyerte el. Felújításra került a tető, megtörtént a nyílászárók cseréje, korszerű szigetelést kapott az épület. Az akadálymentesítés során teljesen megújult a belső tér is. Az óvoda az Általános Művelődési Központ tagintézményeként fogadta a település gyermekeit 2012. június 30-áig. Azóta, mint önálló intézmény, Őcsényi Tarkabarka Óvoda és Családi Napközi néven 3 vegyes csoporttal működik az intézmény. A csoportokban 6 óvodapedagógus és 3 dajka dolgozik. Az óvónők felkészültsége megfelelő színvonalú, rendszeresen részt vesznek a továbbképzéseken. Minden óvodapedagógus felsőfokú végzettséggel, 2 fő pedagógus (közoktatási vezetői és fejlesztőpedagógusi) szakvizsgával rendelkezik. Az óvodai csoportokban dolgozó dajkák elvégezték a dajkaképző tanfolyamot.
A nevelőmunkát meghatározó közös rendezőelv: a természet körforgása, az ünnepekhez, jeles napokhoz kapcsolódó hagyományok ápolása. Helyi programunkban fontos helyet kap a gyermeki kíváncsiságra épülő egyéni tapasztalatszerzés, kihasználva a környék és a község adta lehetőségeket. Az óvodában az érzelmi nevelés, a gyerekekkel való bensőséges kapcsolat kialakítása – a megszokotthoz képest – hangsúlyosabb szerepet kap, épp úgy, mint az óvoda családi nevelést erősítő szerepe. Megteremtik azokat az óvodán kívüli feltételeket is, amelyek lehetővé teszik a gyermeki képességek fejlesztését, a szülői igények kielégítését, a gyermeki öröm biztosítását. (színházlátogatások, a közösségi ház szabadidős programjai, kiállítások megtekintése, kirándulások, múzeumlátogatások) A sárközi néphagyományok ápolását az óvoda a népi tánc oktatásával kívánja megőrizni. Lehetőség nyílik még nagycsoportban német nyelvi foglalkozásokon részt venni. Az óvoda életét gazdagítja a gyerekek számára szervezett különböző választható foglalkozások, úgy, mint a katolikus hitoktatás, református hitoktatás, foci, ovizumba.

### Családi Napközi és Játszóház
Az Óvoda épületében kapott helyet a Családi Napközi szakmailag önálló csoportja. 2006 óta működik a településen ez az intézmény. Új színfoltot jelent azóta Őcsény község vonatkozásában ez a gyermekfelügyelet, a Családi Napközi, mely 16 hónapos kortól fogadja a kisgyermekeket. Elsősorban azoknak a családoknak nyújt segítséget, akik bölcsőde nélküli kicsi településen élnek, de szeretnék, hogy a munkaidejük alatt a kicsi gondos kezekben legyen, szakszerű ellátást kapjon.

## Egészségügyi ellátás

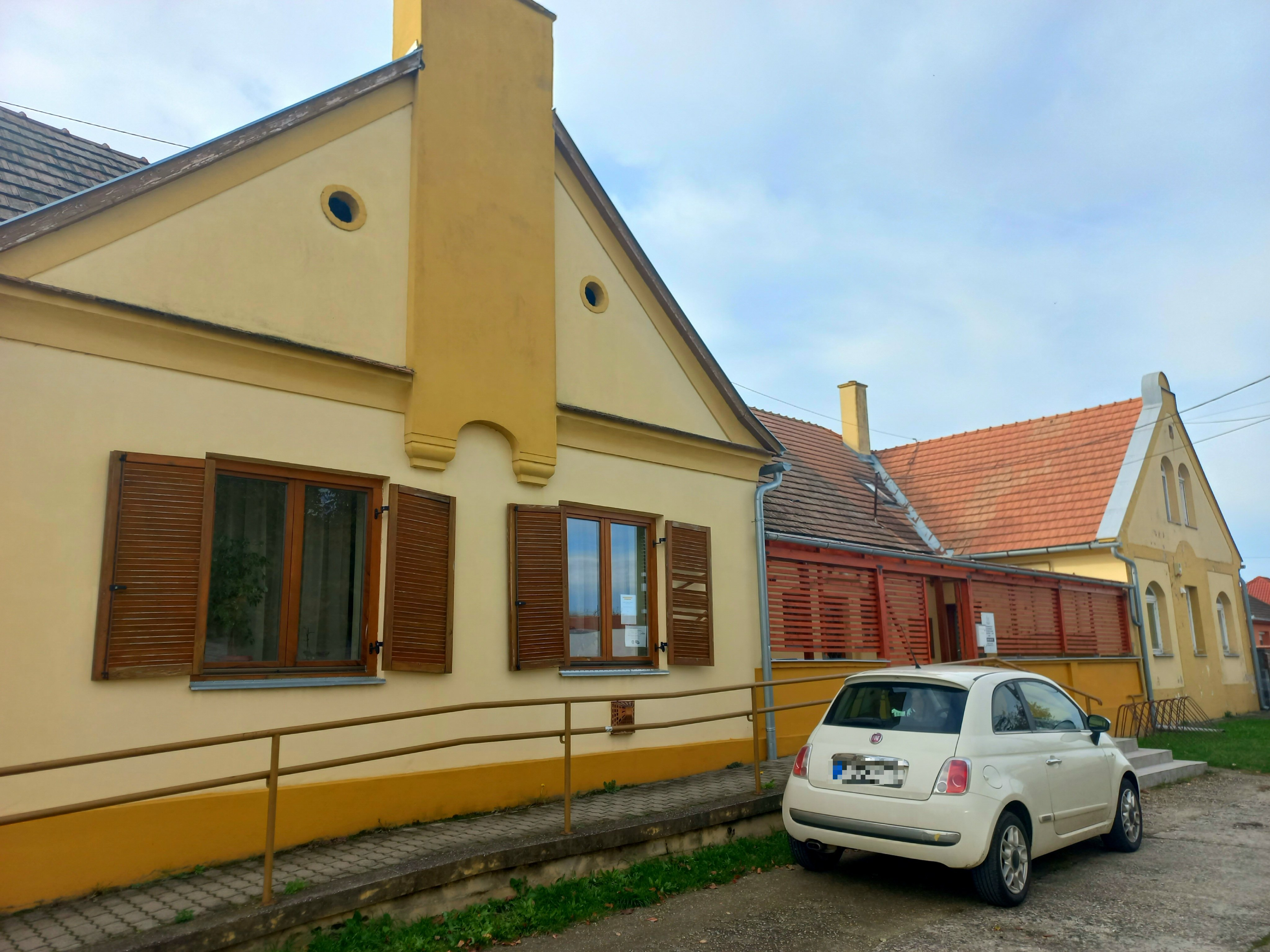
A felnőtt orvosi és fogorvosi rendelőnek, valamint a gyógyszertárnak helyet adó épület

A község egészségügyi intézményei a Rákóczi és a Kazinczy utca kereszteződésében találhatók. Az Egészségügyi központ nagyobb, Rákóczi Ferenc utca 4. címen fekvő épületében található a felnőtt ellátás, míg a gyermekek a szemközti, Kazinczy Ferenc utca 1. alatti épületbe járnak, amely jobb oldali szárnya egyben a település postája is. Az egészségügyi komplexumokat európai uniós pályázatból több szakaszban felújították és akadálymentesítették. Mivel a településnek már nincs állandó háziorvosa, így a gyógyszertár melletti orvosi lakás üresen áll.

### Felnőtt ellátás
A felnőtt orvosi rendelő a Rákóczi utcai épület bal szélén helyezkedik el. Mivel a településnek nincsen háziorvosa, így oldallagos ellátás zajlik. Az ügyelet a szomszédos Szekszárdon található. A fogorvos az orvosi rendelővel szomszédos helyiségben rendel. A jelenlegi fogorvos dr. Keller Péter, aki több más településsel együtt látja el az itteni praxist. Mivel az eszközpark már régi és elavult, így az önkormányzat tervezi egy új és modern eszközökkel felszerelt rendelő berendezését. A fogorvos mellett található a Korona Gyógyszertár, amely a szomszédos decsi patika fiókgyógyszertára. Az ellátó gyógyszerész Dr. Papp Csaba, az ügyeletes gyógyszertárak pedig Szekszárdon találhatók.

### Gyermek ellátás
A gyermekorvosi ellátás az előző épülettel szemközt, a Kazinczy utca 1. szám alatt található, és az utcai bejáratról közelíthető meg. A település jelenlegi gyermekorvosa dr. Wéber Boglárka. Minden hétköznap van rendelés, az ügyelet Szekszárdon, a Szent István tér 18. alatti rendelőben található. A védőnői rendelő a gyermekorvosi rendelővel szomszédos, sőt azzal összeköttetésben is áll, ám megközelítése a postával közös bejáratnál balra fordulva lehetséges. Őcsény jelenlegi védőnője Ábelné Sütő Erika.

## Jelképek

Őcsény község címere

### Címer
Pajzsfő: közepén kék mezőben fehér gólya, mely az új reptéri létesítményeket szimbolizálja.
Pajzsderék: kék mezőben a pajzsderék elején kék színű szőlőfürt, mely a szőlőművelésre utal.
A pajzsderék közepén ezüstszínű ekevas, mely a mezőgazdaságot szimbolizálja, emellett utal a falu történeti múltjára, mivel ez a forma szerepel Őcsény 1697-es pecsétjén is.
A pajzsderék hátsó részén három aranyszínű búzakalász található, amely szintén a mezőgazdaság jelképe.
Pajzstalp: kilencszer vágott piros és fehér színben váltakozva, mely szimbóluma a sárközi szőttesre utal, a kilencedik keskeny sötétkék színű vágása a Báta-patak, fölötte a három zöld domb az őcsényi szőlőhegyet jelképezi.
Felirat: A pajzs felett íves feketével nagybetűs ŐCSÉNY felitat

### Lobogó és Zászló
|                        |                      |
| Őcsény község lobogója | Őcsény község címere |

Lobogó: kétoldalas, álló téglalap alakú, 2:1 arányú fehér textil, aljában kék, felette vörös pályával. Egy pályaszélesség a lobogó hosszának 1/10 része. A színes címer a lobogó függőleges szimmetriatengelyén, annak felülről mért 1/3 osztásvonalán helyezkedik el.
Zászló: kétoldalas fekvő téglalap alakú 2:1 arányú fehér textil. A színes címer függőleges szimmetria tengelye a zászló hosszának rúdtól mért 1/3-os osztásvonalával esik egybe. A zászlórúdtól távolabbi oldalán vörös és kék színű függőleges pálya található, melynek szélessége a zászló hosszának 1/10 része.

## Nevezetességei

### Látnivalók
Sárközi tájház

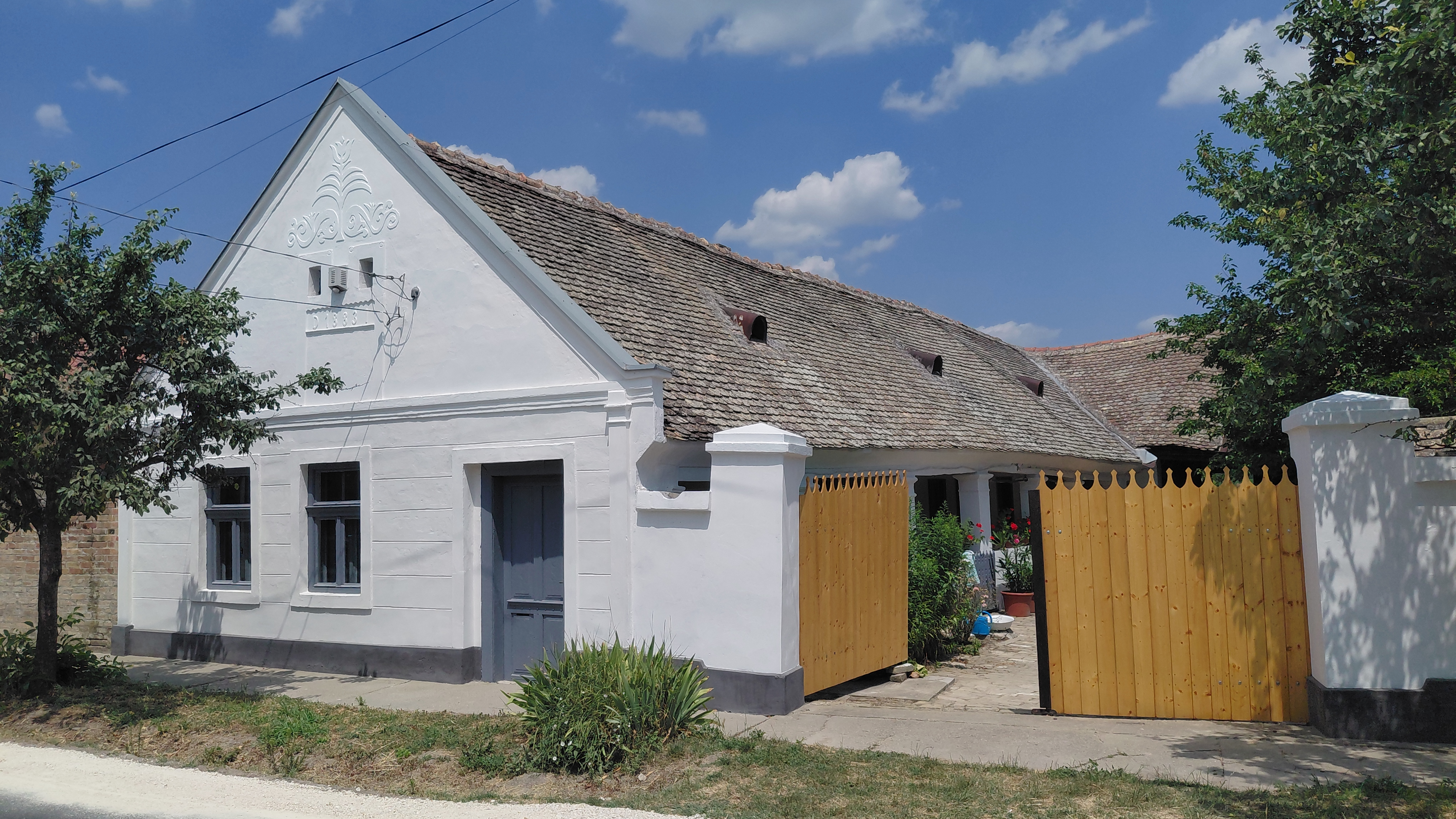
Az őcsényi tájház épülete az eredeti, 1883-as állapotában

Gyönyörűen helyreállított régi falusi tornácos ház, amely a klasszikus sárközi kultúra emlékeivel van berendezve. Az épület a mai napig az eredeti tulajdonos leszármazottainak tulajdonában áll, így csak előzetes bejelentkezéssel és tárlatvezetéssel látogatható. Az 1880-as évek állapotát tükröző házban mintegy 3700 leltározott kiállítási tárgy vár az érdeklődőkre. A tájház a környék legkiemelkedőbb értékeit összegyűjtő Tolna megyei értéktárba is bekerült kulturális örökség kategóriában. Megbeszélés szerint népművészeti, népviselet- és táncbemutató, bor- és kerekkalács-kóstolás is lehetséges.
Népviselet
Őcsénynek hasonlóan a többi sárközi településhez sajátos és gazdag népviselete, népszokásai és népművészete alakult ki. Még aktívak a csipkeverő, babakészítő, rojtozó, kézi szövő, nagybársony-készítő, gyöngyfűző mesterséggel foglalkozó asszonyok. A néptánc tanítása is szerepel az iskolás gyermekek órarendjében.
(bővebben: Sárközi népviselet)
Református templom

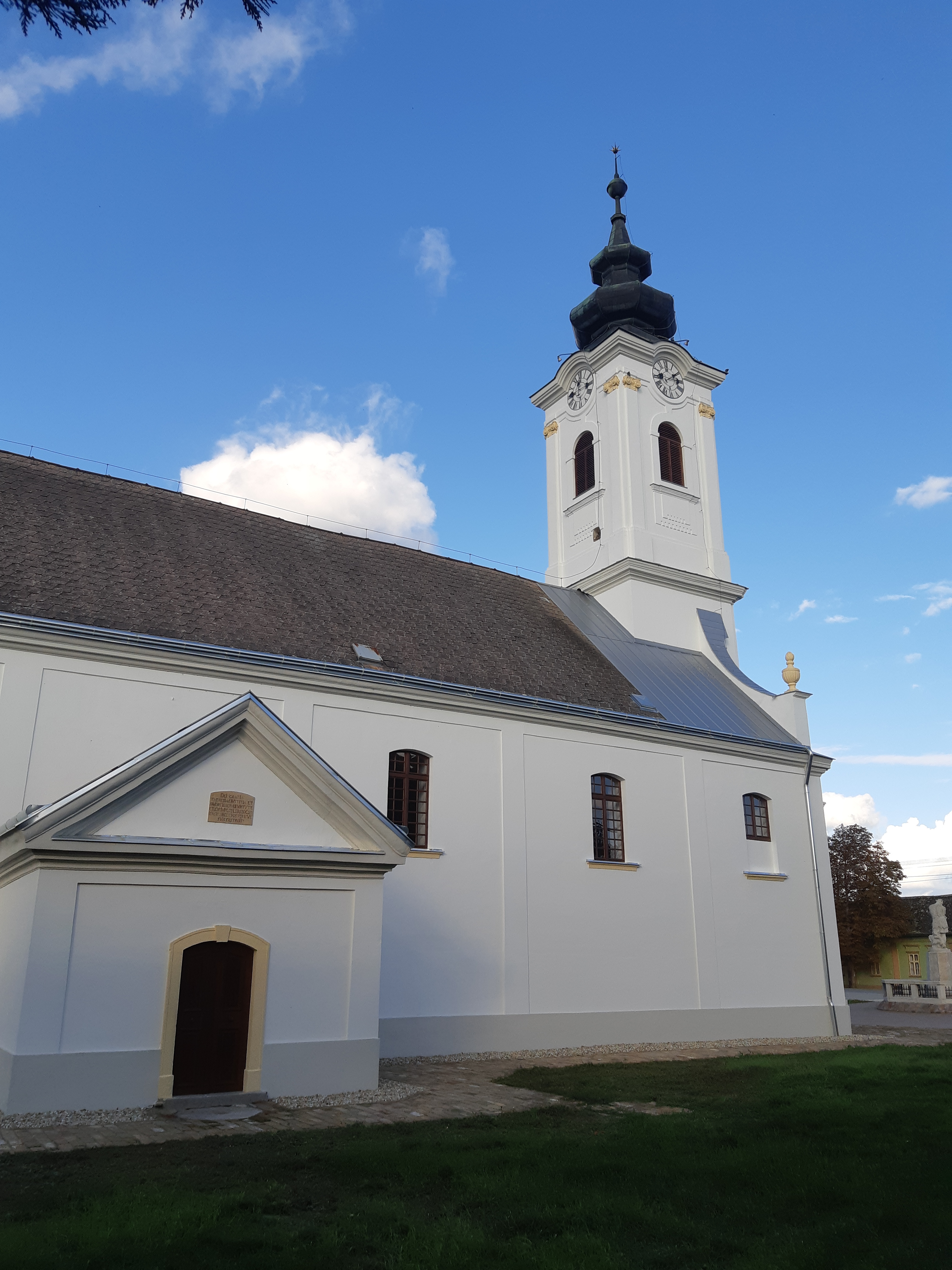
A frissen felújított református templom

Az 1782-ben épült barokk templom az egyetlen a Sárközben, ahol még megtekinthetők (sajnos már nem eredeti helyükön) a festett kazettás mennyezet maradványai. Ebben a templomban festette Csók István Keresztelő című festményét. A kép egyik érdekessége, hogy a festményen a szószék a túlsó oldalon van, mint a valóságban, a másik, hogy valamennyi szereplője valóságos, felismerhető helyi személy volt. A templom 2020-ban jelentős felújításon esett át, így rendkívül jó állapotban van. Az épületet felvették a Tolna megyei értéktárba épített környezet kategóriában.
(bővebben: Őcsényi református templom)
Római katolikus templom

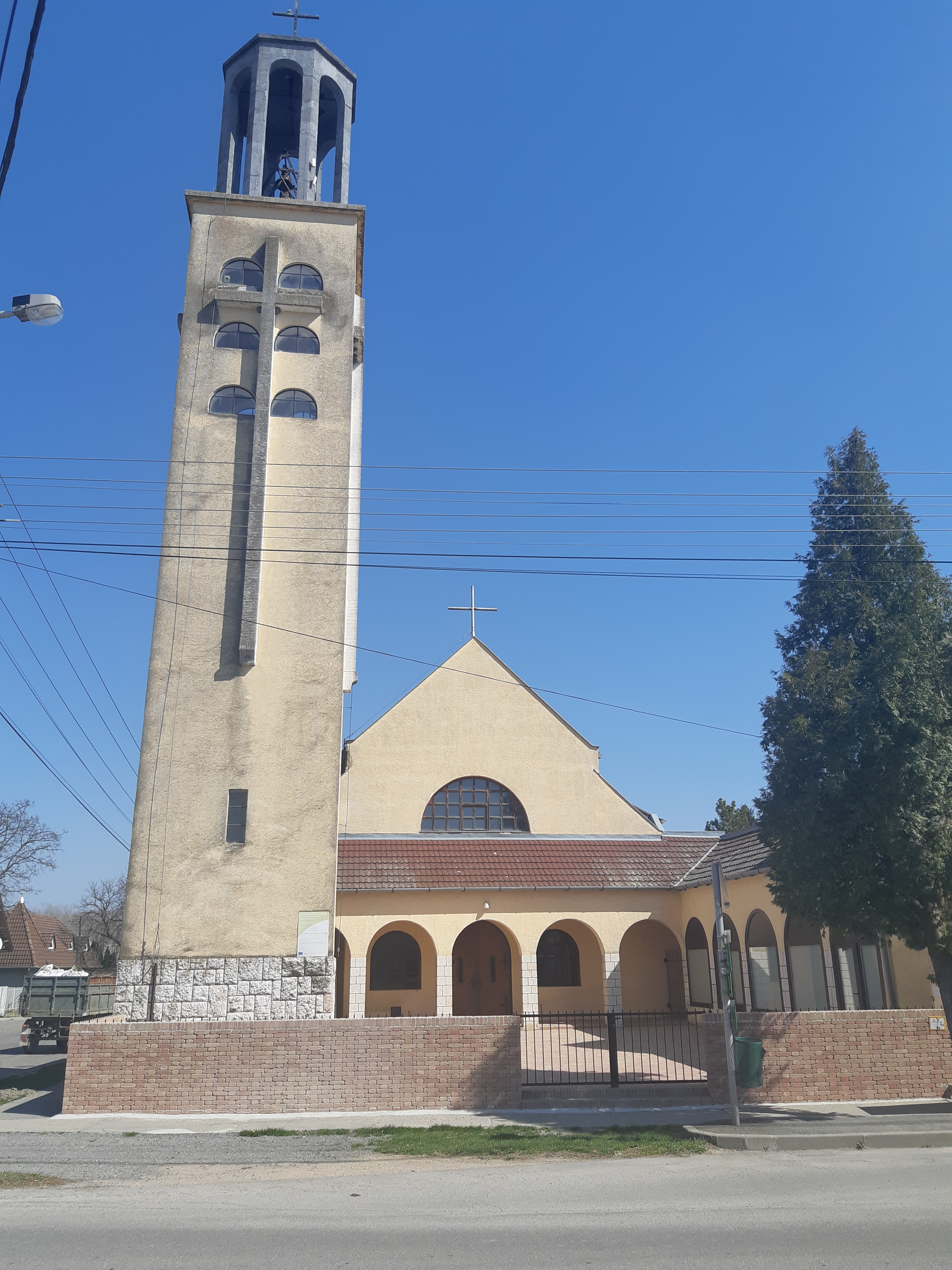
Az 1940-es évek elejére elkészült, modern stílusú katolikus templom

Az 1930-as évek végén modern stílusban épült templomot Szent István király és Szent Mór pécsi püspök tiszteletére szentelték fel. Empire stílusú főoltárát a pécsi székesegyháztól kapta ajándékba, amikor a bazilikát átépítették, és sok stílusidegenné váló műalkotást lecseréltek benne. 2000. augusztus 20-án volt a templom jubileumi búcsúja. Szintén megünnepelték az egyházközség és a templom 80. „születésnapját.”
(bővebben: Szent István király templom (Őcsény))
Árpád-szobor
Az első világháborúban elesett Őcsényi lakosok emlékére készítette Farkas Béla szobrász 1923-ban a Hősi emlékművet. Ugyanebben az évben november 25.-én 10 órakor avatták fel a szobrot. Ekkor 192 név volt felvésve a szoborra. A második világháborúban 74 őcsényi hunyt el, akiknek a neve később szintén felkerült az emlékműre. A település azzal is tisztelgett a hősök emlékének, hogy Hősök terének nevezte el a teret, melyen az emlékmű áll.
Repülőtér
Magyarország legnagyobb füves reptere Tolna vármegyében az egyetlen, a település keleti felén található. Számos hazai és nemzetközi találkozó (hőlégballon, vitorlázó repülő, motoros repülő, sárkányrepülő), valamint ejtőernyős verseny helyszíneként szolgált már, illetve több kulturális esemény lebonyolítása is itt zajlott. Az Őcsényi Repülőklubnál emellett repülőgép-jogosítvány is szerezhető a megfelelő kiképzéssel együtt. A környék légi mezőgazdasági permetezését és a szúnyogirtást is innen bonyolítják le, több An-2-es és Ka-26-os szolgálati helyeként szolgál Őcsény.
(bővebben: Őcsényi repülőtér)
Hőlégballon-történeti gyűjtemény
A Pannónia ’76 Alapítvány által létrehozott gyűjtemény az őcsényi repülőtér épületében található, és előzetes bejelentkezéssel látogatható. A gyűjtemény mellett egy fotókiállítás is helyet kapott a toronyba vezető lépcsőház falán. Az épület előtt felavattak egy hőlégballonos emlékművet, amely a Pannóniát, az első magyar hőlégballont ábrázolja, ami Őcsényben szállt fel először 1976-ban. A frissen létrehozott kiállítás egyediségét és jelentőségét mutatja, hogy ipari és műszaki megoldások kategóriában bekerült a Tolna megyei értéktárba.
Alisca
Bár kevesen tudják, de Alisca erődítménye nem Szekszárdon, hanem az Őcsény területén található Gábor-major mellett helyezkedik el. Maga Alisca a római kori limes egyik erődje volt. Az önkormányzat egy kiállítást szeretne létesíteni a területen, amely a Duna menti limes részeként akár a világörökségi cím várományosa is lehet.
(bővebben: Alisca)
Györke
Szintén a község területén található a középkori Györkei castellum, a falu északi házaitól nagyjából 500 méterre a Báta partján. A vár az ásatási leletek szerint a 13. század második felében épült az Ipoltfi család birtokán és a 16. század elején pusztult el. A területen több régészeti kutatás is volt, amely során több tárgyat is találtak, többek között fazéktöredékeket, páncéltöredékeket és nyílhegyeket. A vár egy háromosztatú tömésfalú épületből, egy tégla toronyból, egy paticsházból, két cölöpszerkezetű épületből és két sáncárokból állt.
(bővebben: Györke)
Gemenc
A község külterületén található a Gemenc egy része, mely a Duna–Dráva Nemzeti Parkhoz tartozik. Őcsény területére esik a Gemenci Állami Erdei Vasút egy szakasza, valamint olyan látványosságok, mint a Forgó-tó, az egykori érseki nyaraló vagy a Sió torkolata. A terület a túrázók, vadászok és horgászok körében is népszerű célpontnak számít.
(bővebben: Gemenc)
Rózsa Tanya Lovarda
A Sárköz és környéke egyetlen lovardája kiváló tereplovaglási és sétakocsikázási lehetőséget kínál. A nyári hónapok során a gyerekek napközis és bentlakásos lovas táborok kereti között ismerkedhetnek a lovagolással, a lovak ápolásával szerszámozásával, a lovas hagyományokkal, és sportokkal egyaránt.

### Őcsény emlékművei és szobrai

#### Szobrok, emlékművek és emléktáblák
- A község legikonikusabb szobra a református templom előtt álló Hősi emlékmű, más néven Árpád-szobor.
- Szintén a református templom mellett áll a népművészek, néptáncosok emlékműve, amely egy több faragott fából álló együttes.
- Az alsó tagozat mellett található a falu 1848-49-es hőseinek emléket állító kopjafa.
- Az önkormányzat bejáratánál emléktáblát állítottak hálából a németek, akiket a kitelepítések során önzetlenül befogadtak a község lakói.
- Emellett volt található az 1956-os forradalom emléktáblája, amely az önkormányzat 2020-as felújítása után a közösségi ház bejárata mellé került áthelyezésre.
- A reptéren áll Magyarország 1. hőlégballonos emlékműve.
- A Szekszárd felőli út és az Árpád sor elágazásnál áll néhány kisebb fából faragott szobor látható.
- A katolikus temető mellett található zsidó temetőben a fasizmus őcsényi zsidó áldozatainak emlékére állított az önkormányzat egy emlékművet.
- A 25. Sárközi Lakodalom egyik megnyitó eseményeként adták át a település északi bejáratánál a „Sárköz Kapuja” emlékművet, amely a településre érkezőket szimbolikusan fogadja. A hagyományos sárközi kapuhoz szükséges régi, nagy méretű helyi téglákat közösségi összefogással gyűjtötték össze.[183]

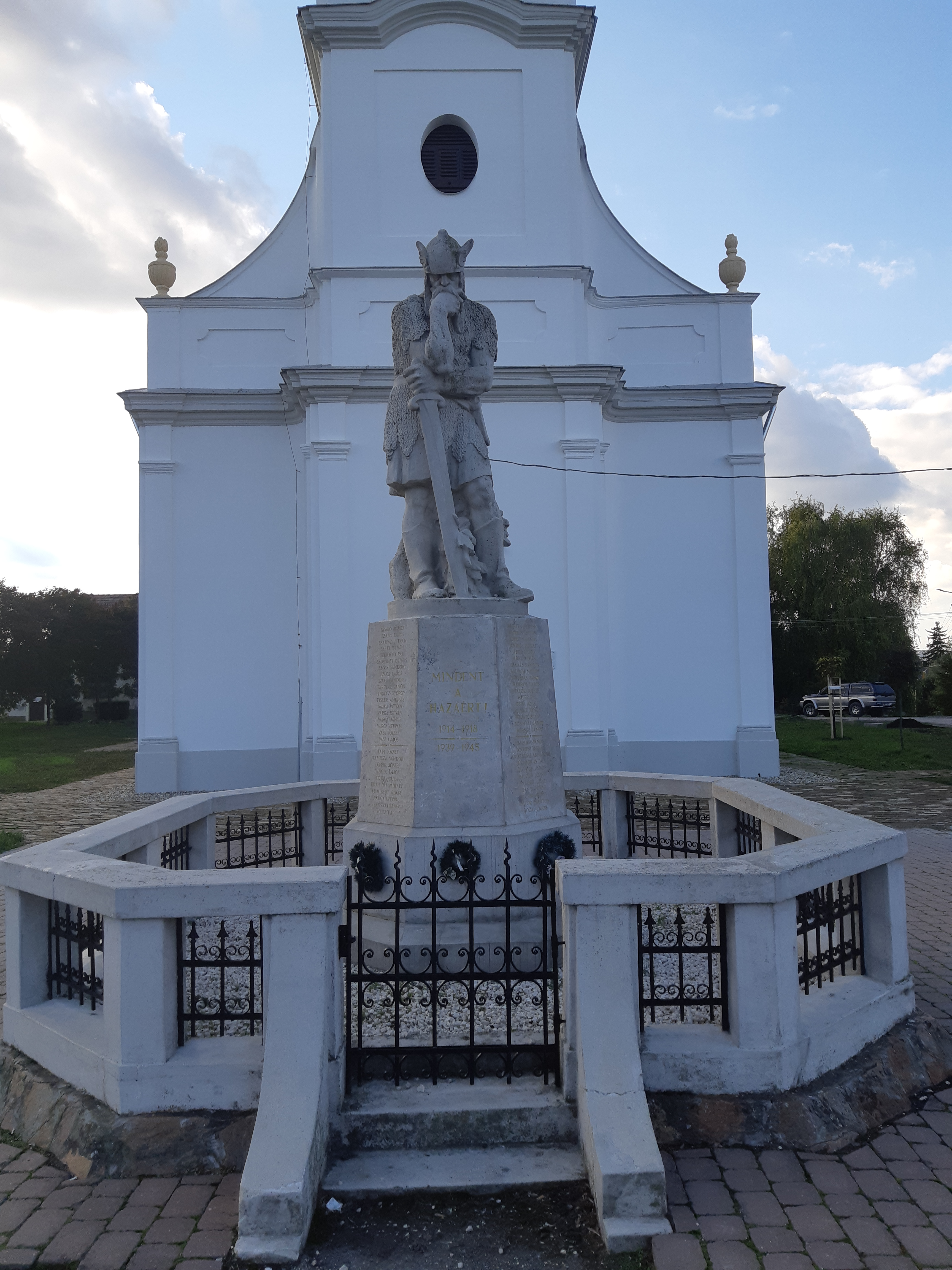
A világháborús hősi halottaknak emléket állító Hősi emlékmű, más néven Árpád-szobor
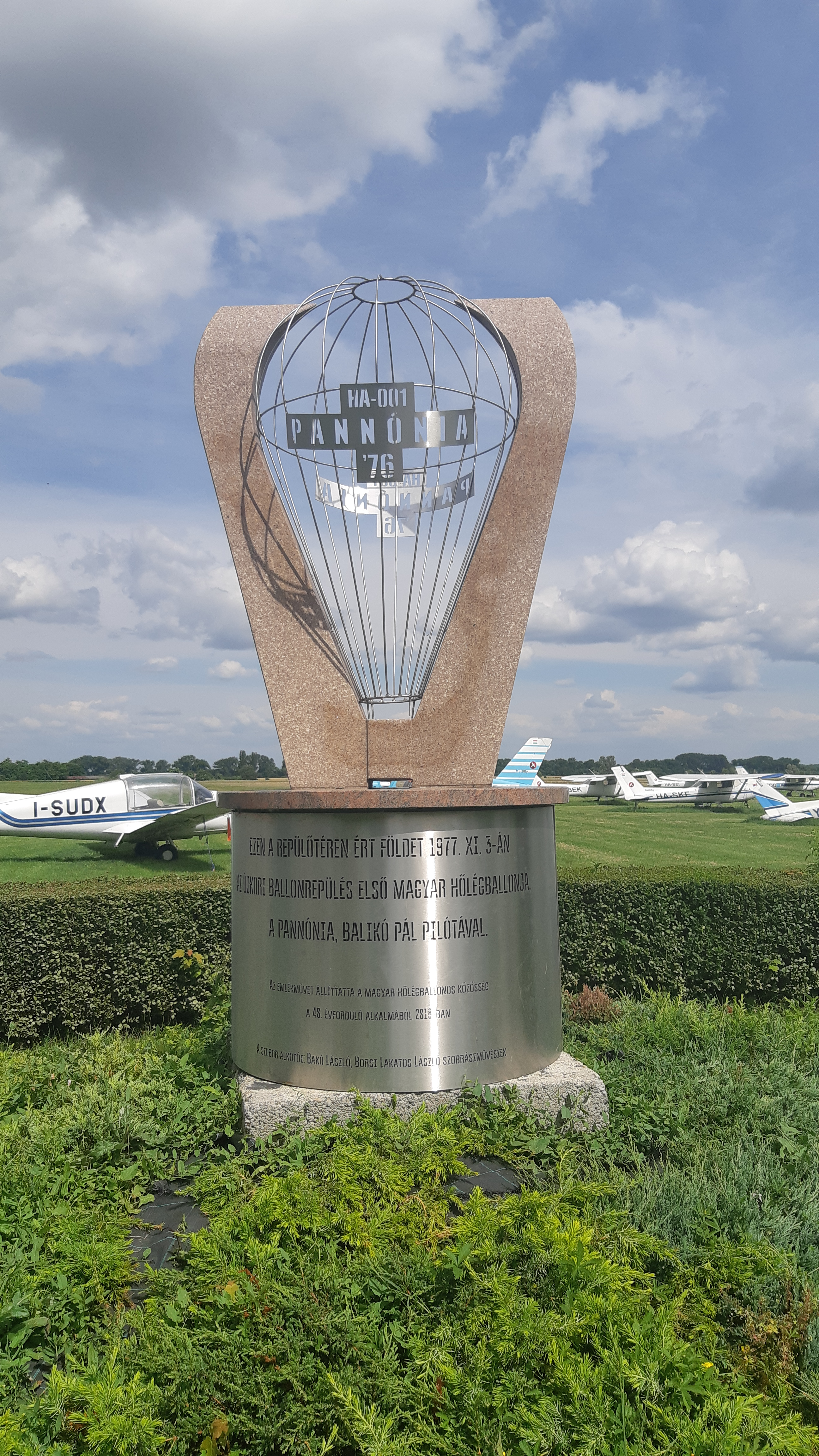
A reptéren álló hőlégballonos emlékmű
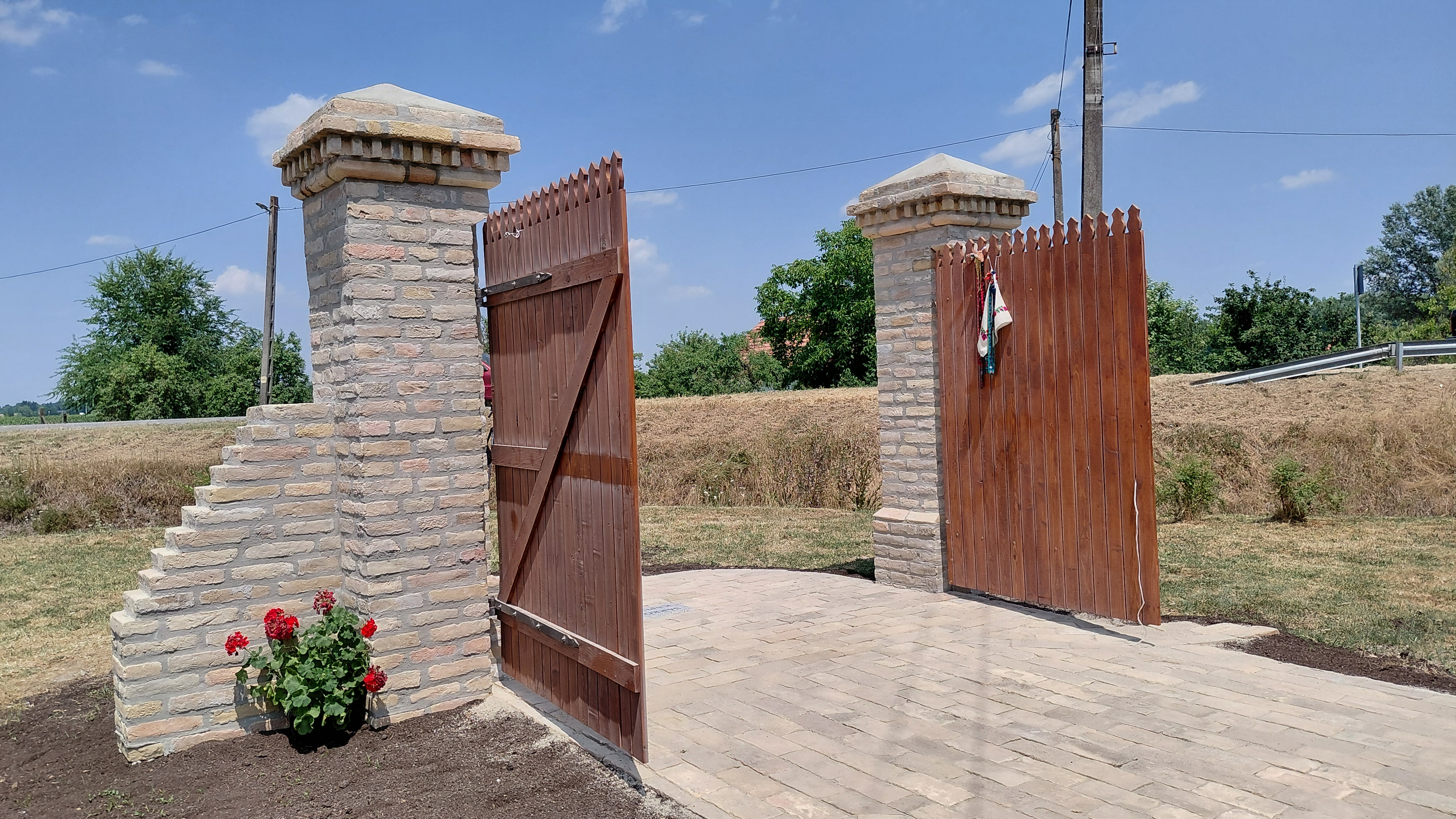
Az utazókat fogadó Sárköz Kapuja az átadása napján

#### Feszületek és keresztek

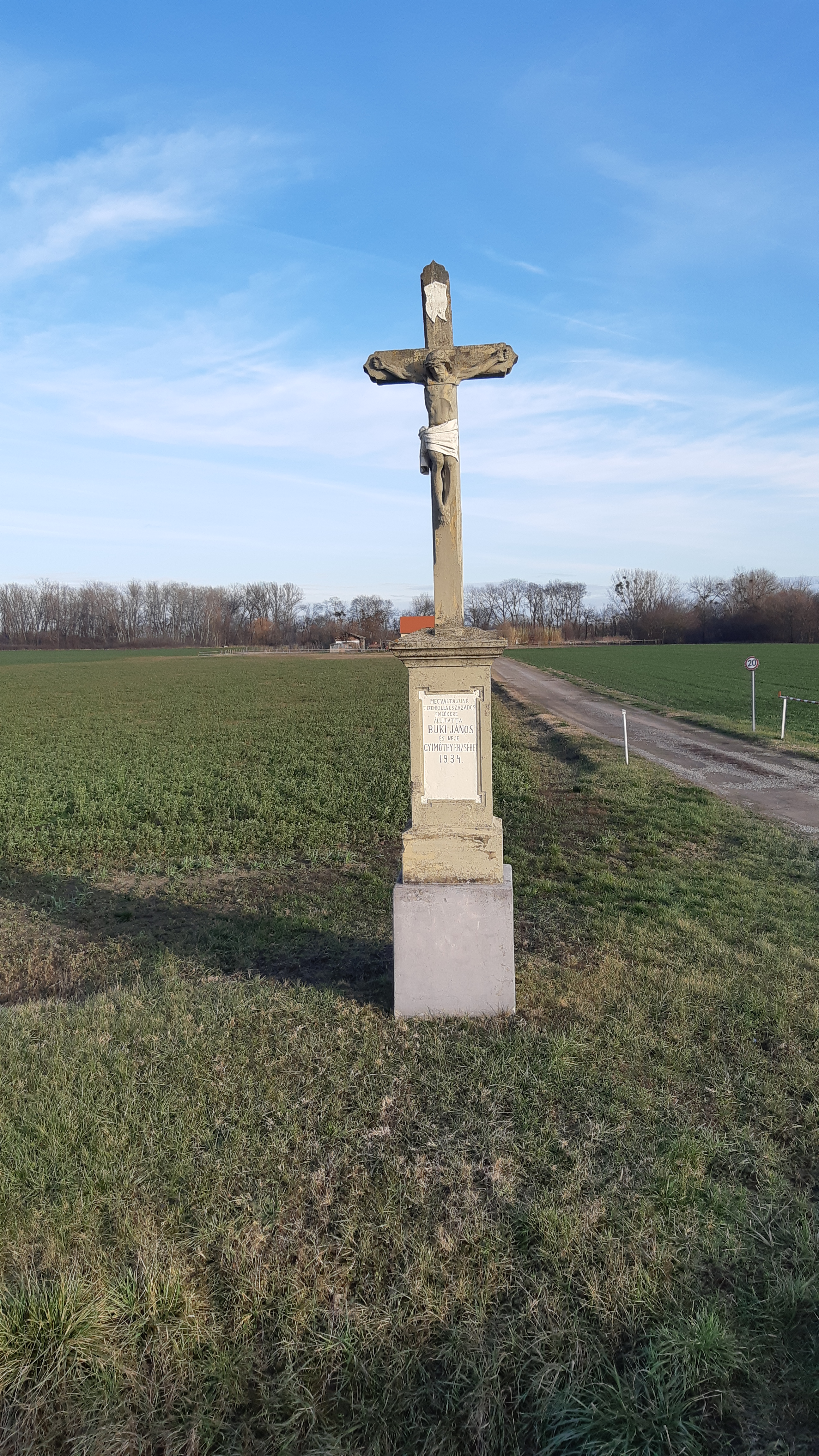
A Büki-kereszt a falu Szekszárd felőli végén

Őcsény közigazgatási területén a szobrok legnagyobb részét az útszéli keresztek és feszületek teszik ki.
- A falu Szekszárd felőli végén áll egy nagy méretű kőkereszt, az állíttatójáról elnevezett Büki-kereszt, amely a község egyik szimbolikus eleme. A rajta található felirat a következő: „Megváltásunk tizenkilencszázados emlékére állíttatta Büki János és neje Gyimóthy Erzsébet 1934.”[184]
- A Decs felőli végen egy egyszerű fakereszt áll, amely a benzinkút kijáratai közti területen található.
- A katolikus temetőben több kereszt is áll. A kisebbik, régebbi kőszobor helyi védettség alatt áll, a nagyobb, fa anyagú pedig a község elhunyt tagjainak állít emléket.
- A katolikus templom udvarán áll a boltívek alatt egy régi, nem túl jó állapotú kőkereszt. Felirata: „Isten dicsőségére állitatta Gál István és neje 1943.”[185]
- A legeldugottabb kereszt a Duna partján, egy mesterséges halmon áll a Gemenc legelegánsabb és leghíresebb vadászháza mellett. A nagy méretű, mintegy 4 méter magas hófehér kőkeresztet vitéz Szabó István főerdőmérnök állíttatta 1940-ben. A kereszthez eljutni elzártsága miatt ugyan nehéz, de a Dunán hajózva jól látható, és tájékozódási pontként is használják.[186][187]

### Őcsényi népdalok
A hajdani sárközi kultúra legszebb emlékei közé tartoznak a helyi népdalok, amelyekben a falu is bővelkedett. A településen több népdalgyűjtő is megfordult, ezek közül a legjelentősebb Vikár Béla 1902-es és Lajtha László 1913-as gyűjtése. Többek között ők írták le innen a Kukorica, kukorica és a Jaj, de beteg vagyok című népdalokat, de emellett még számos, országosan kevésbé ismert dalt is lejegyeztek.
A Magyar Tudományos Akadémia Bölcsészettudományi Kutatóközpont Zenetudományi Intézete, a Néprajzi Múzeum és a Hagyományok Háza által közösen alapított Tiszta forrás település díjat 2017-ben Nagykálló mellett Őcsény kapta meg, ezzel is elismerve az itt gyűjtött népzenei anyagok mennyiségét és minőségét. A megtisztelő cím adományozását az önkormányzat épületén márvány emléktábla örökíti meg.

## Közélete

### Parlamenti képviselete
A régi választójogi törvény, az 1989. évi XXXIV. törvény hatálya alatt a község a Tolna megyei 1. számú választókerülethez tartozott. Jelenleg a 2011. évi CCIII. törvény értelmében az új Tolna vármegyei 1. sz. országgyűlési egyéni választókerület része.

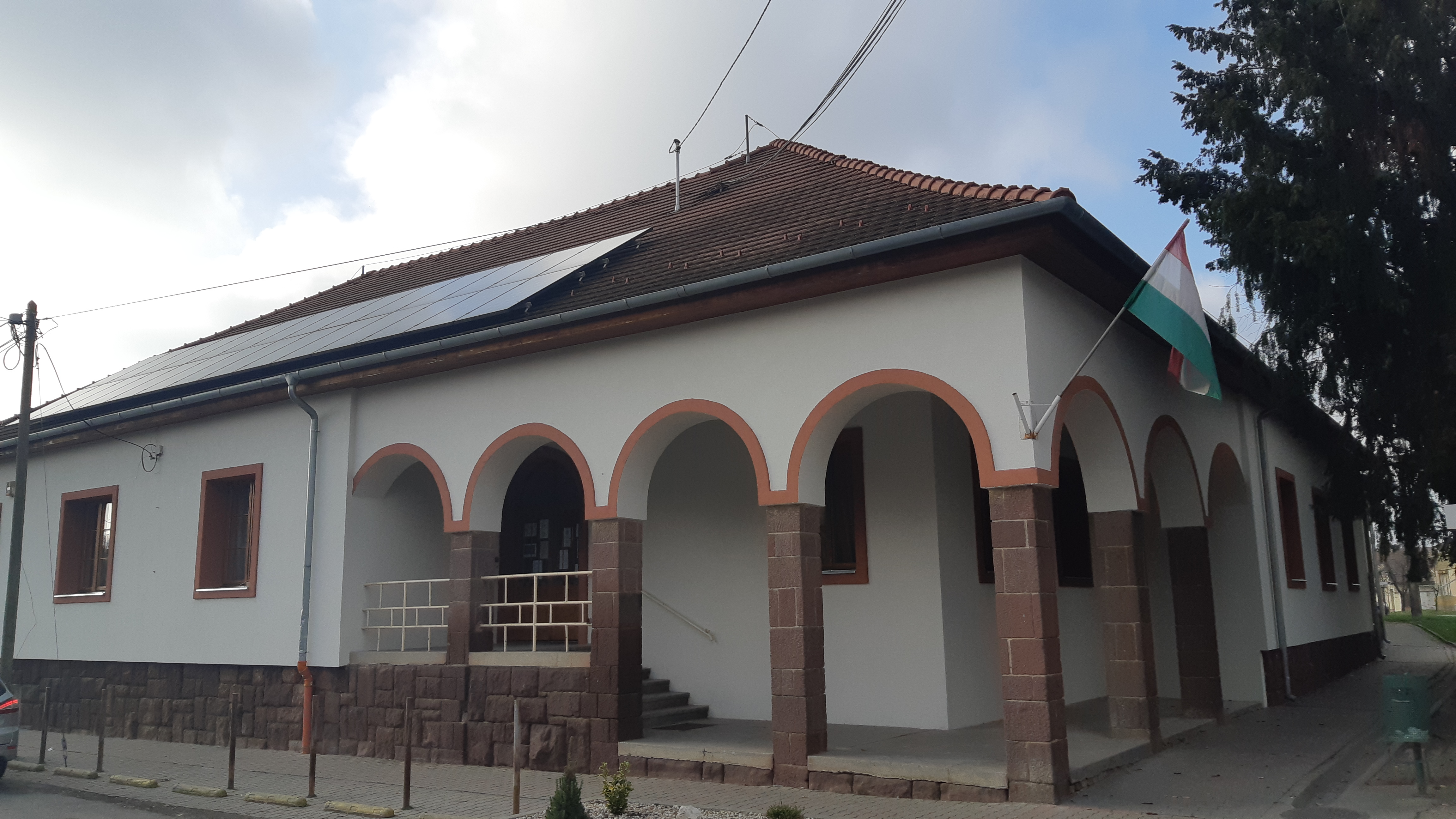
A felújított Polgármesteri Hivatal épülete

| Név               |  | Párt   | Terminus  | Választókerület                                                               |
| ----------------- |  | ------ | --------- | ----------------------------------------------------------------------------- |
| Dr. Ternák Gábor  |  | MDF    | 1990–1994 | Régi Tolna megyei 1. sz. választókerület                                      |
| Dr. Jánosi György |  | MSZP   | 1994–1998 | Régi Tolna megyei 1. sz. választókerület                                      |
| Dr. Braun Márton  |  | Fidesz | 1998–2010 | Régi Tolna megyei 1. sz. választókerület                                      |
| Horváth István    |  | Fidesz | 2010–2014 | Régi Tolna megyei 1. sz. választókerület                                      |
| Horváth István    |  | Fidesz | 2014–2018 | Tolna vármegyei (2022-ig: megyei) 1. sz. országgyűlési egyéni választókerület |
| Horváth István    |  | Fidesz | 2018–2022 | Tolna vármegyei (2022-ig: megyei) 1. sz. országgyűlési egyéni választókerület |
| Horváth István    |  | Fidesz | 2022–     | Tolna vármegyei (2022-ig: megyei) 1. sz. országgyűlési egyéni választókerület |

### Polgármesterei
- 1990–1994: Szalma Gáborné (független)[193]
- 1994–1995: Szalma Gáborné (független)[194]
- 1995–1998: Guzsván István (független)[195]
- 1998–2002: Guzsván István (független)[196]
- 2002–2006: Guzsván István (független)[197]
- 2006–2010: Fülöp János (független)[198]
- 2010–2014: Fülöp János (független)[199]
- 2014–2017: Fülöp János (független)[200]
- 2017–2019: Fülöp János (független)[201]
- 2019–2024: Fülöp János (független)[202]
- 2024–: Fülöp János (független)[1]

A településen 1995. november 19-én időközi polgármester-választást tartottak, az előző polgármester halála miatt.
A településen 2017. december 17-én időközi polgármester-választást tartottak, az előző polgármester lemondása miatt. Lemondásától függetlenül Fülöp János is elindult a választáson, és meg is nyerte azt.

### Önkormányzat összetétele
A község vezetésének összetétele a 2024-es önkormányzati választások után a következő:
- Polgármester: Fülöp János (független)
- Képviselők: Ancsin Attila (független), Csapai János (független), Parragh Balázs (független), Heronyányi Dániel (független), Deutsch Boglárka (független), Kárpáti-Guth Margit (független)[202]

A településen a helyi önkormányzaton felül működik német nemzetiségi önkormányzat, valamint cigány nemzetiségi önkormányzat is. A német önkormányzat elnöke Hamar Vilmos, a cigány önkormányzaté pedig Horváth Lajos.

### Civil szervezetek
- Bogár István Hagyományőrző Egyesület: A szervezet 1931-ben alakult, azóta több évtizedes többé-kevésbé összefüggő múltra tekint vissza. 1993-ban vált egyesületté, majd 1998-ban felvette a faluban született hagyományokat őrző, továbbadó Bogár István néptanító nevét. Az egyesület két csoportból áll, a felnőtt és a gyermek utánpótlás csoportból. Az 1980-as évektől rendszeres résztvevője a szakma által szervezett „minősítő” fesztiváloknak, így többek között bronz, ezüst, arany, majd később minősült fokozattal rendelkezik, illetve tagjai között Fülöp Ferenc díjas táncosok is vannak. Az egyesület elnöke Scultéty Erzsébet.[207]Az őcsényi sportpálya

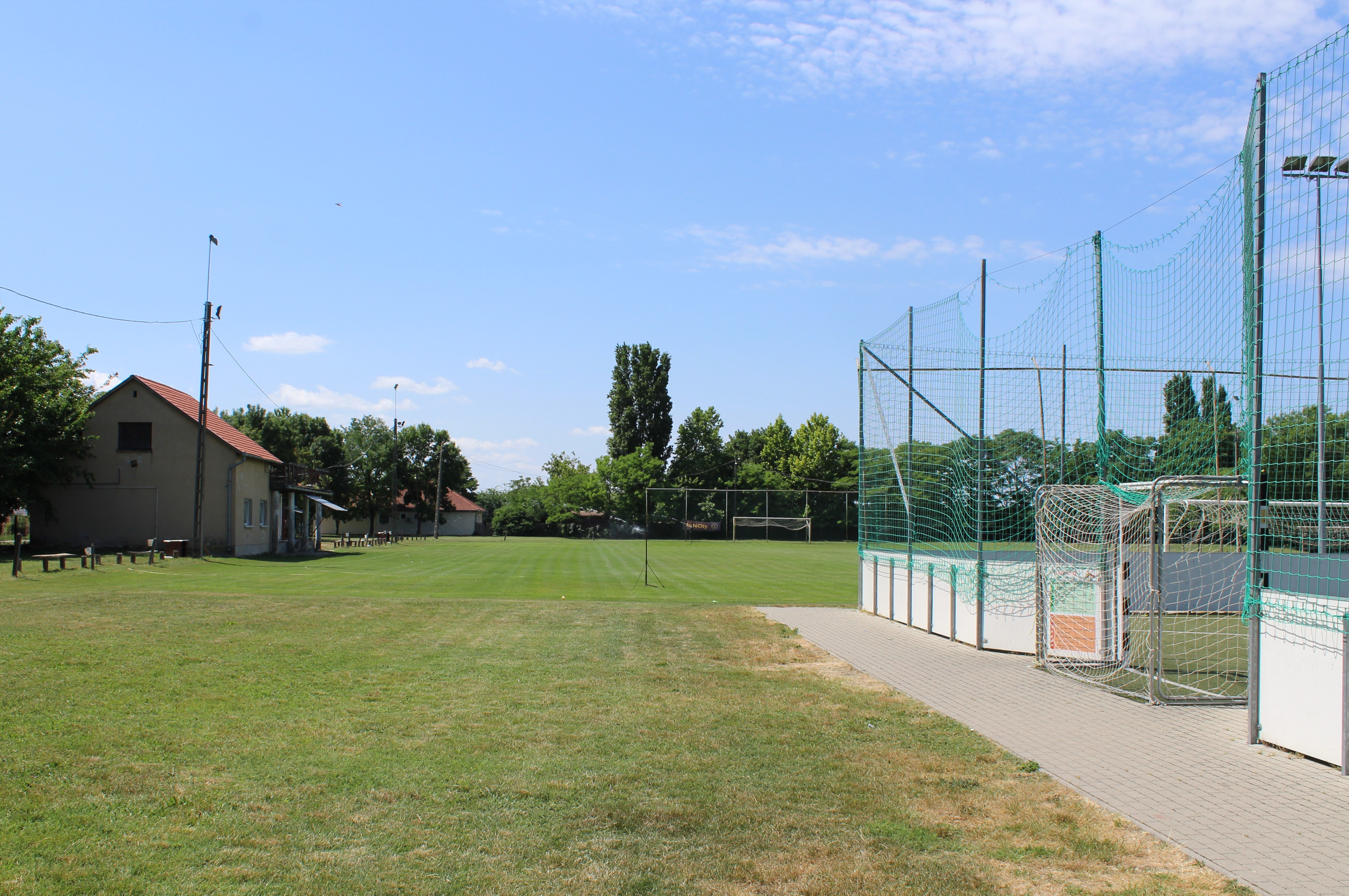
Az őcsényi sportpálya

- Gránátalma Hagyományőrző Művészeti Egyesület: Az egyesület célja a Sárköz népi művészeti értékeinek megóvása, az utókor számára történő közvetítése, a társadalom kulturális örökségévé tétele. A hagyományos sárközi kézműves mesterségek életben tartása. A sárközi népi életképek művészi alkotásokban való megörökítése. A falu közösség tagjainak a népi hagyományok és művészeti értékek tiszteletének megóvására és megőrzésére nevelésére, oktatására kortól függetlenül.[208] Az egyesület elnöke Patyi Dénes.[209]
- Őcsényi Sportkör: Az Őcsény SK nagy múltú labdarúgó egyesület, mely a története során háromszor nyerte meg a Tolna vármegyei bajnokságot, legutóbb 2008-ban. Ezen kívül nyolcszor végzett második és tizenegyszer a harmadik helyen a tabellán.[210] A csapat jelenleg a Tolna vármegyei III. osztályában játszik több-kevesebb sikerrel.[211] Az egyesület elnöke Lizák Zsolt.
- Őszi Rózsa Nyugdíjas Egyesület: Alapvető célja, hogy a településen élő valamennyi időskorú, rászoruló számára a nappali ellátás elérhetősége biztosítva legyen, módot adva ezzel a közösségi együttlétre, a pihenésre, a közösségi programokon való részvételre. A szervezet rendszeresen szervez különböző kirándulásokat, továbbá a településen lévő rendezvényekben is jelentős részt vállal.[212] Az egyesület elnöke Dávid Kálmán.A repülőtér területén fekvő horgásztó, háttérben az irányítótoronnyal

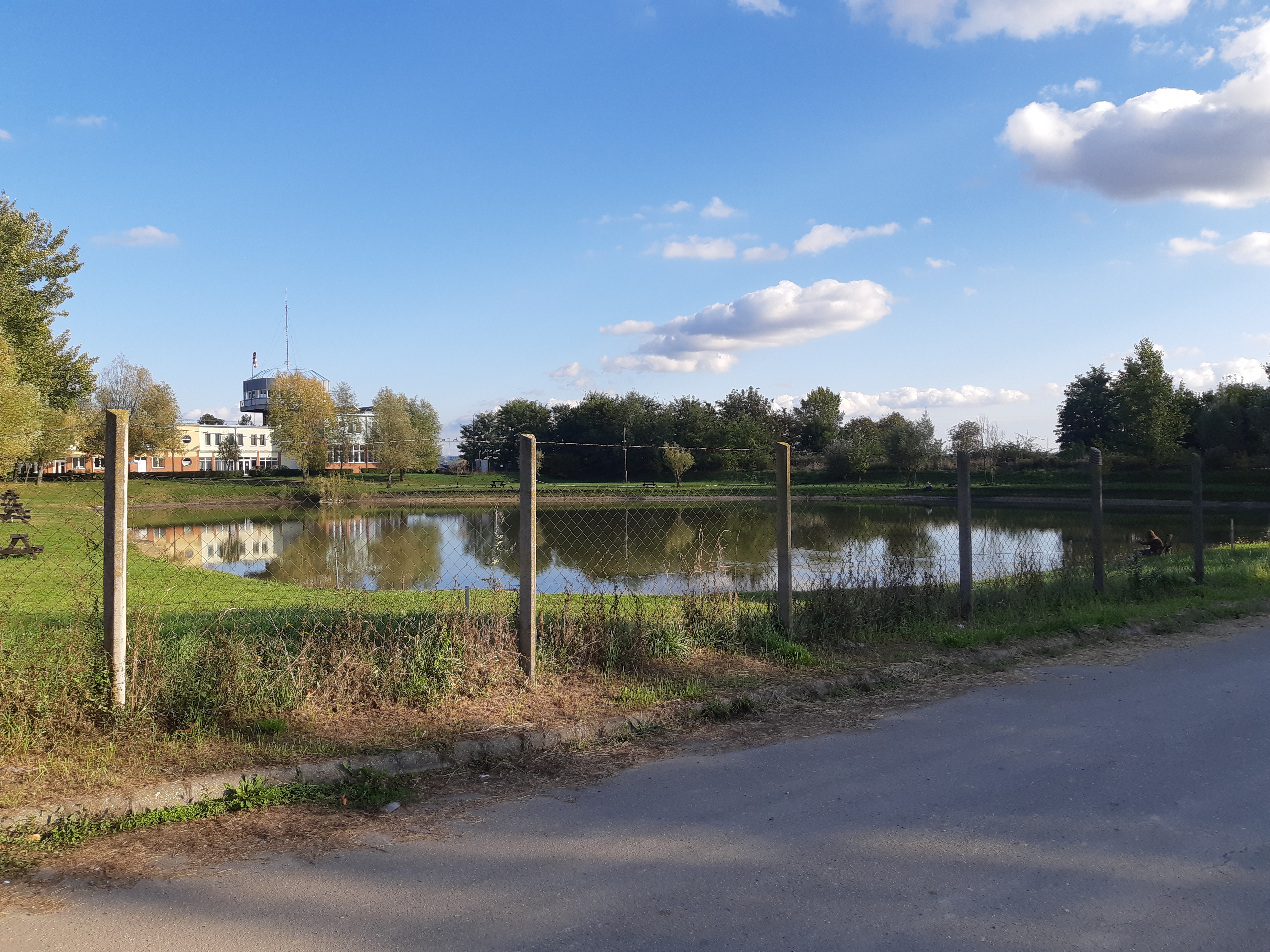
A repülőtér területén fekvő horgásztó, háttérben az irányítótoronnyal

- Sárközi Gabóca Kézműveskör: A kézműveskör célja a Sárközben élő népművészet, népi hagyomány felkutatása, felelevenítése, gyakorlati oktatása az ott élő népművészet iránt érdeklődő gyerekeknek és felnőtteknek, valamint a Sárköz tájegységben fellelhető hímzések, csipkeverés, rostkötés, gyöngyfűzés, buba és népviseleti ruhák készítése, szövés, régi minták felkutatása, gyűjtése, évenként kiállításon való bemutatása, régi énekek, szokások gyűjtése, rögzítése, továbbadása. Évente 1-2 kiállítást tartanak az elkészített képzőművészeti termékekből. Az egyesület elnöke hosszú éveken át Szűcs Sándorné volt,[213] akit 2020-tól Heronyányi Józsefné váltott.
- Horgász Egyesület: Az egyesület elsődleges célja, hogy Tolna megyében a Közép-Duna Menti térségben javítsa a horgászturizmus feltételeit és egyben elősegítse a mai kornak megfelelő vendégfogadás feltételeinek megteremtését.[214] A szervezetet 1963-ban alapították, jelenlegi taglétszáma 250 fő körül van. Az egyesület elnöke Temesvári Tamás.
- Első Magyar Drónfoci Sportegyesület: a 2016-ban Dél-Koreában megszületett modern technikai sportág első hazai szervezete Őcsényben található. Az egyesület alapítója és elnöke a repülőgépészeti szakmérnök végzettséggel rendelkező Sós Imre.[215]

## Híres emberek

### Itt született
- Magyar Sándor (1898–1981) pilóta, aki navigátorként Endresz Györggyel közösen 1931-ben a Justice for Hungaryvel első magyarként átrepülte az Atlanti-óceánt.
- Tóth Jánosné Kovács Sára (1903–1980) szövőasszony, babakészítő.
- Werner Andrásné Tóth Katalin (1909–1993) szövőasszony, a Népművészet Mestere.
- Bogár István (1923–1990) néptanító, népművelő.
- Fehér István (1929–2020) agrármérnök, tanszékvezető egyetemi professzor.[216]
- Szentgyörgyi György (1956–) pilóta, repülésoktató, autómérnök.
- Heimann József horgász, az V. Masters horgász világbajnokságon induló győztes magyar csapat tagja.[217][218]

### Itt élt
- Fördős Dávid (1787–1866) református lelkész, költő.
- Miskolczy Ferenc (1899–1994) grafikus, szobrász- és festőművész több alkotóévét töltötte el itt.
- Egyed Mihályné Dévai Julianna (1922–2013) szövőasszony, a Népművészet Mestere.
- Cs. Vasváry Ibolya (1927–2021) festőművész.[219]
- Party István (1908–1977) erdőmérnök, a „szarvasok atyja”, a gemenci szarvasgazdálkodás alapjainak megteremtője.[220]
- Minorits Jánosné Szűcs Julianna (1945–), szövőasszony, népviselet-készítő, a Népművészet Mestere.[221]
- Horváth Tamás (1992–) énekes, dalszerző, zenész gyerekkora egy részében itt élt családjával[222]

## Testvértelepülések
- Gombos (Богојево), Szerbia[223]
- Gyergyószárhegy (Lăzarea), Románia[224]

## Egyéb megnevezések
Sajnos igen elterjedt, hogy a falu nevét rövid Ö betűvel Öcsény formában írják le, ám ez helytelen írásmód, amely főleg figyelmetlenségből vagy a hosszú Ő hiányából adódott. A település helyén álló ókori erődítmény latin neve Alisca volt. Az 1697-ből származó pecsét köriratában az OCSENI forma olvasható. Őcsény a Magyarország első katonai felmérése térképein Eőcsen, illetve Ötsén néven szerepel. A település horvát nevei Öčnja vagy Vôčinj, habár horvát kisebbség nem él a faluban. Őcsény rovásírással : 

## Galéria

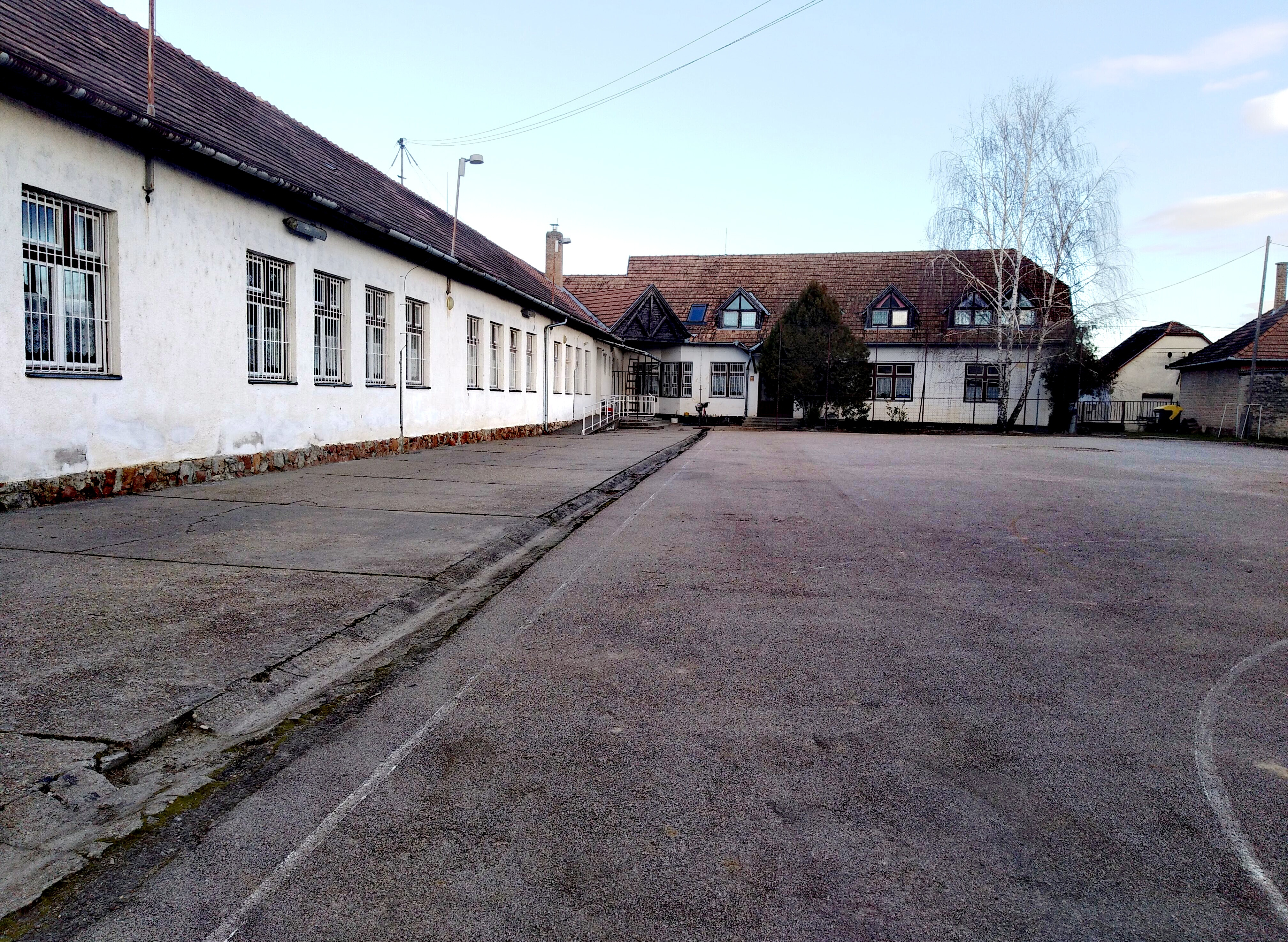
Az Őcsényi Perczel Mór Általános Iskola udvara
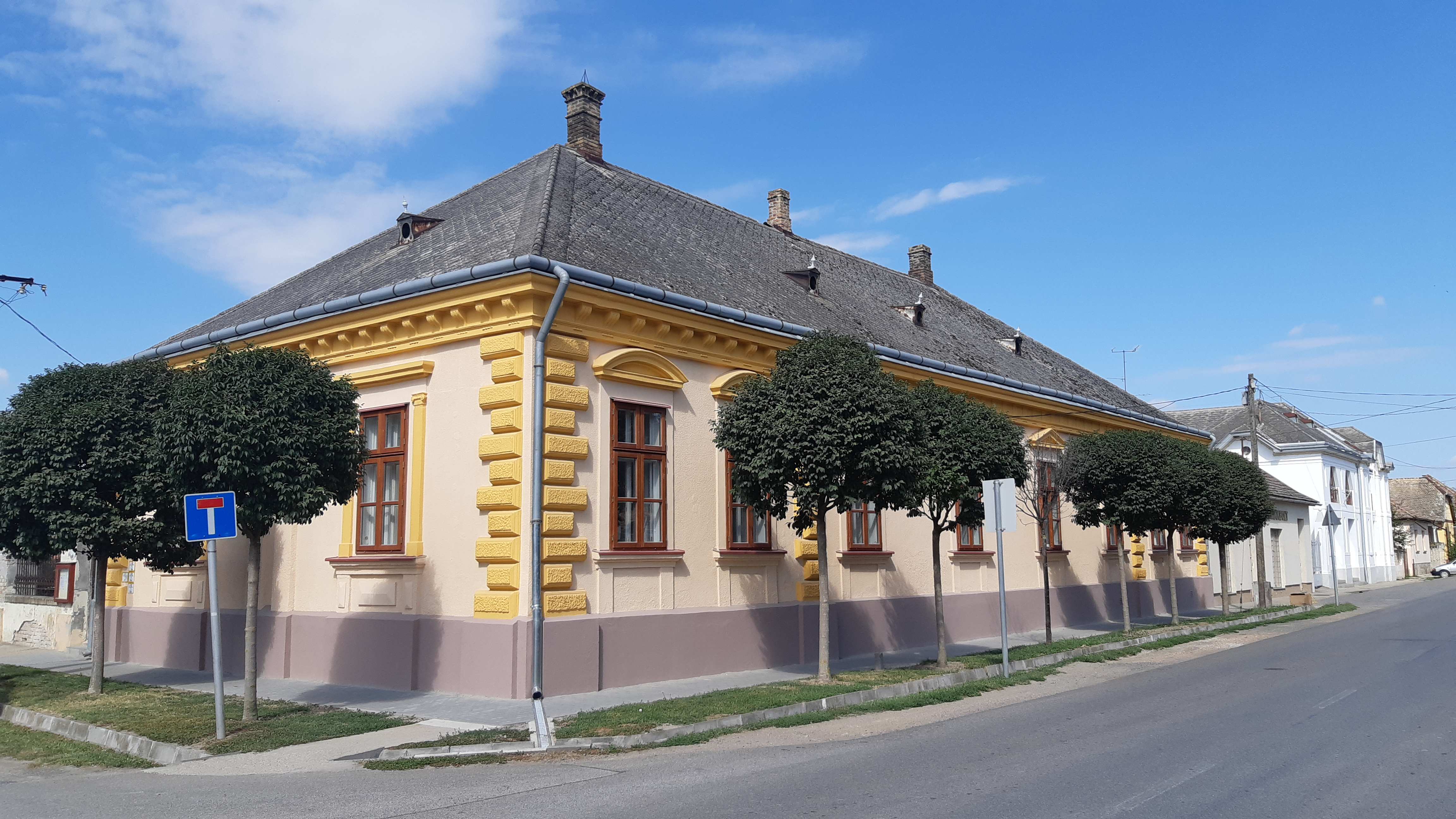
A 2021-ben helyreállított klasszicista református parókia épülete
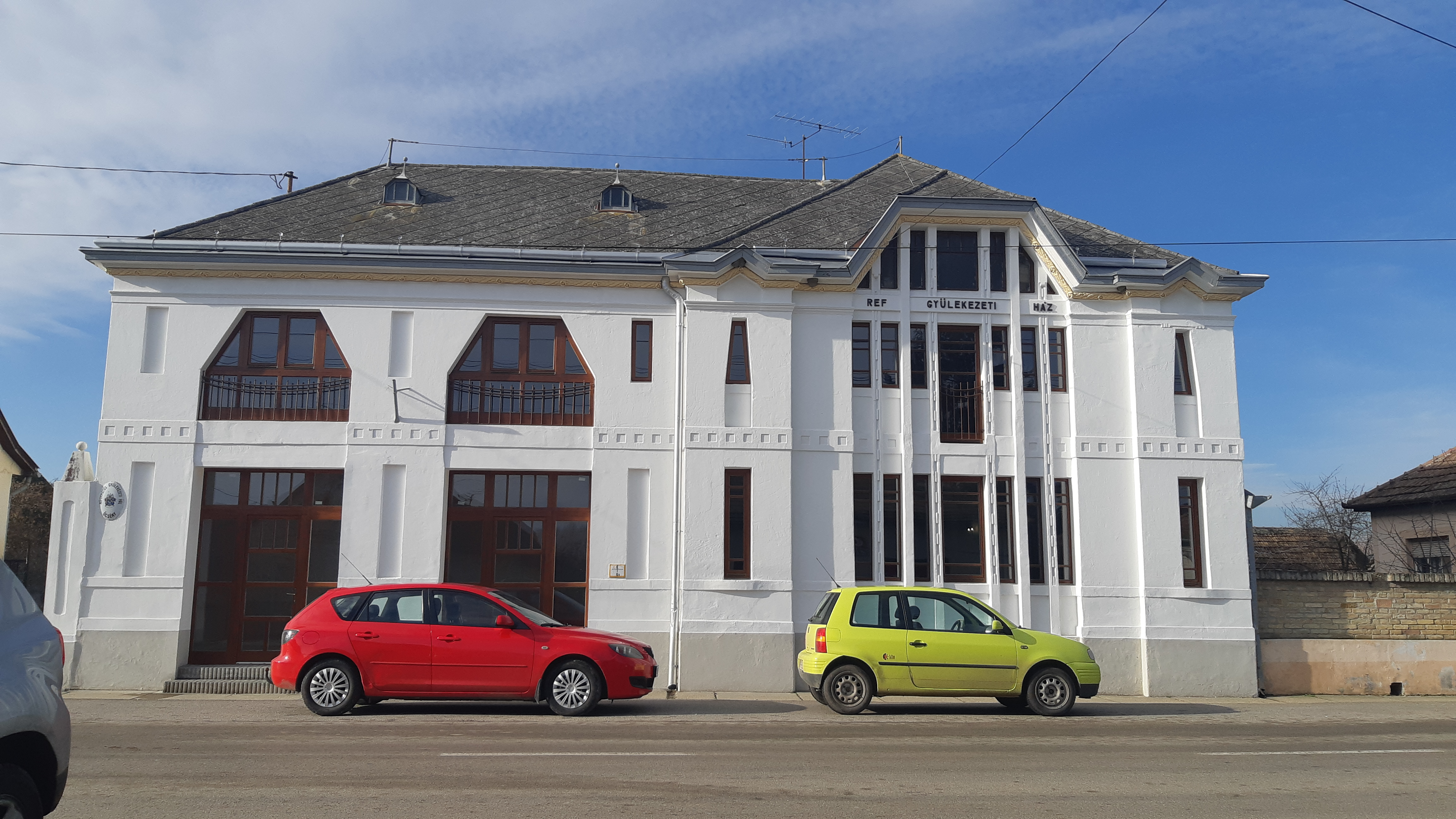
A frissen felújított szecessziós stílusú Református Gyülekezeti Ház
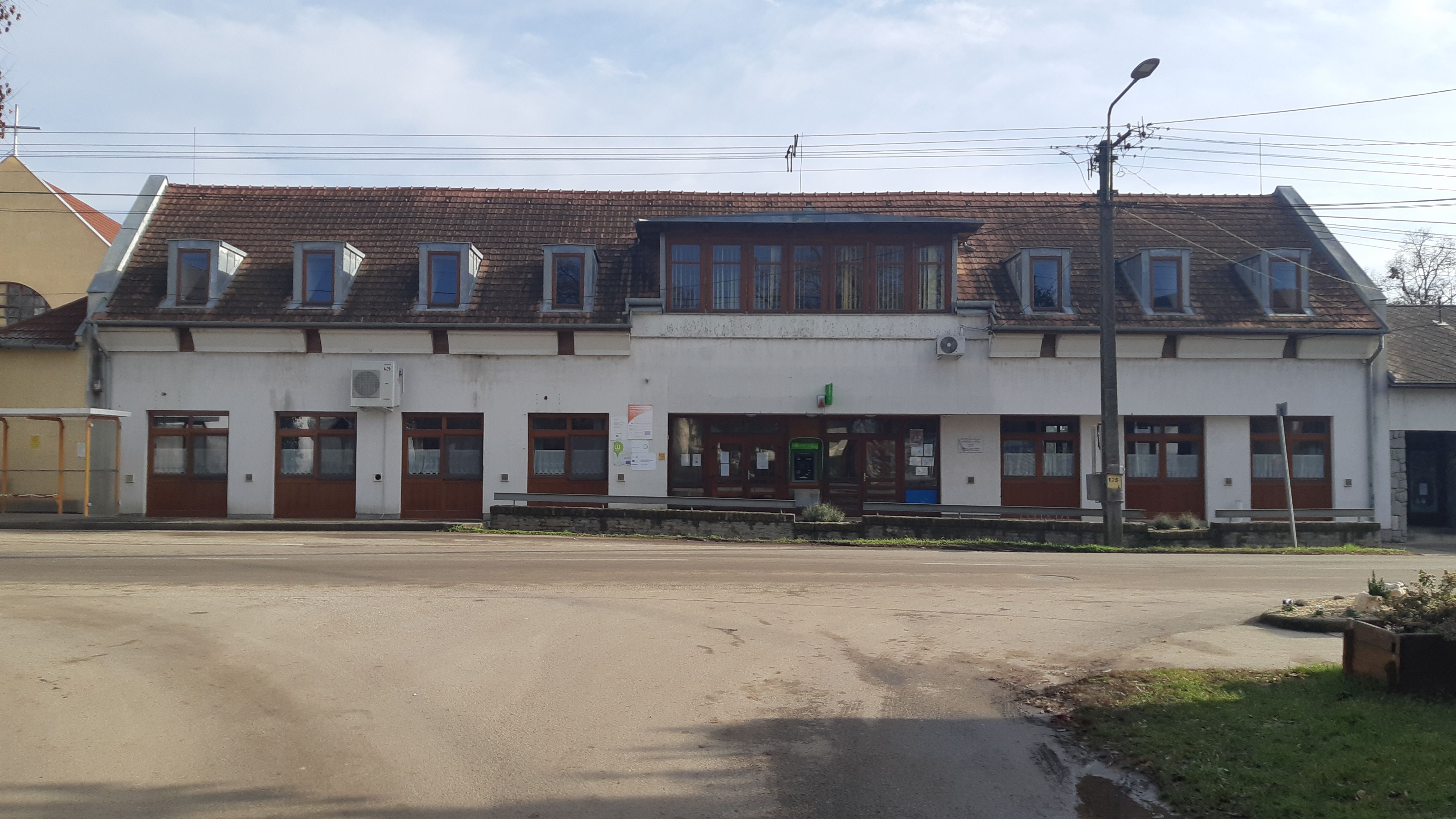
A központban álló Közösségi Ház, amely egyúttal a falu konyhájának, civil szervezetek irodáinak és az IKSZT-nek is otthonául szolgál
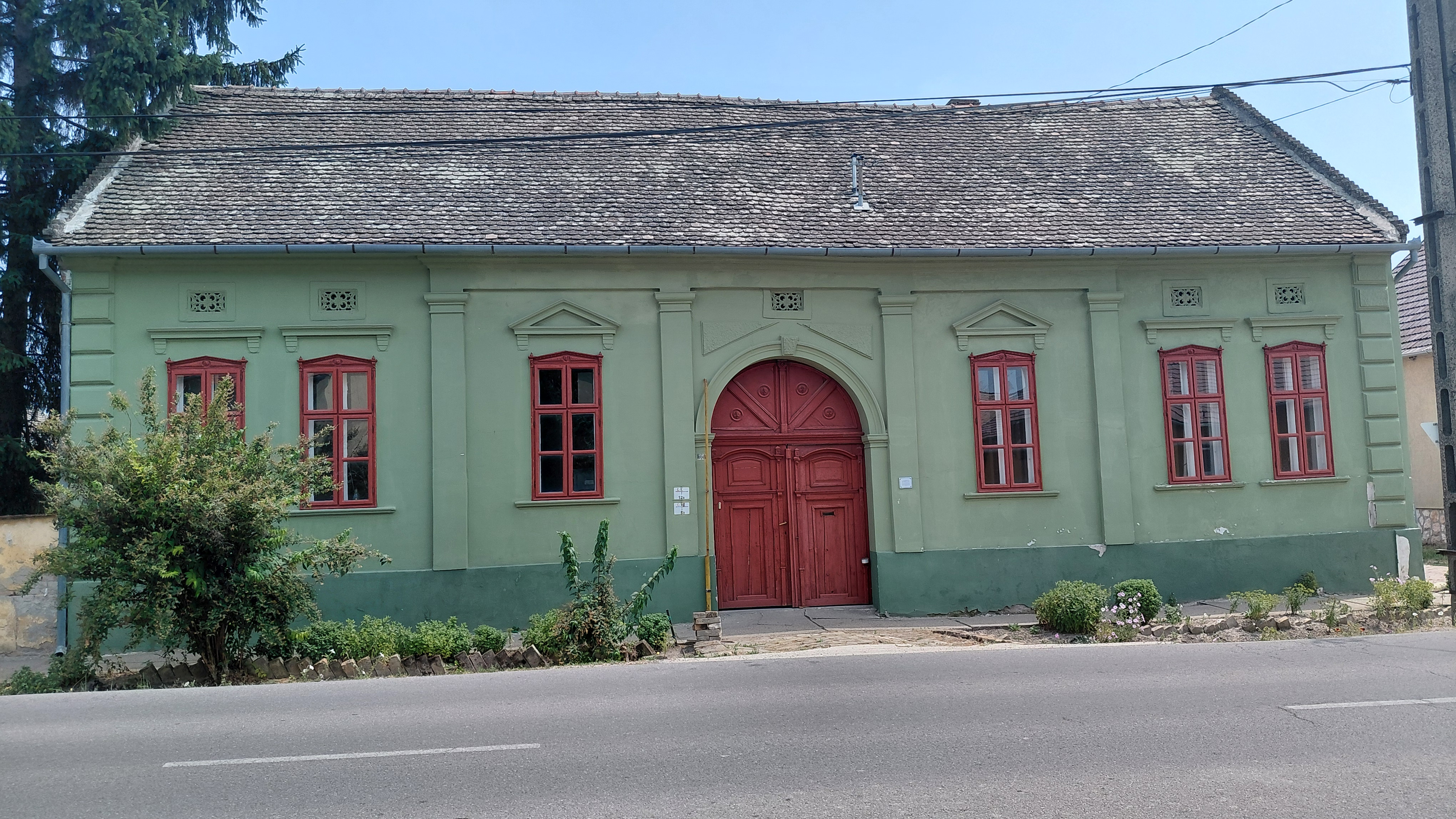
A felújított Fő utca 18. számú jellegzetes sárközi lakóház
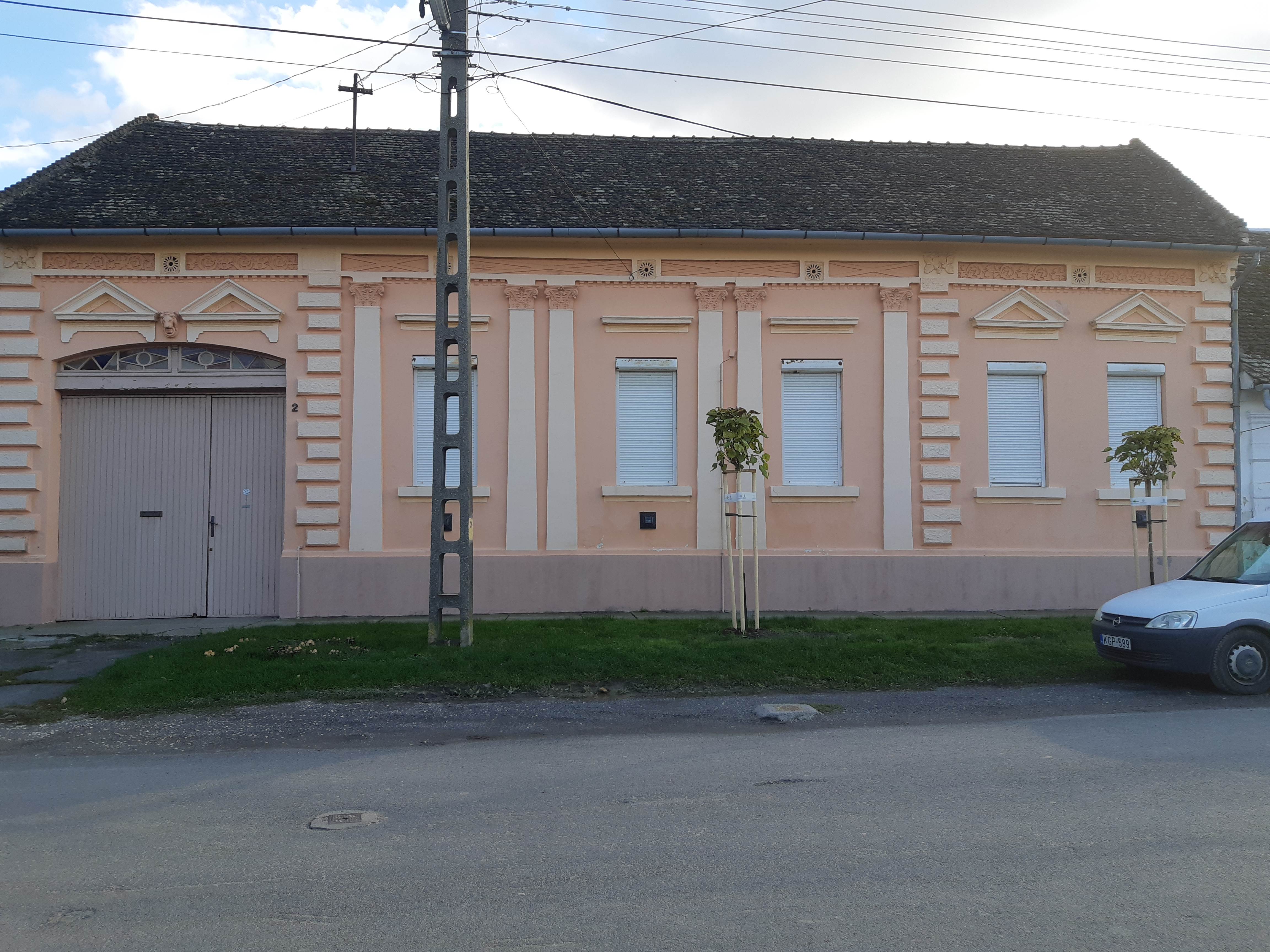
Díszes lakóház a Kossuth Lajos utcában
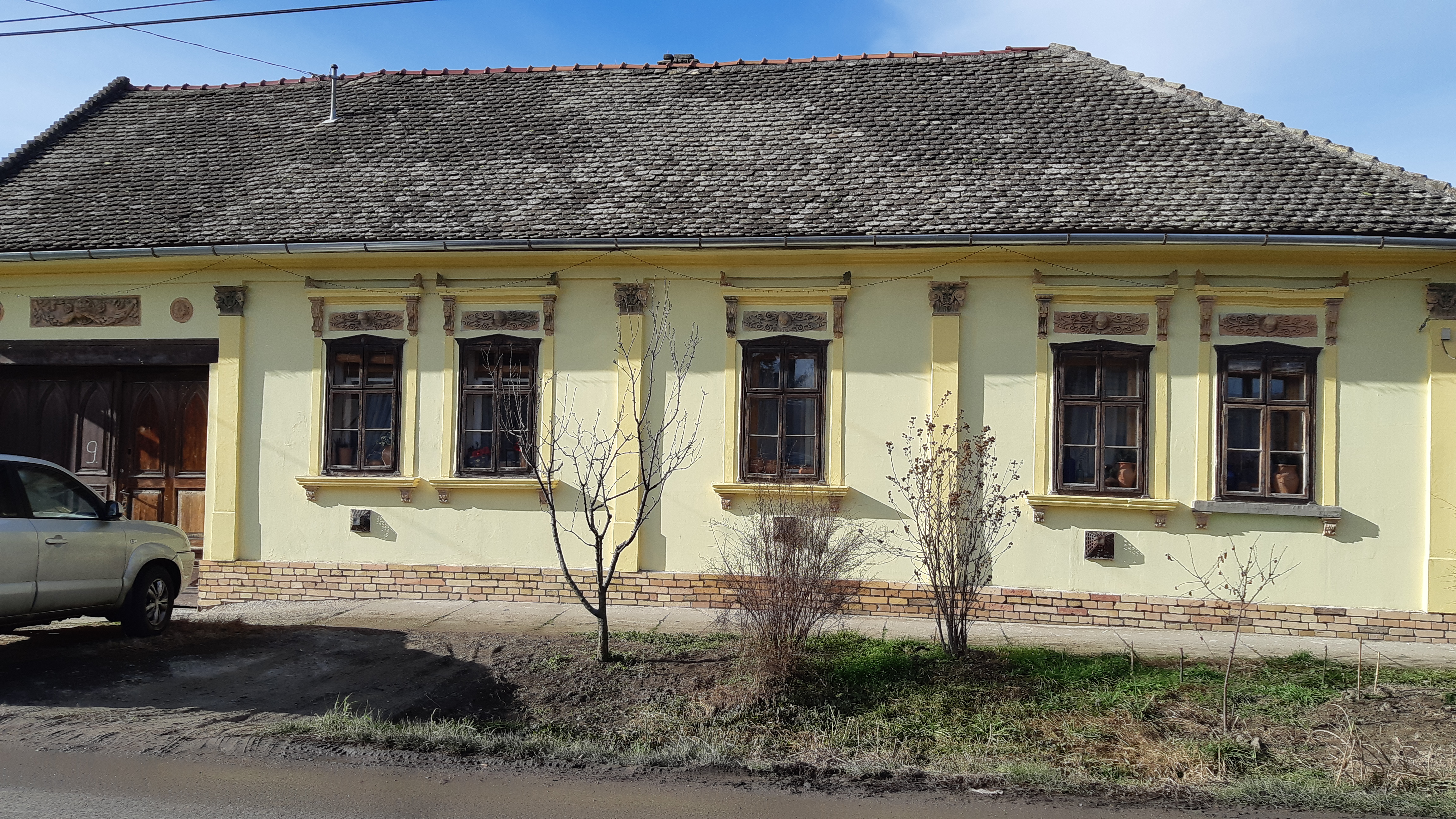
Felújított sárközi lakóház a Fő utcában
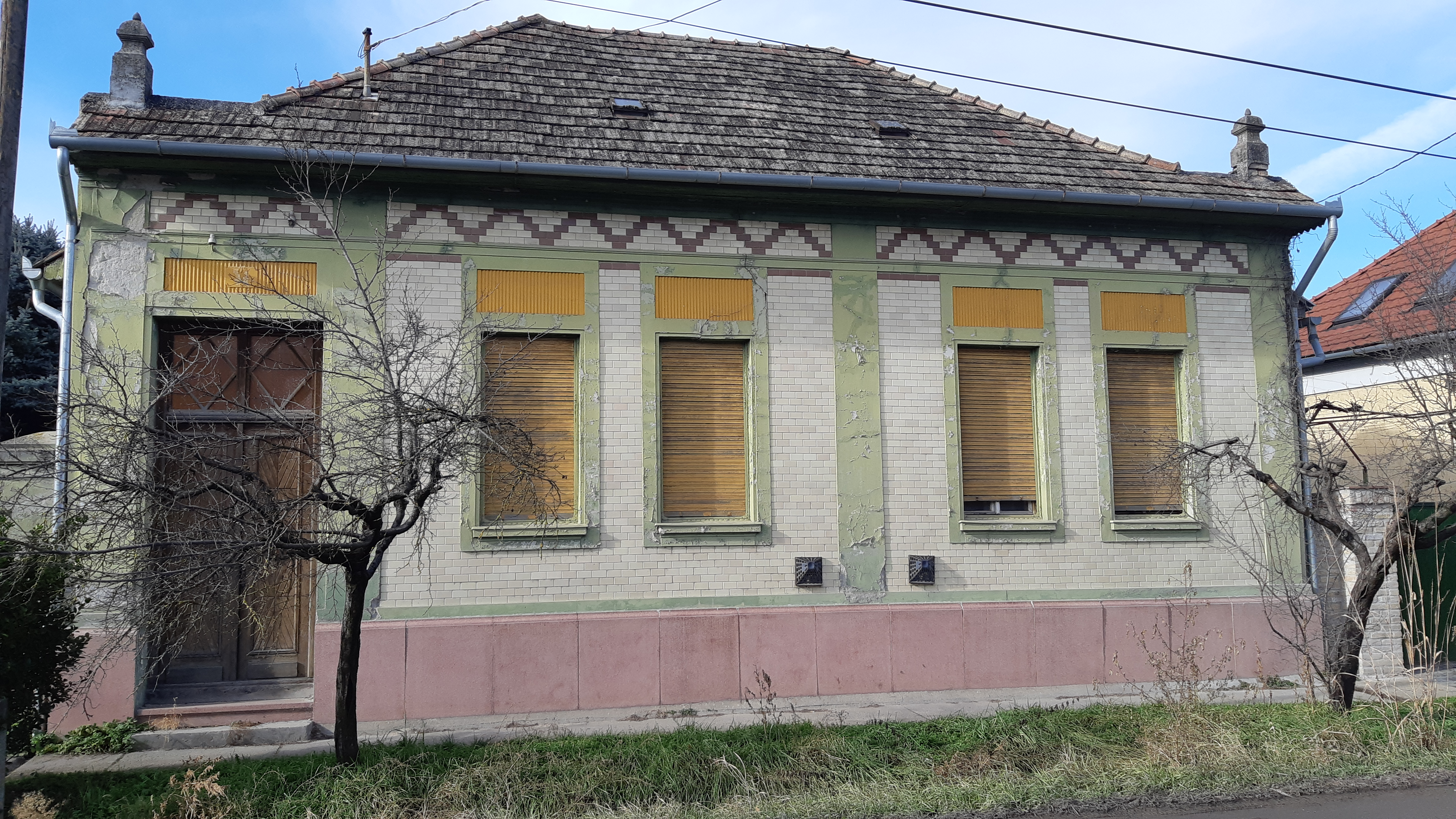
Mázas kerámiákkal és téglaburkolattal díszített sárközi lakóház a Fő utcában
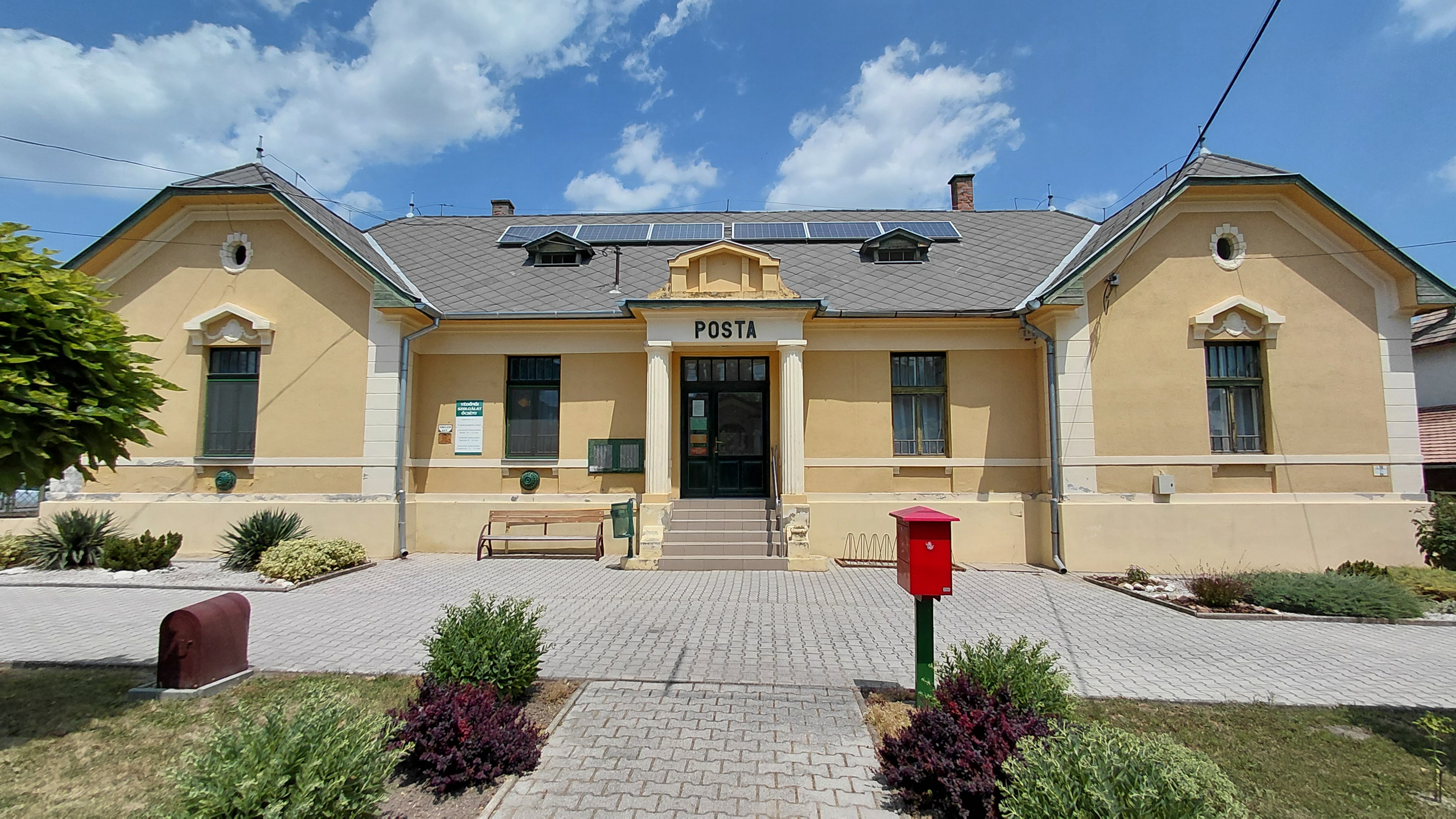
A postaként és gyermekorvosi rendelőként is szolgáló eklektikus épület
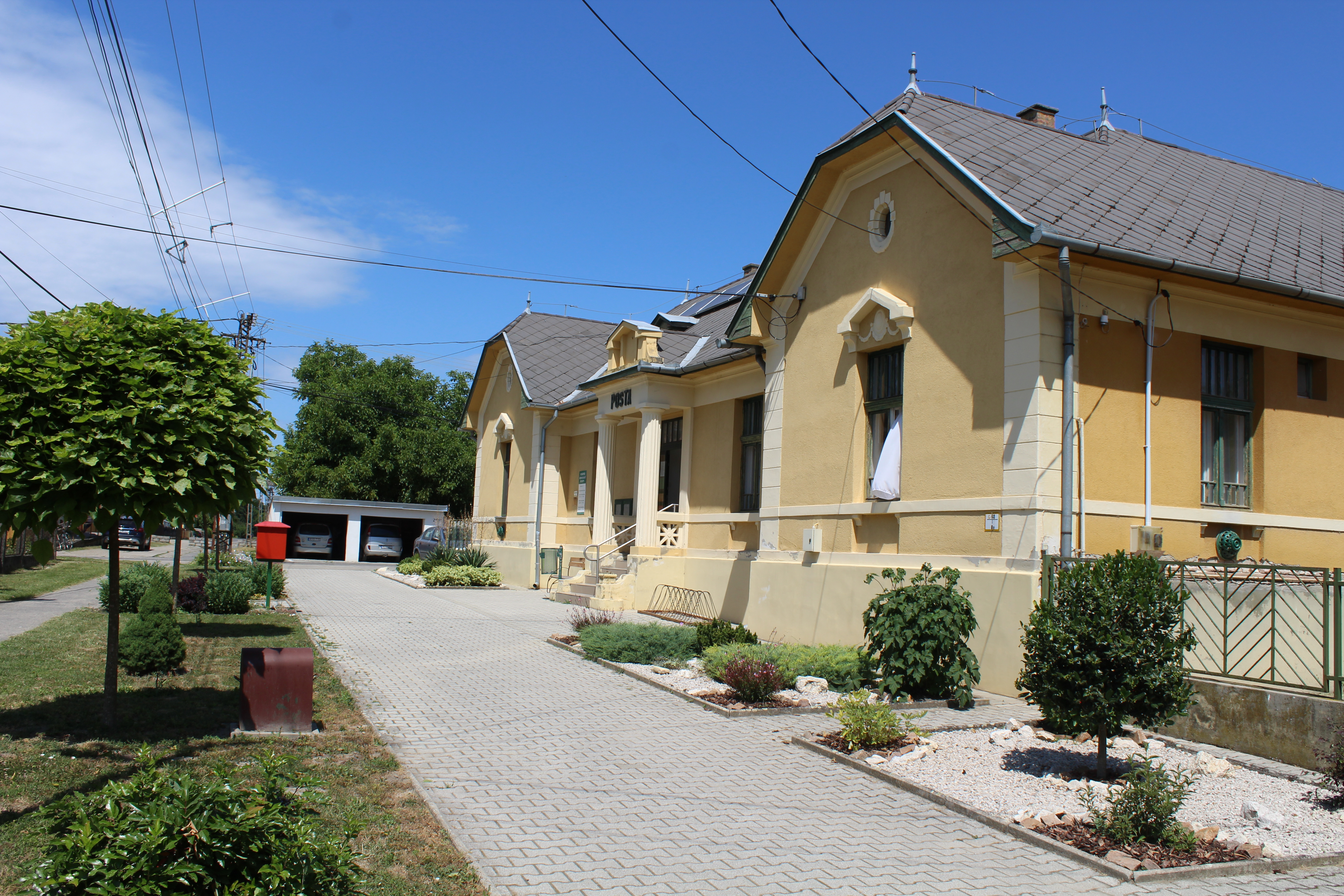
A posta és az előtte újonnan kialakított díszkert
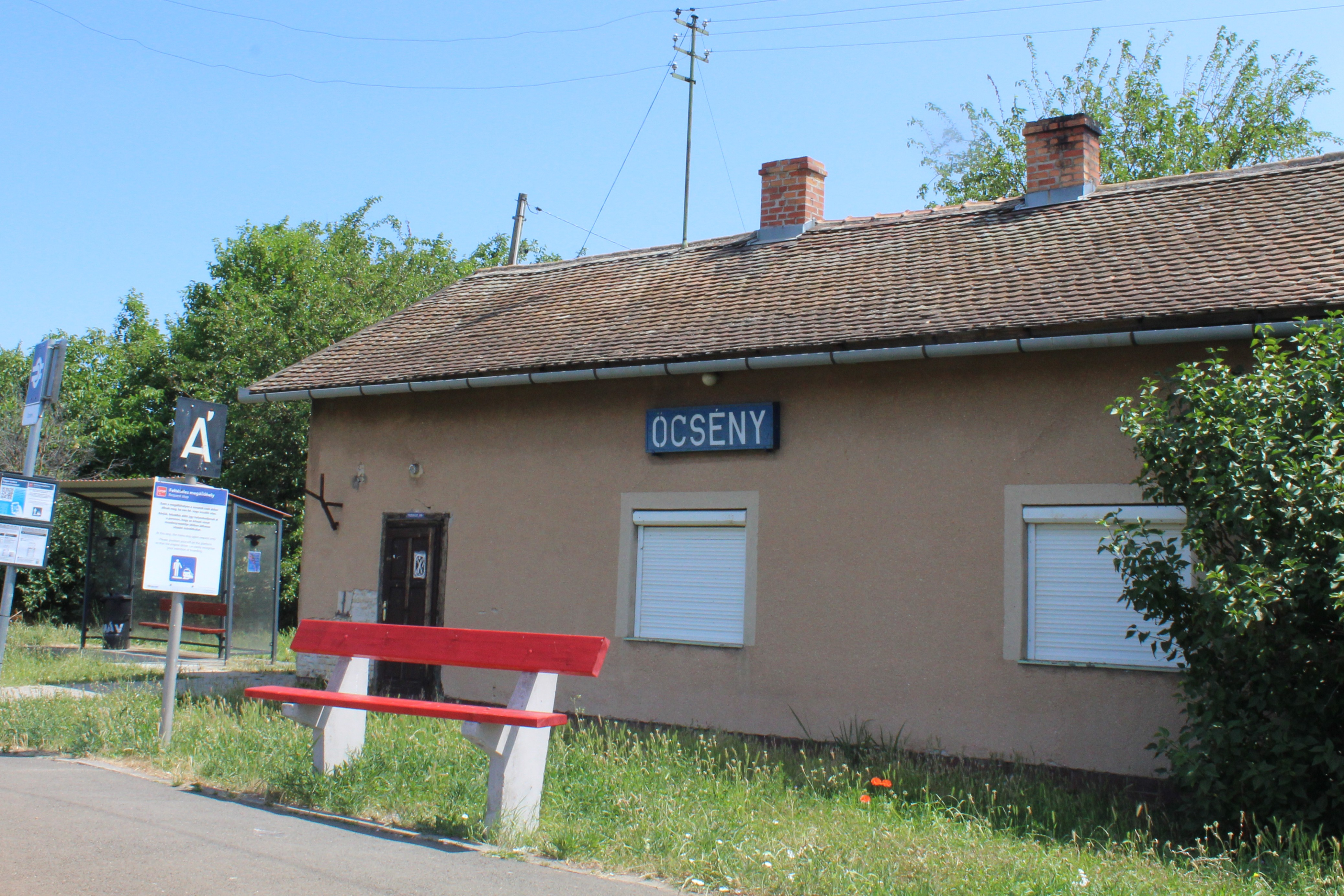
Az őcsényi vasúti megállóhely
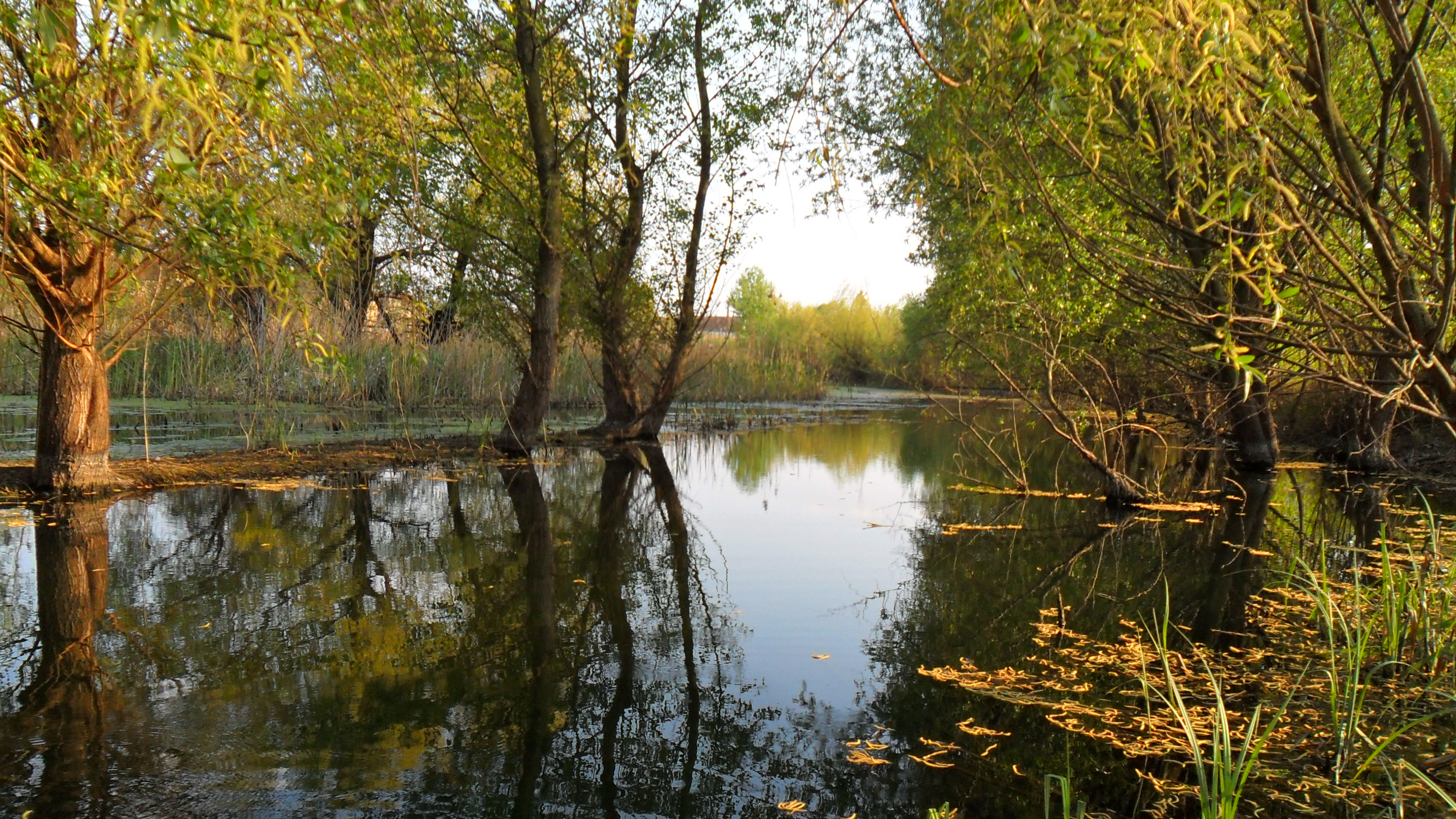
Az erősen megáradt Báta 2011-ben
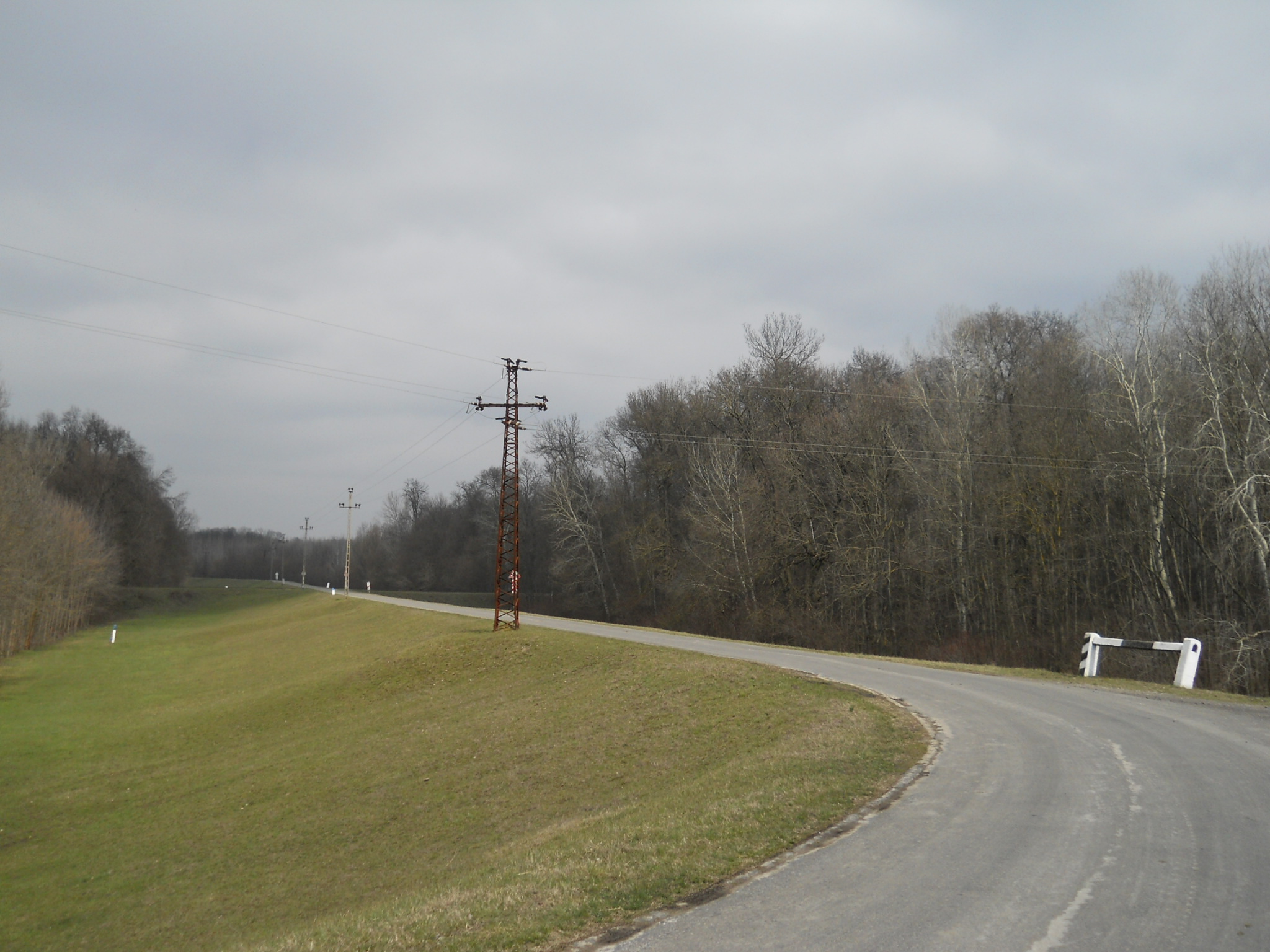
Árvízvédelmi töltés a falu határában
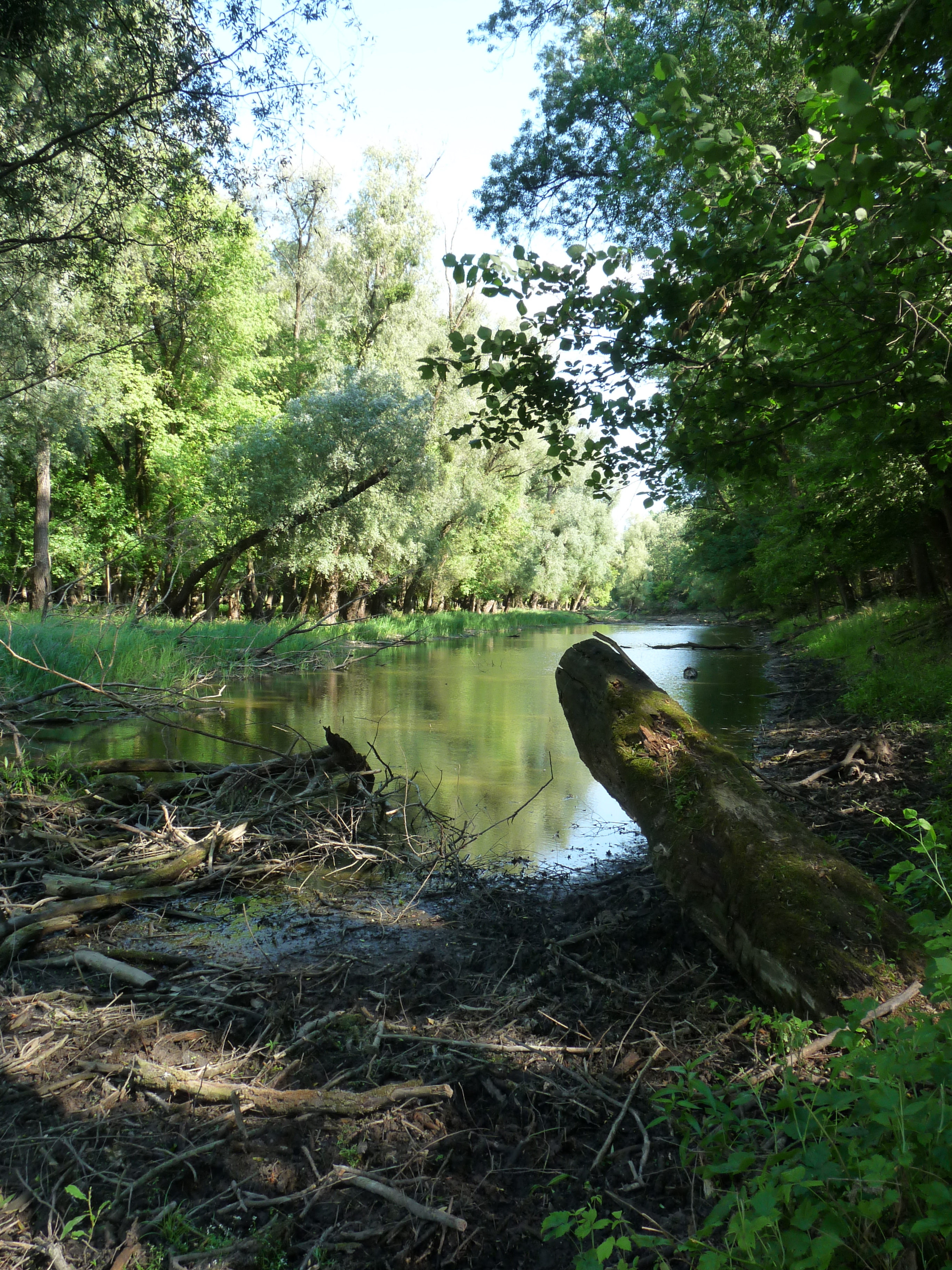
A Gemenc Bárányfok közelében